# 北九州市
北九州市（きたきゅうしゅうし）は、福岡県北部に位置する市であり、政令指定都市である。
福岡市に次ぐ九州地方第2位の都市であり、非都道府県庁所在地においては神奈川県川崎市に次ぐ第2位の人口を有する。面積は福岡県内で最大である。

## 概要

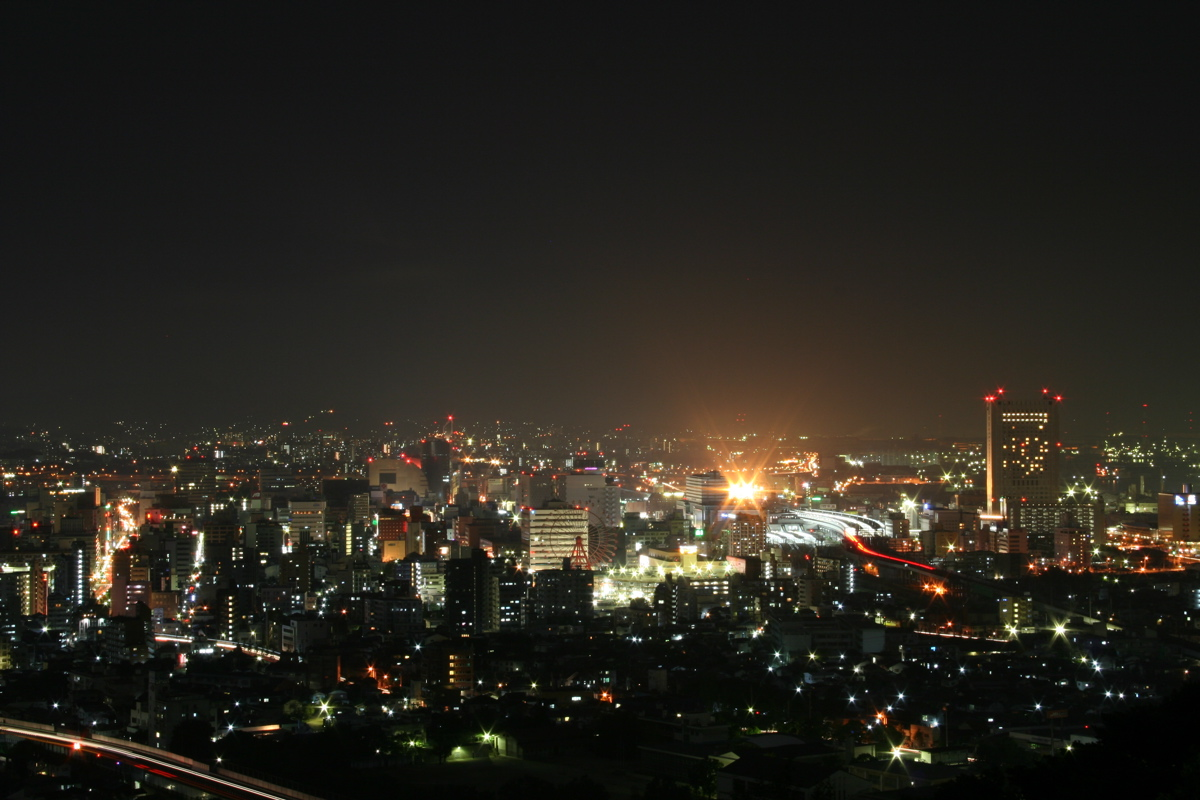
足立山中腹から見る都心部（小倉）の夜景
（小倉北区）

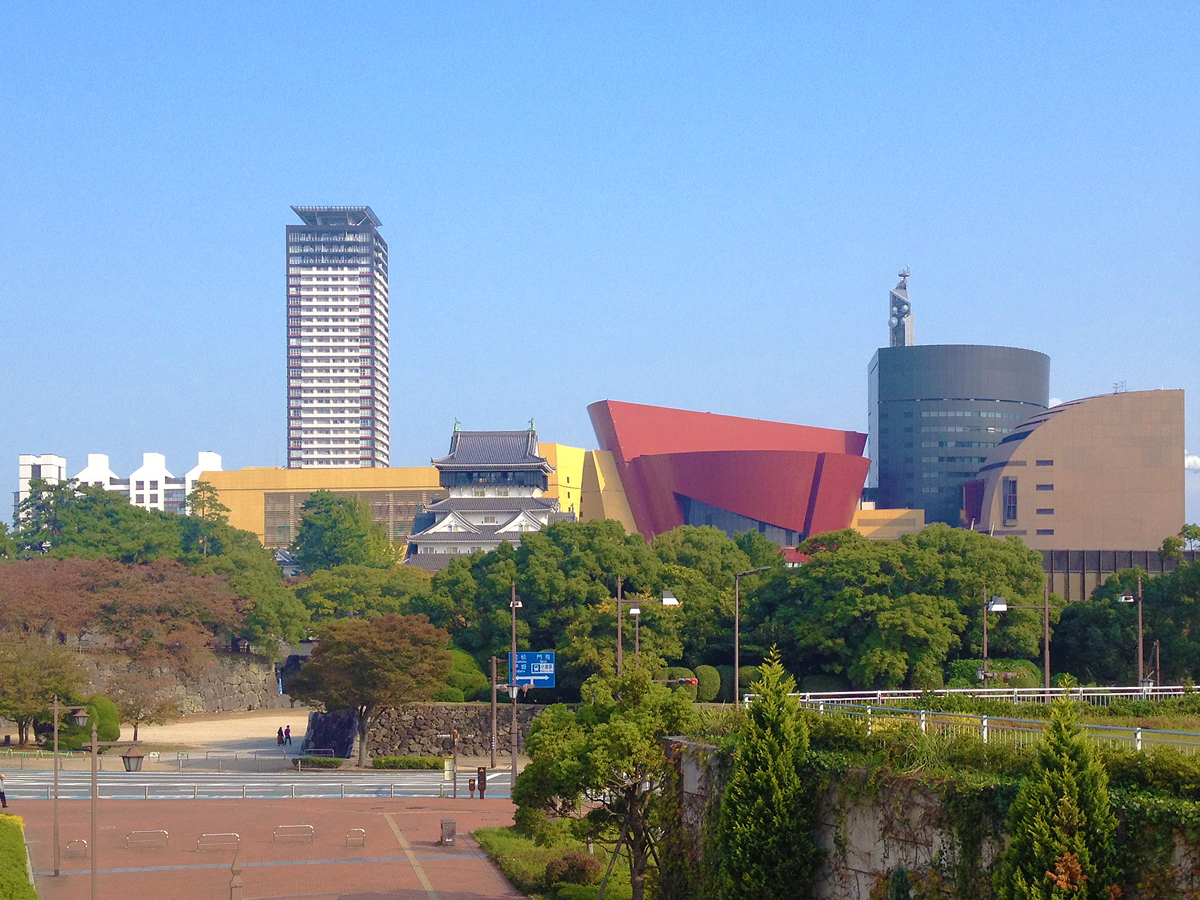
小倉城周辺（小倉北区）

関門海峡に面した九州地方最北端の都市。九州地方の玄関口として栄えた歴史を持ち、かつての四大工業地帯であった北九州工業地帯（北九州工業地域）の中核を担う。
1963年2月10日に門司市、小倉市 、若松市、八幡市、戸畑市の5市の対等合併 を経て誕生し、同年4月1日に三大都市圏を除く地域では初の政令指定都市に移行した（都道府県庁所在地以外及び本州以外の都市としても初）。合併当時は人口百万都市であり、1979年に県庁所在地の福岡市に抜かれるまで九州地方最多の人口を誇る都市であった。当市を中心とした北九州都市圏のほか、関門海峡を挟んで隣接する山口県下関市などとともに関門都市圏を形成する。また、福岡市とともに北九州・福岡大都市圏を形成しており、都市圏の経済規模においては三大都市圏に次ぐ規模を誇る。人口規模は日本の市で13位、九州地方では福岡市に次ぐ2位であり、同市とともにグローバル創業・雇用創出特区として国家戦略特別区域に指定されている。非都道府県庁所在地においては神奈川県川崎市に次ぐ2位の人口を有する。
関門海峡で本州と隣接していることから、古くから九州の玄関口・交通の要衝としての役割を担ってきた。当市は九州内の主要な国道や鉄道路線の起点であり、1880年代から九州鉄道（現在の鹿児島本線の前身）や関門海峡に面した門司港、かつて日本一の石炭積み出し港として栄えた若松港などの港湾をはじめとする交通基盤の整備が進んだ。門司区の老松公園前交差点は鹿児島市まで続く国道3号と国道10号の起点であり、2016年4月24日には東九州自動車道が大分市および宮崎市まで直結し、九州自動車道と合わせて交通結節点としての拠点性がさらに向上した。
かつて九州最大の都市であった名残からNHK北九州放送局、朝日新聞西部本社、毎日新聞西部本社などが置かれており、古くから福岡市とともに県内の主要マスメディアの拠点になっている。また、TOTO、安川電機、黒崎播磨、ゼンリンなど全国的な大企業の本社も複数所在する。日本製鉄、日産自動車（旧戸畑鋳物）、日立金属（プロテリアル）、出光興産、西日本鉄道（西鉄）、若築建設など、現在は市外に本社を置いているが、当市に起源を持つ大企業も多い。1898年に門司で開設された日本銀行の西部支店（現在の北九州支店）は大阪支店に次ぐ日本で2番目の歴史を有する支店である（初代支店長は後に日銀総裁や大蔵大臣は、総理大臣等も務めた高橋是清）。

### 北九州の産業史（発展とその後の停滞・衰退）
洞海湾に面していた八幡町（後の八幡市） は小さな漁村に過ぎなかったが、当時石炭や鉄鉱石の供給地であった筑豊炭田や中国から近く、海運の便もよかったことから、1901年に官営八幡製鉄所（現在の日本製鉄九州製鉄所八幡地区）が開業した。その後日本国内最大の鉄鋼供給地として洞海湾や響灘などの沿岸部を中心に工業化が進展し、日本工業の近代化に寄与した。2015年にはその功績により、八幡製鐵所旧本事務所などが 「明治日本の産業革命遺産 製鉄・製鋼、造船、石炭産業」（全23資産）の構成資産として世界文化遺産に登録された。北九州では、港湾と鉄道が一体となった国際貿易港と鈴木商店による食品工業が集積する門司、軍事産業が集積し小倉城の城下町としての伝統をもつ小倉、かつて日本最大の石炭の集積基地であった若松港や若松駅を擁する若松、官営八幡製鉄所が操業する鉄鋼の街である八幡、紡績や石炭関連産業と水産基地の戸畑と、様々な産業特性の顔を持つ都市が関門海峡や洞海湾沿岸で互いに競いながら発展してきた。そのため規模の大小こそ異なるものの現在でも旧5市それぞれが、かつての中心市街地をもつ。現代の北九州市における行政・経済・交通の中心は小倉北区であり、新幹線停車駅でもある小倉駅周辺が市内最大の繁華街・歓楽街となっている。
戦後においても、鉄鋼・金属などの重厚長大産業を中心に発展し、高度経済成長の原動力となった。重化学工業の発展に伴い、高度成長期には日本の他の工業都市と同様に大気汚染や洞海湾の水質汚濁といった公害が深刻化したが、市内の婦人団体が声を上げたことをきっかけに市民と行政、企業が協力して公害を克服してきた。主力だった鉄鋼業の衰退など重厚長大産業からサービス産業への転換も進みつつある。また、公害克服の歴史から北九州エコタウンなどのエコビジネスやリサイクル施設も集積しており、北九州市は「環境首都」を標榜している。さらに、市の活性化のために北九州市役所が北九州フィルム・コミッションを立ち上げ、積極的に映画やテレビのロケの誘致、撮影の協力も行なっているなど、産業の多様化を進めている。
戦前から水陸の交通の要衝であった北九州は少なくとも1960年代までは福岡市を凌ぐ第3次産業人口を擁する都市であり、全国紙などのマスメディアや都市銀行、総合商社などの多くの大企業の九州支社は福岡市ではなく北九州市（特に小倉）に置かれていた。当時、北九州市は九州最大の工業都市及び福岡市を上回る支店経済都市として第2次産業と第3次産業いずれも栄えており、現在の福岡市のような九州最大の拠点都市であった。しかし、東京からの九州への主要な移動手動が鉄道から航空機へシフトに伴って、当時市内にジェット機が離発着できる空港が無かった北九州市に対して、市街地に近い福岡空港を擁する福岡市の方が東京からのアクセスが優れるため、支店経済都市としての役割を福岡市に奪われてしまったという見方もなされている（ジェット機にも対応した現在の北九州空港が開業したのは2006年のことである）。また、1975年の博多駅を終点とする山陽新幹線の全面開業により、福岡市の拠点性はさらに向上した。そのような背景の元、例えば読売新聞西部本社は2004年に北九州市から福岡市へ移転、朝日新聞や毎日新聞の西部本社も登記上は北九州市に所在しているが、記事の編集など主要な業務は福岡市に移転させている。
1979年に人口106.8万人と大都市の中では最も早くもピークを迎え、1980年代後半のバブル景気の中でも人口減少していた。北九州工業地帯（地域）の相対的な地位の低下や経済のサービス化による産業構造の変化、市内にあった大企業の支店・支社の福岡市への流出、大学・専門学校などの高等教育機関や商業機能が集積した福岡市や京阪神（関西）、東京（関東）への人口流出などの理由により、近年まで人口減少が続いていた。しかし60年続いた人口流出が終わり人口流入に転じてきており、流れが変わったとの見方もある。2020年における高齢化率も30.6%と全国の政令指定都市の中で最も高く、人口減少と高齢化が問題になっている。しかしながら、ベッドタウンである苅田町や行橋市は人口が増加しており、ドーナツ化現象が起きている一方、近年小倉北区では人口が増加しており、都心回帰の予兆をみせている。更に2023、2024年共に福岡市を上回る企業誘致件数を誇り、起業率も全国一位と元九州最大の都市の片鱗を見せている。

## 市名について
5市合併後、当時の日本国内6番目の大都市として誕生する新市を内外諸国へPRするため、北九州五市合併協議会において1962年（昭和37年）2月20日、新市名を全国から公募することが決定され、同年4月1日から5月10日までの40日間に募集が行われた。また、公募に際しては新市名選考のための諮問委員会を別途設置し、公募された案から10種程度を市名候補として順位をつけずに選考し、各市議会に諮った上で最終的に合併協議会にて決定することとされた。

### 公募最多「西京市」など9案の諮問委員会答申
| 順位 | 市名候補 | 応募通数  |
| ---- | -------- | --------- |
| 1    | 西京市   | 1万2119通 |
| 2    | 北九州市 | 6649通    |
| 3    | 玄海市   | 4177通    |
| 4    | 洞海市   | 4076通    |
| 5    | 筑豊市   | 3018通    |
| 6    | 西都市   | 2640通    |
| 7    | 北九市   | 2496通    |
| 8    | 昭和市   | 2401通    |
| 9    | 筑前市   | 1442通    |
| 10   | 若戸市   | 1299通    |

募集の結果、全国から13万7142通の応募があり、1位は「西京市」で1万2119通、2位は「北九州市」で6649票、以下、玄海市（4177通）、洞海市（4076通）、筑豊市（3018通）、西都市（2640通）、北九市（2496通）、昭和市（2401通）、筑前市（1442通）、若戸市（1299通）と続いた。応募数のうち、有効通数は13万5153通、無効1989通で、市名候補の種類は1万9292種類であった。
諮問委員会は地元メディア関係者、各市の商工会議所、婦人団体、自治団体、文化人・学識経験者ら、主に民間委員で構成され、公募された案の中から順序をつけず北九州市、西京市、北九市、昭和市、豊市、関門市、豊栄市、九州門市、九州市の9案に絞り込み、協議会のもと設置された特別委員会に市名候補として答申した。
なお諮問委員の構成は以下の通り。
- 委員長：三原朝雄（福岡県議会大都市制度調査特別委員会委員長）
- 副委員長：大橋忠一（NHK小倉放送局長）
- メディア関係委員：朝日新聞西部本社編集局長、毎日新聞西部本社編集局長、西日本新聞社北九州総局長、大阪読売新聞社九州総局長、日本経済新聞社小倉支局長、産業経済新聞社九州総局長、フクニチ新聞社編集局長、新九州新聞社編集長、RKB毎日放送編集長、九州朝日放送編成局長、テレビ西日本編成局長
- 商工会議所委員：門司商工会議所副会頭、小倉商工会議所会頭、若松商工会議所会員、八幡商工会議所会頭、戸畑商工会議所副会長
- 婦人団体委員：門司婦人会協議会会長、小倉連合婦人会会長、若松二島校区婦人会長、八幡婦人会連合会会長、戸畑婦人会協議会会長
- 自治団体委員：門司自治協会連合会長、小倉自治総連合会長、若松自治会長連絡協議会長、八幡区会連合会副会長、戸畑自治委員協議会連合会長
- 文化人・学識経験者委員：栗林力太郎（門司市政長老）、劉寒吉（作家）、玉井政雄（作家）、岩尾四十三郎（八幡文化団体連合会長）、妻木徳一（九州工業大学学長）

この中で劉寒吉は後年全国市長会が発行する機関紙『市政』への寄稿文において、応募案の中には五市の頭文字を取った「門小八若戸市」や同時期にあった1964年東京オリンピックを意識した「五輪市」「五和市」など奇名珍名が多かったと振り返る一方、「考えてみると、北九州市なんかよりもよほど品がある」と評している。
また、劉は「西京市」の案について「いかにもみやびやか」「西日本の雄都たらんという意気込みを示していることはわかる」としつつ、「元来ミヤコなんかとはいささかの縁もないのに西の京と名乗るのは変」と主張する委員がいたこと、「煤煙にすすけ汚れた、こんなきたならしい京もない」という自嘲派も少なくなかったと振り返り、劉自身としては「優美な名が欲しい」という思いから西京市の案にも「気が引かれていた」と述べている。また、「西京（西の京）」という呼称は元来、北九州地域ではなく山口市に対して用いられることの方が多い。

### 特別委員会で「北九州市」に決定
諮問委員会の答申を受け、各市の市長と市議会議長らで構成する特別委員会では、まず諮問委員の推薦数が少なく「あらゆる見地から検討し、新市名にふさわしくないと思料」された豊市、関門市、豊栄市、九州門市の4案を除外し、残る5案について各市において検討の上、その結果をもって最終審議を行うこととした。各案の審議結果は次の通りである。
西京市（さいきょうし、公募1位：1万2119通）
東京に対する西のみやこ、西京ということで字面、見た目、音、語呂あらゆる面で良いが、西の京は京都の別称として使われていること、北九州五市には都の歴史がないこと、西や京という言葉自体に疑問が多いなどの意見が出され、新市名に相応しくないと判断された。
北九州市（きたきゅうしゅうし、公募2位：6649通）
「北九州」は見方によれば九州の北部地域を総称している場合もあるが、一般には福岡県を中心として九州北辺の地域を指呼する、5市の発展する姿を表現するものになる、一見平凡だが身近、既に5市の地域内において「北九州」の名称が使用されている（後述）、北九州という名称は全国や世界の文献に明示され、新市としてPRの必要がない、などといった理由から、新市名にふさわしいと判断された。
北九市（きたきゅうし、公募7位：2496通）
「北九州」が長いため州を省略した案と考えられるが、州を省いたために語呂が悪く、新市名に相応しくないと判断された。
昭和市（しょうわし、公募8位：2401通）
5市の合併が昭和元年やはじめ頃であれば良いが、既に37年が経過していること、他の市町村名に年号を付したものがないこと、5市内の町名に昭和を冠する地名が多く紛らわしいので問題があるとして、新市名に相応しくないと判断された。
九州市（きゅうしゅうし、公募10位圏外）
字数は少なく語呂も良いが、漠然として実感を伴わないため、新市名に相応しくないと判断された。
審議の中では諮問委員会の趣旨を尊重し、公募1位の「西京市」を念頭に「五市に相応しい新鮮味のある名前をつけたい」といった意見も出されたが、最終的には平凡ながら歴史があり、五市の個性と地名を表現できるとして2位の「北九州市」が採用された。
北九州都市協会会長を務めた出口隆はこの経緯について、当時「西京」は北九州にまつわる名前として使われ、同名の銘菓などもあり違和感もなかったことから、雅な名称でもある「西京市」で決まる雰囲気であったところ、特別委員会で「ひとりの長老」が「天子様がおられた歴史がないのに、京と名乗っていいのかなあ」と発言したことで「みんなしゅんとなって」しまい、「それなら二番目（北九州市）かなということになった」と証言している。
特別委員の1人であった門司市長の柳田桃太郎は、「北九州市というのも長すぎて語呂も悪いというので最後まで難航した」とし、長時間討論しているうちに「電文では『キタ九シ』と言えばわかる」「ほかの大都市地帯と連記する際には京浜、阪神、中京、北九（ほっきゅう）と言えばよい」といった意見が出され、アルファベットでも10字と長いことについてはロサンゼルスがロスと呼ばれるように「適当な通称が生まれるであろう」ということになった、と振り返っている。

### 合併前後の「北九州」の名称使用
5市合併前より「北九州」という名称は、この地域を運行していた西鉄路面電車（2000年11月全線廃止）の路線の総称として北九州線が、西鉄設立の1942年から用いられていた。1943年12月に閣議決定された「都市疎開実施要綱」では、門司・小倉・戸畑・若松・八幡の5市が「北九州地域」とされた。
また市内にある北九州市立大学の前身である北九州外語大学（当時、1953年から2000年までは「北九州大学」）が1950年以来「北九州」を冠していたほか、1923年から国定教科書において八幡市、戸畑市の工業地帯が「北九州工業地帯」と表記されていた。その他にも、同じく1923年には5市を営業区域とする北九州瓦斯株式会社（本社：小倉市京町）が設立された。いずれも北九州市の成立以前から、この地域を表す名称として使われていたものとして挙げられる。
しかし、九州の最北という位置付けから生じたこの「北九州」の名称により、「北関東・南関東」のように九州地方の南北を表す際、北九州市と混同しないよう「北部九州」という他地域にはない独特の表現がされている。この問題に関しては、2009年の鹿児島県南九州市の誕生により更に混乱を極め、従来使用されてきた「南九州」から「南部九州」という相対する表現へと徐々に変わり始めてきている。
なお、両市は一字違いの“九州市”という縁で、2008年7月31日に“南北”九州市の交流協定を締結。更に偶然にも、市の花も両市とも『ひまわり』となっている。

## 地理

### 位置・地形

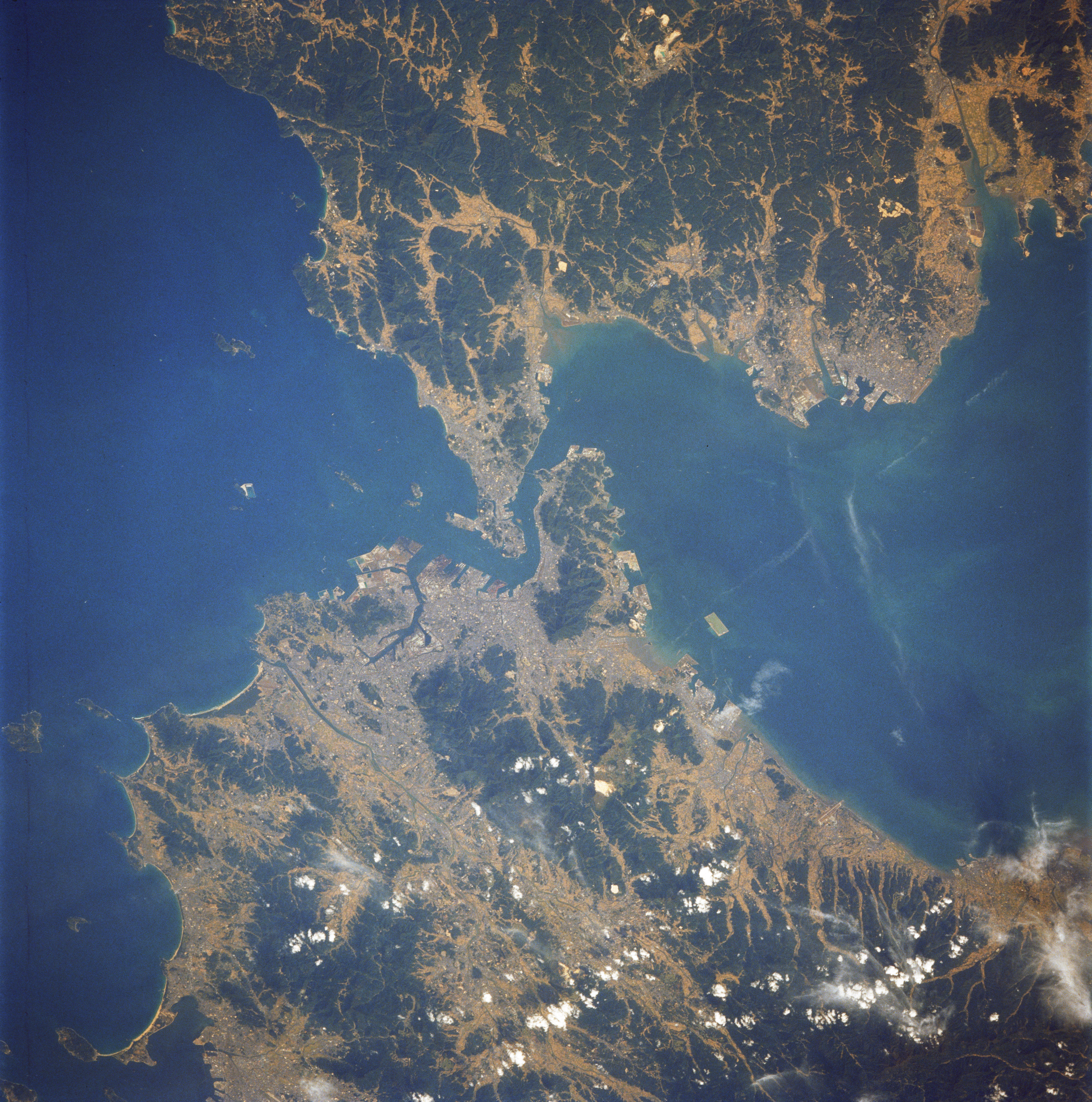
関門海峡の衛星写真。下側が北九州市、上側が下関市。※多少歪みあり

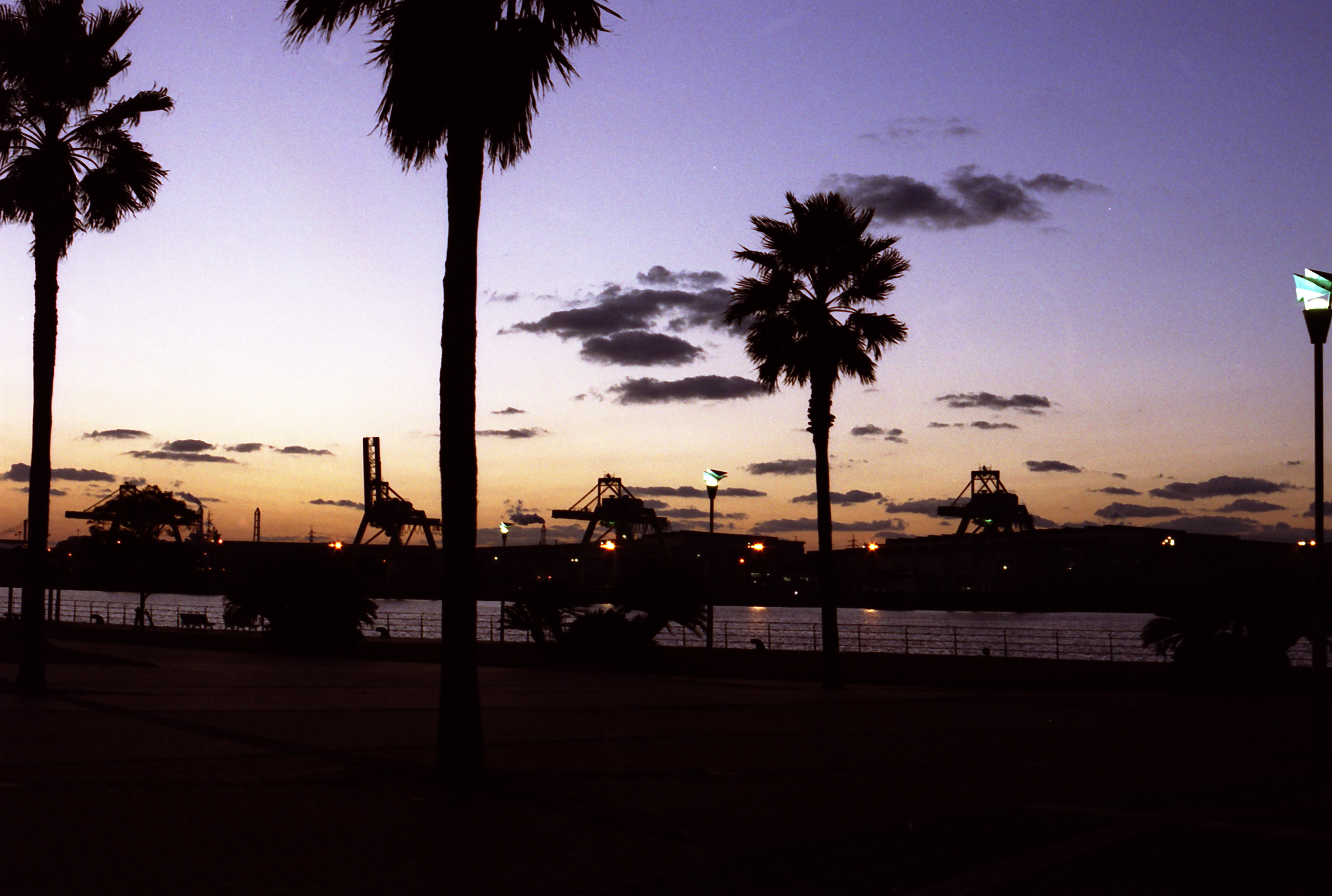
洞海湾の夕景

九州の北東端に位置する。市の北側は日本海（響灘）に、東側は瀬戸内海（周防灘）に面し、関門海峡を挟んで本州の下関市とは最も幅が狭い早鞆瀬戸において約650メートル (m) の距離で向かい合う。
市の海岸は入り組んでおり、2009年3月時点の海岸線の総延長は約226キロメートル (km) と政令指定都市の中では最も長い。関門海峡は若松区沿岸から門司区沿岸にかけて約20 kmにわたってS字形の水域を形成し、九州本島と若松半島の間にある洞海湾は湾口から約13 kmにわたる奥行きを持つ。
海岸線のうち8割は港湾等の人工海岸であり、自然海岸の延長は約20 kmとなっている。響灘沿岸の自然海岸では岩屋漁港周辺の海浜にてウミガメ上陸が確認されており、周防灘沿岸には曽根干潟や喜多久自然海浜保全地区等が残る。
市域の中央部は福智山地の北部をなし、門司区・企救半島の脊梁である企救山地（足立山・妙見山・風師山・戸ノ上山等）、小倉南区の貫(ぬき)山地（貫山等）、戸畑区南部・八幡東区に広がる皿倉・尺岳山地（皿倉山・帆柱山・権現山・福智山・尺岳・金剛山等）、若松区・若松半島の脊梁である石嶺山地（石峰山・岩尾山・弥勒山 等）に細分される。
これらの山間部は北九州国定公園に指定され、皿倉山は「100億ドルの夜景」として新日本三大夜景に選定されている。福岡県北部から山口県西部にかけては石灰質の地形が拡がり、市内にはカルスト台地の平尾台がある。UBE三菱セメントの東谷鉱山と住友大阪セメントの小倉鉱山が、平尾台に隣接する石灰石の鉱山として操業されている。その他山系の主峰ではないが、公園として整備されている山として、高塔山公園、
中央公園（金比羅山）、
古城山（和布刈公園）
などがある。
市内を流れる川は紫川、板櫃川、金山川、遠賀川等があり、これらの河口部を中心に扇状地や海岸平野が分布している が、上記の通り山地が多く海に隣接した地形であり、可住地面積は市全体の20%程度に限られる。遠賀川のほか、山間部に建設された畑ダムや鱒淵ダム等のダム湖が都市部への水供給を支えている。
市内の島として、藍島、馬島（小六連島。下関市 六連島 の属島）、白島（男島・女島 ローソク岩 バンドー島 等含む島嶼の総称）、和合良島、間島、羽島、軽子島（陸繋島）、津村島 がある。また、人工島として北九州空港などがある。

### 気候
北九州市の東部は瀬戸内海（周防灘）、北部は日本海（響灘）に面しており、瀬戸内海気候と日本海気候の中間的な傾向を示し、比較的温暖である。季節風の影響を受けやすく、冬は西からの風が強く、春から秋にかけては南からの風が強い。
響灘は日本海特有の冬季の風浪の影響を受けるが、周防灘は瀬戸内海特有の比較的平穏な海域となっている。春先は関門海峡で濃い霧がしばしば発生する。梅雨明け後は太平洋高気圧に覆われ、晴れて暑い盛夏になり、最高気温35度以上の猛暑日が増える。冬型の気圧配置になると曇天になることが多く、雪が降ることもある。
北九州観測局の2006年の測定結果によると、年平均気温17.0度、年平均湿度72.9%、年間降水量2,237.0mmであった。
| 北九州市（八幡）の気候 | 北九州市（八幡）の気候 | 北九州市（八幡）の気候 | 北九州市（八幡）の気候 | 北九州市（八幡）の気候 | 北九州市（八幡）の気候 | 北九州市（八幡）の気候 | 北九州市（八幡）の気候 | 北九州市（八幡）の気候 | 北九州市（八幡）の気候 | 北九州市（八幡）の気候 | 北九州市（八幡）の気候 | 北九州市（八幡）の気候 | 北九州市（八幡）の気候 |
| 月                     | 1月                    | 2月                    | 3月                    | 4月                    | 5月                    | 6月                    | 7月                    | 8月                    | 9月                    | 10月                   | 11月                   | 12月                   | 年                     |
| ---------------------- | ---------------------- | ---------------------- | ---------------------- | ---------------------- | ---------------------- | ---------------------- | ---------------------- | ---------------------- | ---------------------- | ---------------------- | ---------------------- | ---------------------- | ---------------------- |
| 最高気温記録 °C （°F） | 19.0 (66.2)            | 24.0 (75.2)            | 25.2 (77.4)            | 30.1 (86.2)            | 32.4 (90.3)            | 34.9 (94.8)            | 36.9 (98.4)            | 37.6 (99.7)            | 36.0 (96.8)            | 33.0 (91.4)            | 27.5 (81.5)            | 24.8 (76.6)            | 37.6 (99.7)            |
| 平均最高気温 °C （°F） | 9.8 (49.6)             | 10.9 (51.6)            | 14.4 (57.9)            | 19.6 (67.3)            | 24.2 (75.6)            | 27.0 (80.6)            | 30.7 (87.3)            | 31.9 (89.4)            | 28.1 (82.6)            | 23.2 (73.8)            | 17.7 (63.9)            | 12.2 (54)              | 20.8 (69.4)            |
| 日平均気温 °C （°F）   | 6.2 (43.2)             | 6.9 (44.4)             | 10.0 (50)              | 14.7 (58.5)            | 19.3 (66.7)            | 22.7 (72.9)            | 26.8 (80.2)            | 27.8 (82)              | 24.0 (75.2)            | 18.8 (65.8)            | 13.3 (55.9)            | 8.3 (46.9)             | 16.6 (61.9)            |
| 平均最低気温 °C （°F） | 2.8 (37)               | 3.2 (37.8)             | 5.9 (42.6)             | 10.2 (50.4)            | 14.9 (58.8)            | 19.3 (66.7)            | 23.7 (74.7)            | 24.6 (76.3)            | 20.6 (69.1)            | 14.8 (58.6)            | 9.3 (48.7)             | 4.7 (40.5)             | 12.8 (55)              |
| 最低気温記録 °C （°F） | −4.6 (23.7)            | −6.2 (20.8)            | −3.8 (25.2)            | 0.5 (32.9)             | 6.4 (43.5)             | 10.5 (50.9)            | 15.4 (59.7)            | 17.6 (63.7)            | 8.9 (48)               | 3.5 (38.3)             | 0.7 (33.3)             | −3.6 (25.5)            | −6.2 (20.8)            |
| 降水量 mm （inch）     | 87.9 (3.461)           | 79.2 (3.118)           | 114.2 (4.496)          | 125.4 (4.937)          | 142.9 (5.626)          | 239.5 (9.429)          | 314.6 (12.386)         | 198.1 (7.799)          | 165.9 (6.531)          | 85.2 (3.354)           | 91.8 (3.614)           | 75.9 (2.988)           | 1,720.5 (67.736)       |
| 平均月間日照時間       | 101.8                  | 113.2                  | 159.5                  | 188.6                  | 205.0                  | 139.2                  | 167.6                  | 196.2                  | 159.8                  | 170.5                  | 131.5                  | 102.9                  | 1,835.7                |
| 出典：気象庁           |                        |                        |                        |                        |                        |                        |                        |                        |                        |                        |                        |                        |                        |

| 空港北町（2006年 - 2020年）の気候  | 空港北町（2006年 - 2020年）の気候 | 空港北町（2006年 - 2020年）の気候 | 空港北町（2006年 - 2020年）の気候 | 空港北町（2006年 - 2020年）の気候 | 空港北町（2006年 - 2020年）の気候 | 空港北町（2006年 - 2020年）の気候 | 空港北町（2006年 - 2020年）の気候 | 空港北町（2006年 - 2020年）の気候 | 空港北町（2006年 - 2020年）の気候 | 空港北町（2006年 - 2020年）の気候 | 空港北町（2006年 - 2020年）の気候 | 空港北町（2006年 - 2020年）の気候 | 空港北町（2006年 - 2020年）の気候 |
| 月                                 | 1月                               | 2月                               | 3月                               | 4月                               | 5月                               | 6月                               | 7月                               | 8月                               | 9月                               | 10月                              | 11月                              | 12月                              | 年                                |
| ---------------------------------- | --------------------------------- | --------------------------------- | --------------------------------- | --------------------------------- | --------------------------------- | --------------------------------- | --------------------------------- | --------------------------------- | --------------------------------- | --------------------------------- | --------------------------------- | --------------------------------- | --------------------------------- |
| 最高気温記録 °C （°F）             | 18.7 (65.7)                       | 22.4 (72.3)                       | 25.7 (78.3)                       | 27.3 (81.1)                       | 30.6 (87.1)                       | 33.6 (92.5)                       | 36.3 (97.3)                       | 36.4 (97.5)                       | 35.4 (95.7)                       | 31.2 (88.2)                       | 26.8 (80.2)                       | 25.5 (77.9)                       | 36.4 (97.5)                       |
| 平均最高気温 °C （°F）             | 9.3 (48.7)                        | 10.0 (50)                         | 13.3 (55.9)                       | 17.5 (63.5)                       | 22.2 (72)                         | 25.2 (77.4)                       | 29.2 (84.6)                       | 31.1 (88)                         | 27.4 (81.3)                       | 22.8 (73)                         | 17.1 (62.8)                       | 11.6 (52.9)                       | 19.7 (67.5)                       |
| 日平均気温 °C （°F）               | 6.6 (43.9)                        | 7.1 (44.8)                        | 9.9 (49.8)                        | 14.0 (57.2)                       | 18.7 (65.7)                       | 22.2 (72)                         | 26.2 (79.2)                       | 28.1 (82.6)                       | 24.6 (76.3)                       | 19.9 (67.8)                       | 14.3 (57.7)                       | 8.9 (48)                          | 16.7 (62.1)                       |
| 平均最低気温 °C （°F）             | 3.8 (38.8)                        | 4.1 (39.4)                        | 6.7 (44.1)                        | 10.8 (51.4)                       | 15.7 (60.3)                       | 20.0 (68)                         | 24.1 (75.4)                       | 25.9 (78.6)                       | 22.3 (72.1)                       | 17.1 (62.8)                       | 11.3 (52.3)                       | 6.1 (43)                          | 14.0 (57.2)                       |
| 最低気温記録 °C （°F）             | −4.3 (24.3)                       | −3.5 (25.7)                       | −0.5 (31.1)                       | 4.1 (39.4)                        | 7.9 (46.2)                        | 14.4 (57.9)                       | 18.6 (65.5)                       | 20.1 (68.2)                       | 16.8 (62.2)                       | 10.2 (50.4)                       | 2.3 (36.1)                        | −0.5 (31.1)                       | −4.3 (24.3)                       |
| 降水量 mm （inch）                 | 58.7 (2.311)                      | 66.6 (2.622)                      | 99.0 (3.898)                      | 134.9 (5.311)                     | 126.2 (4.969)                     | 246.5 (9.705)                     | 337.1 (13.272)                    | 163.1 (6.421)                     | 134.5 (5.295)                     | 83.2 (3.276)                      | 67.4 (2.654)                      | 64.6 (2.543)                      | 1,539.4 (60.606)                  |
| 平均降水日数 （≥1.0 mm）           | 7.6                               | 9.3                               | 8.6                               | 9.2                               | 7.7                               | 10.9                              | 12.1                              | 8.2                               | 8.4                               | 5.1                               | 8.1                               | 8.7                               | 103.1                             |
| 出典1：Japan Meteorological Agency |                                   |                                   |                                   |                                   |                                   |                                   |                                   |                                   |                                   |                                   |                                   |                                   |                                   |
| 出典2：気象庁                      |                                   |                                   |                                   |                                   |                                   |                                   |                                   |                                   |                                   |                                   |                                   |                                   |                                   |

### 地域

#### 行政区
以下の7つの区で構成される（自治体コード順）。
人口はいずれも2025年7月1日時点の推計人口。
| コード  | 区名     | 人口 （人） | 割合（％） | 面積 (km2) | 人口密度 （人/km2） |
| ------- | -------- | ----------- | ---------- | ---------- | ------------------- |
| 40101-3 | 門司区   | 87,369      | 9.7        | 73.66      | 1,186               |
| 40103-0 | 若松区   | 76,921      | 8.5        | 72.10      | 1,067               |
| 40105-6 | 戸畑区   | 54,591      | 6.1        | 16.61      | 3,287               |
| 40106-4 | 小倉北区 | 178,985     | 19.8       | 39.23      | 4,562               |
| 40107-2 | 小倉南区 | 201,869     | 22.4       | 171.51     | 1,177               |
| 40108-1 | 八幡東区 | 60,814      | 6.7        | 36.26      | 1,677               |
| 40109-9 | 八幡西区 | 241,250     | 26.8       | 83.13      | 2,902               |
|         | 合計     | 901,799     | 100        | 492.50     | 1,831               |

当初は旧5市にほぼ対応した5区だったが、1974年、小倉区が小倉北区と小倉南区に、八幡区が八幡西区と八幡東区にそれぞれ分割され、7区制へ移行。その際若松区浅川・小敷地区の一部が八幡西区に、戸畑区弘文と小倉区山路地区が八幡東区にそれぞれ編入された。

## 市街地構成
旧5市では貿易や筑豊炭田の積み出し基地として港湾が整備され、製鉄所など臨海部への重化学工業の展開があいまって鉄道網が発達した。
平地が少なく山地が複雑に入り組んだ地勢に加え、豊前国・筑前国と異なる歴史的な背景を持つなど、現在も独自の文化・生活面での結びつきが見られる。
このような経緯から、北九州市の都市構造は、旧5市の鉄道駅を中心に市街地が発展し、それらが鹿児島本線や筑豊本線（若松線）などの鉄道沿いに細長く繋がり都市軸が形成された。
旧市単位で公共施設が整備されたため、全国の政令指定都市20市の中でも、人口1人あたりの公共施設面積が最も大きいという特徴を持つ。
その後、交通網の充実、都市軸への各種機能集積、郊外化の進行などにより、都市構造は本州から福岡方向の東西軸と小倉から大分方面、黒崎から直方方面の2本の南北軸を持つπ（パイ）型の都市構造へ移行した。この都市軸が交差する小倉、黒崎では交通結節機能や拠点性が高まるようになった。
北九州市は小倉を都心、黒崎を副都心と位置付け、また合併前各市の中心市街地（門司港、戸畑、若松）と鹿児島本線および日豊本線の主要駅付近（門司、八幡、折尾、城野、下曽根など）を地域拠点と位置付けている。
主な市街地は以下の通りである。

### 都心部

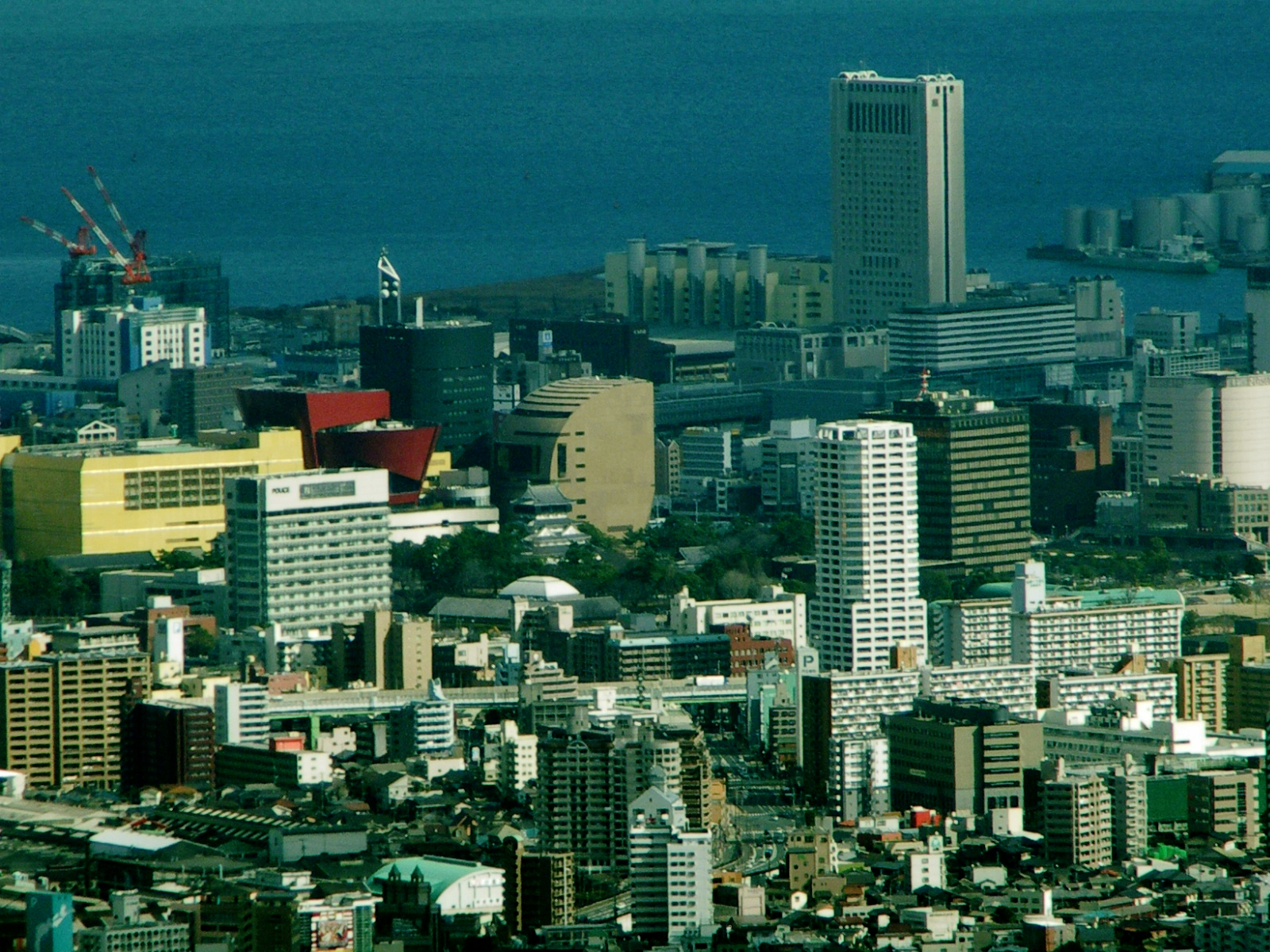
都心（小倉北区）の鳥瞰

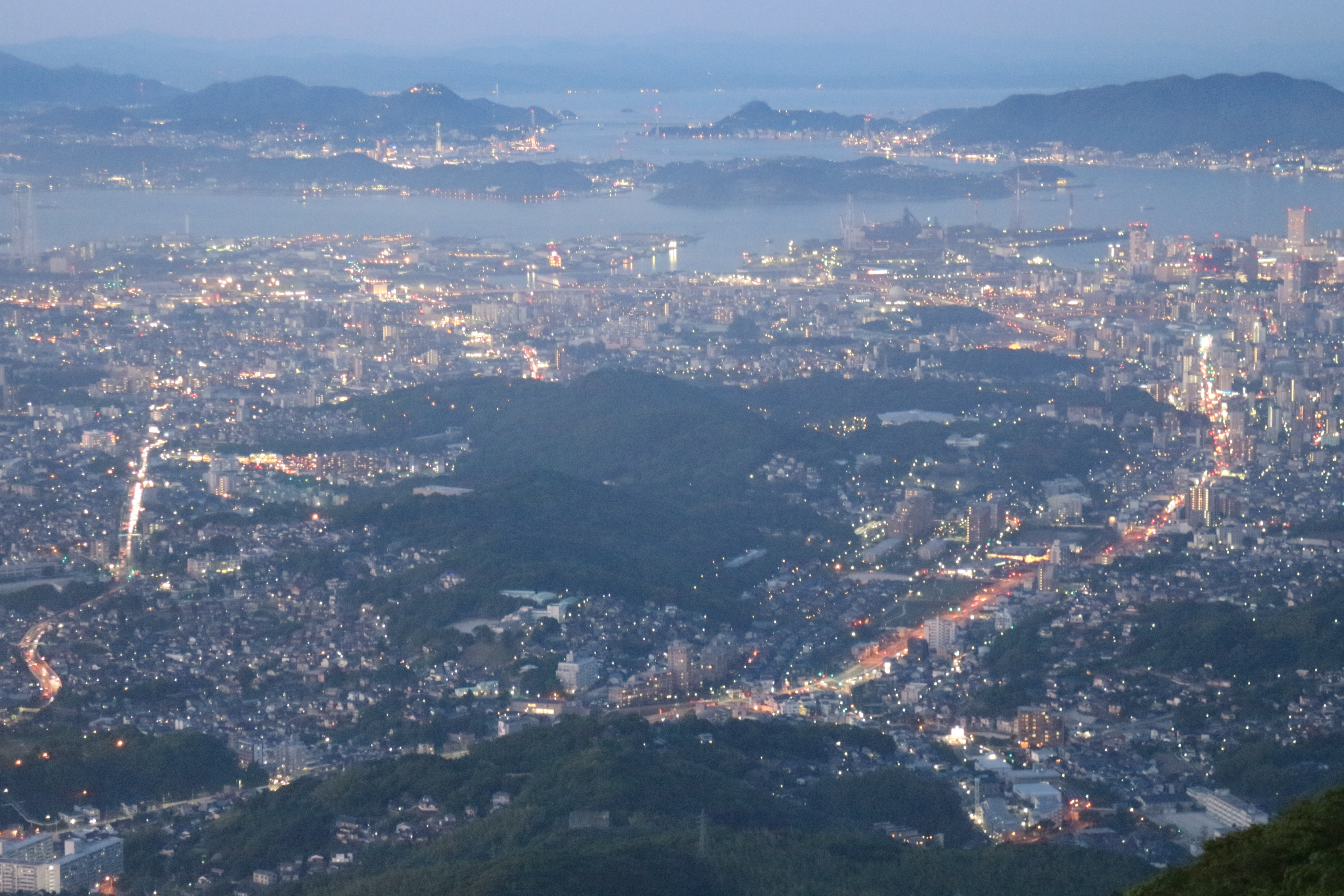
皿倉山から見た小倉北区と戸畑区の市街地

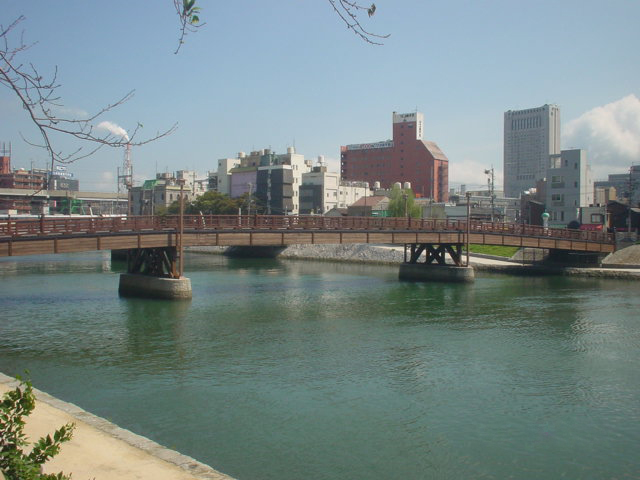
紫川に架かる常盤橋（小倉北区）

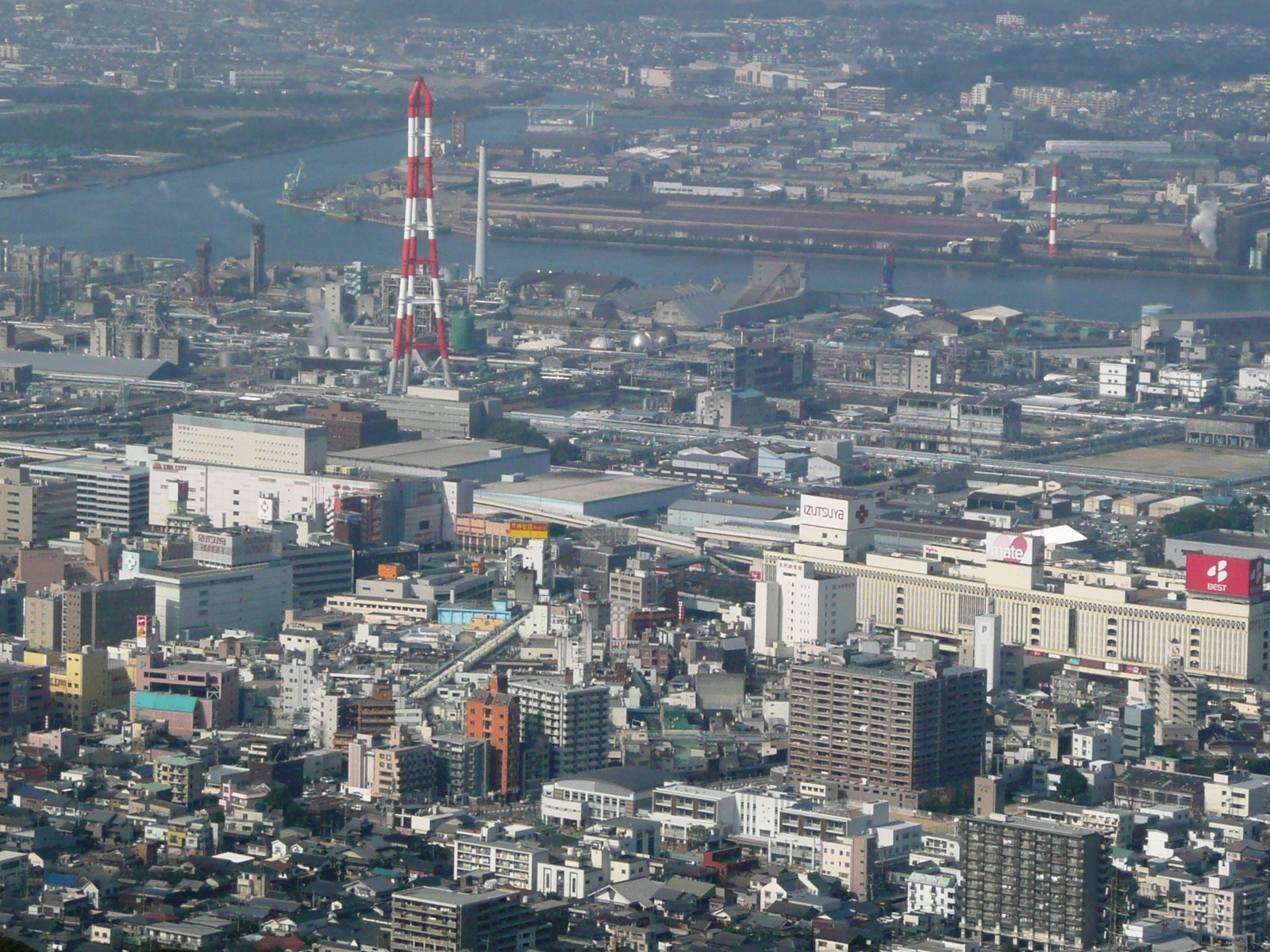
副都心である黒崎駅周辺の市街地（八幡西区）

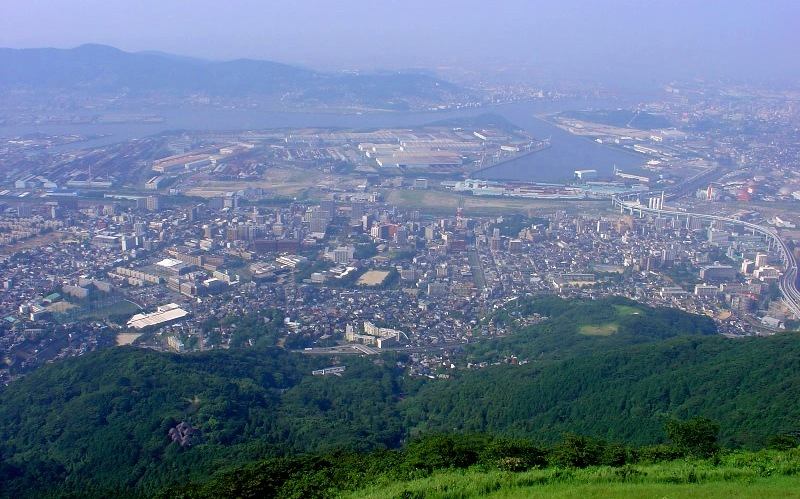
皿倉山から見た八幡駅周辺市街地（八幡東区）。写真右上は戸畑区、洞海湾の北側（写真上）は若松区。

小倉（都心）
北九州市の都心、小倉北区の中心拠点である。中心市街地としての「小倉」の範囲は、山陽新幹線も停車するターミナル駅のJR小倉駅を中心として西側から南側は、大門から国道3号木町交番前交差点まで南下した部分、同じく南側から東側は、国道3号を基本に黄金地区を経由して長浜地区を含む国道199号まで北上した部分、同じく北側は海岸線に沿った部分となる。
城下町と長崎街道の起点であったことに加え、明治以降は鉄道交通の拠点となったことから、北九州から山口県にかけて広域商業の拠点となった。また、多業種の工場が立地し、日本陸軍第12師団や小倉陸軍造兵廠などが置かれたことから明治から戦前までは軍都として関連施設が整備され、海陸交通の要衝としても発展した。
戦災被害を受けなかったため、城下町の町割を基本とした街区構成が現在も継承されているほか、職人・職業の名称がついた町名（魚町、米町、鍛冶町、馬借、船頭町）が現在も残っている。
小倉駅南口一帯は、商業・業務集積地として、百貨店・商店街・オフィス街・飲食街が広がり、紫川周辺には小倉城、松本清張記念館、北九州芸術劇場など多様な施設が立地している。商業施設では、魚町銀天街、京町銀天街、旦過市場、井筒屋、アミュプラザ小倉、セントシティ、リバーウォーク北九州、チャチャタウンなどが立地している。
小倉駅北口一帯は、西日本総合展示場や国際会議場などコンベンション施設が整備されているほか、近年では小倉記念病院の移転、あるあるCityのオープン、ギラヴァンツ北九州（後述参照）の本拠地北九州スタジアムのオープンといった動きがあった。
黒崎（副都心）
北九州市の副都心、八幡西区の中心拠点である。JR鹿児島本線北側の洞海湾沿岸部には大型工場が立地し、JR線南側の地域には商業、医療・福祉、交通拠点など多様な都市機能が集積、JR黒崎駅を中心に放射状の街並が広がっている。黒崎駅前には井筒屋黒崎店やコムシティなどがあり、黒崎バスセンター及びJR黒崎駅・筑豊電鉄黒崎駅前駅を中心に路線網が展開されている交通の便の良さから、市西部をはじめ、周辺市町村から訪れる人も多い。国道3号をはじめ、中心部の道路は慢性的な渋滞に悩まされるが、2008年10月25日、黒崎バイパスの部分供用が始まり、全線開通に向け工事が進められている。近年は井筒屋黒崎店の閉店や商店街のシャッター通り化に伴い、駅周辺の衰退が叫ばれている。

### その他の主要市街地
門司港
関門海峡に面する九州の玄関口で、門司港駅北側には下関に連絡する渡船場がある。平地が少ない北九州市の中でもとくに平地部が少なく、限られた平地・斜面に市街地が発達している。
かつては門司と言えば門司港地区を指したが、関門鉄道トンネルの開通などにより門司駅の名を旧大里駅に譲り、市街地の名称として「門司港」地区とされるのが一般的である。明治以降貿易で栄え、横浜・神戸と並び日本における主要な貿易港の一角を担い、市街地には銀行・商社・新聞社等の支店のほか、遊廓や高級料亭、百貨店の「山城屋」などが立地したが、鉄道トンネルの開通により門司港地区の交通上の重要性は著しく低下した。市街地の賑わいは影を潜め、百貨店は閉鎖されたが、明治から昭和初期にかけての建築様式を示す建造物が多く残ったことから、門司港レトロとして再開発され、多くの観光客を集める場所となった。
大里
関門鉄道トンネルの開通により九州の玄関口となり、門司鉄道管理局、門司機関区を中心に鉄道関係者が集積し、市街地化が進んだ。2002年には周辺の貨物駅の機能を集約して北九州貨物ターミナル駅が開業した。海岸部は国道199号線に沿って細長い産業地をなし、JR線より山側は斜面の中腹まで密集した住宅地を形成している。また柳町周辺に商店街が形成されており、近隣高齢者の利用が大変多い。かつてはサッポロビールの工場や門司競輪場などが立地していたが、いずれも廃止された。近年は都心の小倉駅から一駅という利便性に加え、工場跡地のレトロ建築物群を生かした門司赤煉瓦プレイス周辺の再開発が門司駅北側で行われている。
三萩野
三萩野交差点を中心に商業施設、金融機関が集積するほか、近隣にはハローワークや北九州中央郵便局、小倉競輪場、北九州市民球場などの公共施設がある。都心部への入口であると共に国道3号・10号・322号からの通過交通の重なる重要な交差点であり、北九州モノレール香春口三萩野駅から戸畑、黒崎方面のバスに乗り換えなど市内交通の要でもあることから、日夜交通量が多く繁華な地区である。
城野
日豊本線・日田彦山線の主要駅であるJR城野駅や、北九州モノレールの城野駅があり、さらに田川・行橋方面への主要道路（国道10号・国道322号）が通っているため、交通の分岐点となっている。また、周辺には中学校・高等学校が多数存在しており、朝夕の時間帯には通勤客や学生で非常に賑わう。JR城野駅周辺の陸上自衛隊城野分屯地跡地は「ゼロ・カーボン先進街区」「みんなの未来区 BONJONO（ボン・ジョーノ）」として再開発が進められている。
徳力
小倉南区北西部地域の拠点。北九州モノレールが通っており、北九州市都心部の郊外として住宅団地が広がっている。1960年代後半から、当時の日本住宅公団（現・都市再生機構）によって大規模な住宅団地（徳力団地、総戸数約2,400戸）が作られたことを契機として、以後周辺地域を含めおよそ30年にわたって土地区画整理事業が行われた。千里ニュータウンや多摩ニュータウンに代表されるニュータウン型の街並みが形成されており、市内でも公共交通の分担率が高い地区と言われる。サンリブもりつねを始め、ナフコ・ベスト電器などが軒を連ねる。
下曽根
小倉南区東部地域の中心拠点。ザ・モール小倉（現・サニーサイドモール小倉）の開店とともにJR下曽根駅に南口およびロータリーも建設された。駅前の通りには飲食店、銀行、エディオンなどの大型家電店がある。北九州市郊外のベッドタウンであり、周辺には住宅地やマンション等も多い。下曽根駅北側には61haに及ぶ北九州空港移転跡地があり、その一部に九州労災病院が2011年に移転開業、残りの41haは市が工業団地として整備した。2005年4月のサンリブシティ小倉開業を皮切りに、下曽根地区西側の上葛原地区に郊外型店舗が相次いで開店し競争が激化している。
戸畑
小倉と黒崎の間に位置するため住宅地としての人気が高い地域である。駅前が再開発され、戸畑サティ（現・イオン戸畑ショッピングセンター）の開業によって、一つの商業拠点として成り立っている。また、駅東側には地域福祉活動・芸術文化活動の拠点として2002年にウェルとばたがオープンして新たな賑わいを見せている。戸畑区内には九州工業大学や多くの高校があるほか、市立美術館があり市内でも文教地区とされる。沿岸部は工業地帯である。
八幡
八幡製鉄所（日本製鉄）の企業城下町として栄えた地域で、製鉄業の最盛期は小倉と並び、北九州有数の繁華街であった。現在でも八幡中央区商店街には100以上の店舗が集まる。東田地区の開発や八幡駅前の再開発などが進み、工場遊休地の活用により建設された国内初の宇宙テーマパーク「スペースワールド」があった（2018年に閉鎖）。スペースワールド跡地には2022年3月にイオンモールの商業施設「THE OUTLETS」が開業し、イオンモール八幡東と合わせると日本最大級の売り場面積を誇る大型商業施設である。特に東田地区には、スペースLABO(北九州市科学館)や北九州市立いのちのたび博物館、北九州市環境ミュージアムなど、市の公共施設が集合している。
若松
区域の東部・南部の洞海湾沿いの地域が旧来からの市街地であり、区の中ほどにある二島地区まで国道199号に沿って連続した市街地が形成されている。区東部は石炭積出港として栄え、かつては港湾関連の業務地区のほか歓楽街も形成した。二島以西は近年まで農村的景観であったが、1980年代以降は区西部の高須地区が郊外型新興住宅地として開発され、それに伴いロードサイドに郊外型商業施設が集まる地域も形成されている。東部の高齢化および人口流出が進む中、区全体の人口比重も西側に偏る傾向がある。高須一帯は折尾地区（八幡西区）とも隣接しており、また2000年代以降、高須地区・本城地区（八幡西区）に跨る地域に北九州学術研究都市が整備され、開発が進行している。
折尾
八幡西区の西端部で折尾駅周辺の地域。折尾地区には大学院・大学・短期大学・専門学校・高等学校が多数存在しており、周辺には学生向けの飲食店やスーパー等の商業施設も揃っており、利便性の良い学生街を形成する一方で、交通の結節点でもあり、市西部の住宅地の中心であるなど多面的な顔を持つ。北九州学術研究都市（住所上は若松区ひびきの。区境で本城・浅川地区と接している）があり、ハイテク産業の技術研究を企業と大学が共同で実施している。折尾地区総合整備事業では駅周辺の鉄道の高架化、幹線道路や駅前広場の整備、鉄道跡地を含む土地区画整理事業を一体的に実施することで、遠賀地区や中間市を含めた広域的な中心核として、また学園都市の魅力ある玄関口にふさわしい「まち」に再構築するため。総事業規模830億円をかけて2020年12月25日に完成し、2021年1月2日から供用開始している。

### 人口
旧五市の国勢調査人口の推移
旧五市の人口は、合併前でみると八幡・小倉両市の比率がやや高かったが、「多核都市論」に基いて五市対等合併をし、旧五市の均衡発展を目指した。しかし、1988年（昭和63年）策定の北九州市ルネッサンス構想により小倉都心（小倉北区）と黒崎副都心（八幡西区）の両極を中心とした「集中型都市」へと舵を切った。これらの政策転換を背景に小倉都心では商業・文化・行政・業務施設など都市機能の集積が進んだ一方、黒崎地区は商業機能が低下し、小倉・黒崎の2極構造から小倉一極集中型へと変化しつつある。
| 合併前の人口比 1960年国勢調査 五市合計：986,401人 門司市：152,081人 (15.4%) 若松市：106,975人 (10.8%) 戸畑市：108,708人 (11.0%) 小倉市：286,474人 (29.0%) 八幡市：332,163人 (33.8%) | 1985年の人口比 1985年国勢調査 北九州市：1,056,402人 門司区：136,011人 (12.9%) 若松区：90,519人 (8.6%) 戸畑区：75,923人 (7.2%) 小倉北区＋小倉南区：403,385人 (38.2%) 八幡東区＋八幡西区：350,564人 (33.2%) | 直近の人口比 2025年7月1日推計人口 北九州市：901,799人 門司区：87,369人 (9.7%) 若松区：76,921人 (8.5%) 戸畑区：54,591人 (6.1%) 小倉北区＋小倉南区：380,854人 (42.2%) 八幡東区＋八幡西区：302,064人 (33.5%) |

発足以来約16年半にわたって北九州市は福岡県および九州で人口最多の市だったが、1979年9月1日の推計人口で福岡市に抜かれ（福岡市：106万8790人、北九州市：106万7642人）、1ヶ月後の同年10月1日の推計人口で北九州市の人口はピークを迎えてしまい（106万8415人）、以降は減少に転じることとなった。2004年4月の推計人口で初めて100万人を割り込み、同年5月に一旦100万人台を回復したものの、2005年1月に100万人を割って以降は100万人台を回復することなく、2007年以降は毎年平均4000人程度減少が続く状態である。かつて百万都市だったがその後陥落した例としては、日本においては第二次世界大戦中に100万人を割り込んだ京都市、名古屋市、神戸市、横浜市がいずれも戦前を上回るまでに回復しているため、北九州市が唯一である。2014年時点では福岡市の人口が北九州市の人口の1.5倍以上となっており、2015年10月1日付国勢調査による人口は96万1815人となっている。2010年の国勢調査による人口と比べ、5年間で15,031人減少し、全国の自治体で人口減少数が最も多い都市となった。2020年10月1日付国勢調査速報値では、5年間で2万1664人（2.3%）減と前回調査より減少数が増え、再び全国の市町村中最多の減少数を記録。国立社会保障・人口問題研究所は、2050年における市の将来推計人口を72万8898人と見込んでいる。
国勢調査人口の推移（単位：万人）
| |                                          |  |
| 北九州市と全国の年齢別人口分布（2005年） | 北九州市の年齢・男女別人口分布（2005年） |  |
| ■紫色 ― 北九州市 ■緑色 ― 日本全国 | ■青色 ― 男性 ■赤色 ― 女性                |  |
| 北九州市（に相当する地域）の人口の推移 \| 1970年（昭和45年） \| 1,042,318人 \| \| \| 1975年（昭和50年） \| 1,058,058人 \| \| \| 1980年（昭和55年） \| 1,065,078人 \| \| \| 1985年（昭和60年） \| 1,056,402人 \| \| \| 1990年（平成2年） \| 1,026,455人 \| \| \| 1995年（平成7年） \| 1,019,598人 \| \| \| 2000年（平成12年） \| 1,011,471人 \| \| \| 2005年（平成17年） \| 993,525人 \| \| \| 2010年（平成22年） \| 976,846人 \| \| \| 2015年（平成27年） \| 961,286人 \| \| \| 2020年（令和2年） \| 939,029人 \| \| |                                          |  |
| 総務省統計局 国勢調査より |                                          |  |
| 1970年（昭和45年） | 1,042,318人                              |  |
| 1975年（昭和50年） | 1,058,058人                              |  |
| 1980年（昭和55年） | 1,065,078人                              |  |
| 1985年（昭和60年） | 1,056,402人                              |  |
| 1990年（平成2年） | 1,026,455人                              |  |
| 1995年（平成7年） | 1,019,598人                              |  |
| 2000年（平成12年） | 1,011,471人                              |  |
| 2005年（平成17年） | 993,525人                                |  |
| 2010年（平成22年） | 976,846人                                |  |
| 2015年（平成27年） | 961,286人                                |  |
| 2020年（令和2年） | 939,029人                                |  |

2015年国勢調査では、市の平均年齢は47.5歳（男45.3歳・女49.4歳）である。年齢3区分別人口は年少人口（0歳から14歳まで）が11万9,448人（構成比12.6%）、生産年齢人口（15歳から64歳）までが54万9,397人（同58.1%）、老年人口（65歳以上）が27万7,120人（同29.3%）であり、老年人口の占める割合は政令指定都市で最も高くなっている。

### 隣接する自治体
福岡県
- 中間市、直方市、行橋市、遠賀郡芦屋町、同郡水巻町、鞍手郡鞍手町、田川郡香春町、同郡福智町、京都郡苅田町、同郡みやこ町

山口県
- 下関市とは陸続きではないが、橋梁、海底トンネル、航路で結ばれている。

## 歴史

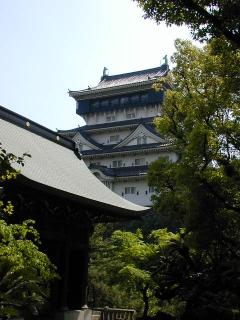
小倉城、小倉北区

令制国においては、北九州市における門司区・小倉北区・小倉南区の全域、および、八幡東区の東半分に相当する地域は豊前国（企救郡）、八幡西区・若松区・戸畑区の全域、および、八幡東区の西半分に相当する地域は筑前国（遠賀郡、鞍手郡）に属しており、別の国であった。
大化元年（645年）には今の和布刈神社付近に「文字ガ関」が置かれたといい、門司の地名由来となっている。古代に九州地方を統括していた大宰府への第一の関所の位置付けである。
1871年8月29日の廃藩置県により、豊前国は小倉県に、筑前国は福岡県となった。しかし、1876年8月21日の府県合併により、小倉県は分割されて大半の地域が福岡県と合併した。それ以降、北九州市の市域に相当する地域は全体が福岡県に属するようになる。
この豊前国と筑前国とも、山口市に拠点を置く西日本最大の大名であった大内氏の時代には、この大内氏により守護されており、文化圏の枠組みでは、九州よりも本州や瀬戸内海岸の文化の影響が強い。また、この界隈の基礎となった官営八幡製鉄所の建設には、明治の長州閥が深く関わっており、歴史的にも豊前と長州の2地域は密接である。
1889年の市制・町村制施行により、それぞれが町制を敷き、大正時代に門司市、小倉市、戸畑市、若松市、八幡市（後の八幡東区全域と八幡西区黒崎地区に相当する区域。八幡西区の残りの地域は1937、1944、1955年に合併）が成立した。当時より五市（場合によっては下関市、中間市を含めた七市）の合併が提起されていたが、1963年2月10日にこの5市が合併（新設合併）し、同年4月1日に政令指定都市となった。

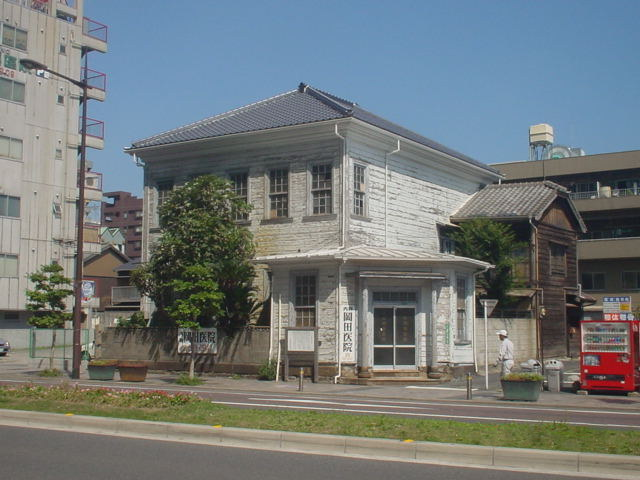
旧小倉県庁舎、小倉北区

北九州市は昔から交通の要衝であり、重化学工業で栄えた都市でもある。古くから筑豊地方、京築地域、遠賀地方、福岡市周辺はもとより、山口県の下関市、宇部市、山陽小野田市、美祢市、大分県の中津市、宇佐市などの地域との関係が歴史的・文化的に密接であり、本市を中心にこれら3県に跨がる関門都市圏を形成している。
特に山口県とは歴史的に非常に強い関係があり、文化面・経済面での影響を強く受けている。市内で使われる北九州弁も周辺地域の影響を濃く受けているが、先述の通り歴史上別の国であったことも影響し、市内でも西部と東部で方言に差異が見られる。
また、響灘に面していることもあり、今の市域全体が古くから軍事の要衝ともなっていた。関門海峡では1185年に壇ノ浦の戦いがあり、明治期には西日本最大の要塞であった「下関要塞」の一部として指定され、主だった山や小倉城址、今の若松区の海岸地帯などは一般人の出入りが禁止・制限された。さらに小倉には陸軍造兵廠が置かれ、1945年にはここが長崎に投下されたプルトニウム型原子爆弾の最初の投下目標となった（長崎市への原子爆弾投下も参照）。
文豪・森鷗外が小倉に住んでいたのも陸軍の軍医としてであった。第二次世界大戦後はそれらの施設や民間の建物などがアメリカ軍に接収され、今のNHK北九州放送局も米軍向け放送を一時行っていた。市内の一部には軍事都市の名残をとどめる史跡が存在する。

### 沿革

#### 古墳
- 一本松塚古墳（小倉北区）- 市指定史跡
- 荒神森古墳（曽根古墳群、小倉南区）
- 上ん山古墳（曽根古墳群、小倉南区）- 市指定史跡
- 茶毘志山古墳（曽根古墳群、小倉南区）- 市指定史跡
- 御座古墳群（小倉南区）
- 小田山古墳群（若松区）- 市指定史跡

#### 近代以前
- 645年 - 文字ガ関が設置
- 740年 - 藤原広嗣の乱。小倉北区板櫃川で広嗣軍と官軍の会戦が発生する。
- 769年 - 宇佐八幡宮神託事件。和気清麻呂が大隅国へ配流される途中、道鏡の追っ手により足を負傷したが、足立山の冷泉で平癒した伝説がある。
- 1185年 - 壇ノ浦の戦い。現在のJR門司駅周辺は、源平合戦に際して安徳天皇がこの地に住んだことから「大里（だいり←内裏）」の地名が残る。また、小倉南区の「隠蓑」の地名は、壇ノ浦で入水したと見せかけ源氏の追っ手を逃れていた安徳天皇が、藁の中に身を隠されていたという伝承にちなむ。
- 1244年 - 門司城の築城工事始まる。
- 1403年 - 大内盛見が豊前守護に任じられる。
- 1477年 - 大内政弘が筑前、豊前の守護職に任じられる。
- 1551年 - 大内義隆が、家臣陶晴賢のために自殺。この陶氏の要請で、弟、晴英が大内氏を継いだため、これに乗じた大友義鎮が大内氏旧領の豊前、筑前を取り込み、制圧することに成功。
- 1587年 - 豊臣秀吉の九州平定に伴い、毛利勝信が小倉六万石に封じられる。
- 1600年 - 関ヶ原の戦いの論功行賞により、細川忠興が豊前39万9000石に加増移封。毛利勝信・毛利勝永親子は西軍に与したため改易。
- 1602年 - 小倉城築城。
- 1612年 - 巌流島の決闘。
- 1632年 - 細川忠利が熊本に移封。小笠原忠真が小倉15万石に封じられる。以後、幕末まで小笠原氏が小倉を統治する。
- 1866年 - 小倉藩と長州藩の間で長州戦争が勃発し一部長州に占領される。以後境界は明治まで変更されなかった。

#### 北九州市成立以前 - 明治・大正時代
- 1869年 - 企救郡百姓一揆発生。
- 1871年 - 廃藩置県により、小倉県及び福岡県が発足する（1876年に、小倉県は福岡県及び大分県に分割して、編入する）。小倉に西海道鎮台配置。
- 1875年 - 小倉に陸軍歩兵第14連隊が設置される。連隊長心得として乃木希典が着任する。
- 1889年 - 渋沢栄一らにより「門司築港株式会社」発足、11月に門司港が国による輸出港指定を受け外国貿易港となる。
- 1891年 - 九州鉄道本社が門司に移転、門司（現門司港駅） - 高瀬（現玉名駅）間開業[7]。筑豊興業鉄道若松 - 直方間開業。
- 1893年10月1日 - 門司に大阪支店に次ぐ2番目の支店となる日本銀行西部支店(後に北九州支店)設置。初代支店長は高橋是清。
- 1898年10月1日 - 小倉に陸軍第12師団配置。
- 1899年4月1日 - 門司町が市制施行して、門司市となる。
- 1900年4月1日 - 小倉町が市制施行して、小倉市となる。
- 1901年
  - 2月5日 - 官営八幡製鉄所が操業を開始する。
  - 11月18日 - 伏見宮貞愛親王臨席の下、製鉄所作業開始式挙行（起業祭の由来）。

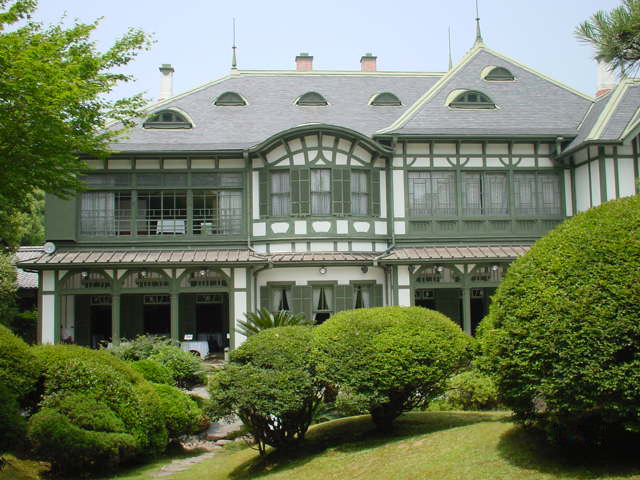
西日本工業倶楽部、戸畑区

- 1902年3月27日 - 東筑中学校（現東筑高等学校）が、遠賀郡洞南村大字折尾の新校舎に移転、現市域初の旧制中学校となる。
- 1905年 - 日露戦争の捕虜収容所が門司市小森江に作られる（1906年10月閉鎖）
- 1907年7月12日 - 九州鉄道国有化、帝国鉄道庁九州帝国鉄道管理局（後の門司鉄道管理局）設置[56]。
- 1914年
- 2月 - 門司駅（現門司港駅）駅舎落成。
  - 4月1日 - 若松町が市制施行して、若松市となる。
- 1917年3月1日 - 八幡町が市制施行して、八幡市となる。
- 1918年 - 門司、戸畑に米騒動が波及。暴徒鎮圧の為に小倉第12師団が出動。
- 1924年9月1日 - 戸畑町が市制施行して、戸畑市となる。

#### 昭和時代
- 1933年 - 小倉造兵廠が完成する。
- 1936年10月6日 - 小倉井筒屋開店。
- 1938年 - 小倉玉屋開店。
- 1942年11月15日 - 関門鉄道トンネルが開通する（1945年以降B-29によりトンネル埋没のための爆撃が行われるが効果がなかった）。
- 1944年6月16日未明、アメリカ軍爆撃機75機によるB-29の最初の日本本土空襲が試験的に八幡製鉄所に向けられ、47機から空爆を受ける（八幡空襲）。八幡以外では、若松、戸畑、小倉も同時に爆撃されている。
- 1945年
  - 8月8日 - 八幡大空襲。
  - 8月9日 - 小倉市が広島市に次ぐ原子爆弾の第二の標的となり、B-29『ボックスカー』が飛来するが、曇天と前日に大空襲を受けた八幡市からの煙の為視界が悪く投下を免れる。結果、第二弾は長崎市に投下された。（長崎市への原子爆弾投下も参照）
  - 太平洋戦争終戦に伴い、GHQにより、第12師団駐屯地や小倉玉屋などが接収される。
- 1946年7月 - 小倉外事専門学校創立。
- 1948年
  - 7月 - 小倉市浅野に小倉豊楽園球場開場。
  - 9月・11月 - 第3回国民体育大会夏季・秋季大会を福岡県で開催、小倉市、戸畑市、八幡市で一部競技開催。
  - 11月20日 - 小倉競輪場にて第1回競輪開催、競輪発祥の地となる。
- 1949年
  - 5月18日 - 同月20日の間、市内に昭和天皇の戦後巡幸。日本製鉄の高見倶楽部が行在所（宿舎）に充てられた[57]。
  - 5月31日 - 九州工業大学開校。
- 1950年
  - 4月 - 小倉外事専門学校が北九州外国語大学に昇格。
  - 5月19日 - 門司競輪場開設。
  - 6月9日 - 北九州五市合併促進委員会を小倉市役所にて結成[58]。
- 1952年11月11日 - 若松競艇場にて初の競艇開催。
- 1953年
  - 北九州外国語大学が商学部商学科を設置、北九州大学と改名。
  - 6月 - 昭和28年西日本水害により、門司、小倉、八幡3市で計183名の死者を出し、関門トンネルが28日に水没、翌7月11日まで運行が不可となるなどの被害。
- 1957年
  - 日付不明 - 小倉城内にあった旧第12師団駐屯地のアメリカ合衆国軍による接収解除。
  - 10月20日 - 国鉄（現JR）小倉駅移転に伴い、同日開催のプロ野球西鉄ライオンズ対大映ユニオンズ戦を最後に小倉豊楽園球場閉鎖。
- 1958年
  - 3月1日 - 小倉駅が700m東方の浅野一丁目に移転し[7]、民衆駅として開業[59]。
  - 3月9日 - 関門国道トンネル開通。
  - 4月5日 - 小倉市三萩野に小倉市営野球場（現北九州市民球場）開場、こけら落としとして西鉄ライオンズ対阪急ブレーブス戦を開催。
- 1959年9月 - 小倉城天守閣再建。
- 1960年3月20日 - 小倉市制60周年記念事業として、同日から64日間、小倉城内にて「市制60周年記念 伸びゆく北九州 小倉大博覧会」開催、再建された小倉城天守閣に併設してジェットコースター設置（後に市役所庁舎建設に伴い解体）。
- 1961年 - 小倉空港の民間機運用開始。
- 1962年9月26日 - 若戸大橋開通。

#### 北九州市成立以降 - 昭和時代
- 1963年
  - 2月10日 - 門司市、小倉市、戸畑市、八幡市及び若松市が合併して、北九州市が発足する。仮市役所は旧戸畑市役所となる[3]。市名の第一候補は「西京市」であった。同日、北九州市発足記念の切手が一種（10円）発行された。
  - 3月11日 - 議員定数188人で初市議会開催。
  - 3月14日 - 市章を制定する[60]。
  - 4月1日 - 北九州市が政令指定都市に指定され、門司区、小倉区、戸畑区、八幡区及び若松区を設置する。各区の区域はほぼ合併前の各市の区域に対応する（一部変更あり）。三大都市圏以外で初の政令指定都市となった。翌4月2日、北九州市歌が制定される。
  - 9月1日
    - 京浜工業地帯、阪神工業地帯と同時に、ばい煙規正法対象地域となり、同日より施行、市内120の工場、事業所が対象となる。
    - 各区で発行していた「区報」を廃止、集約した「北九州市政だより」創刊号発行。
    - 市立戸畑商業高校（現北九州市立高校）開校。

  - 11月28日 - 紫川事件発生。
- 1964年
  - 1月1日 - 旧門司市とそれ以外の旧4市で分かれていた水道組織を統合、北九州市水道局発足。
  - 1月17日 - 八幡西区熊手の麻生市場で火災。全焼36店舗、半焼8店舗[61]。
  - 4月1日 - 門司、小倉、洞海の3港を統合し、名称を北九州港と改め、管理運営組織として北九州港管理組合発足。
  - 4月10日 - 皿倉山頂に帆柱スカイラインリフト設置、運用開始。
  - 9月27日 - 国鉄戸畑駅2代目駅舎（民衆駅）が開業、併せて駅前広場整備[一次資料 31]。
  - 10月31日 - 門司港駅と山口県の下関駅間を運行していた国鉄関門連絡船廃止。
- 1965年
  - 2月4日 - 合併後初の市議会議員選挙により、市議会議員の人数が64人となる[一次資料 32]。
  - 9月10日 - 旧5市から引き継がれ二重行政状態となっていた各部署・機構を再編、同日より発足[一次資料 33]。
- 1966年
  - 4月15日 - 鞍手郡宮田町（現宮若市）に、北九州市が総工費の半分強を負担した力丸ダムが完成、同ダムから八幡区（同八幡西区）の穴生浄水場まで導水管を敷設し、1日あたり11万2千トンの取水開始[一次資料 34]。
  - 6月4日 - 国道3号戸畑バイパス開通[一次資料 35]。
- 1967年9月23日 - 同年の梅雨明け以降西日本で続いていた干ばつの影響[一次資料 36] により、取水制限、併せて12時間断水実施、同年10月27日に解除[一次資料 37]。
- 1968年
  - 小倉区（現小倉北区）のカネミ倉庫の製品によるダーク油事件（2月 - 3月）、カネミ油症事件[62]（6月頃 - ）が相次いで発生[63]。
  - 9月25日 - 市立小倉病院内に、九州初、および市立としては日本国内初となる「北九州市立がんセンター」完成、同10月1日より診療開始[一次資料 38]。
- 1970年
  - 4月5日 - 若松区頓田貯水池に隣接する響灘緑化自然公園に、日本国内10番目、市立のものとしては初となる「玄海青年の家」完成[一次資料 39]。
  - 4月20日 - 若松区二島に、同区役所島郷出張所、若松農政事務所、若松消防署島郷出張所が入居する合同庁舎開業[一次資料 40]。
  - 5月9日 - 洞海湾の入口付近で浚渫船が機雷に接触して爆発。4人が重軽傷[64]
  - 12月23日 - 八幡区（現八幡東区）桃園に、完成時点で日本国内最大のプラネタリウムを持つ、市立宇宙科学館開業[一次資料 41]。
- 1971年3月29日 - 小倉城内1、2階を改装、郷土資料館開業[一次資料 42]。
- 1972年
  - 3月12日 - 市内の大部分の地域で市内局番の3桁化(従来の番号の末尾に1または2を追加)
  - 4月10日 - 小倉区城内に現北九州市役所庁舎竣工[一次資料 43]。
  - 5月15日 - 戸畑区の旧松本家住宅（西日本工業倶楽部）が重要文化財に指定される[一次資料 44]。
  - 7月 - 昭和47年7月豪雨により、市内約4千世帯に被害[一次資料 45]。
  - 10月16日 - 北九州国定公園が指定される[一次資料 7][一次資料 46]。

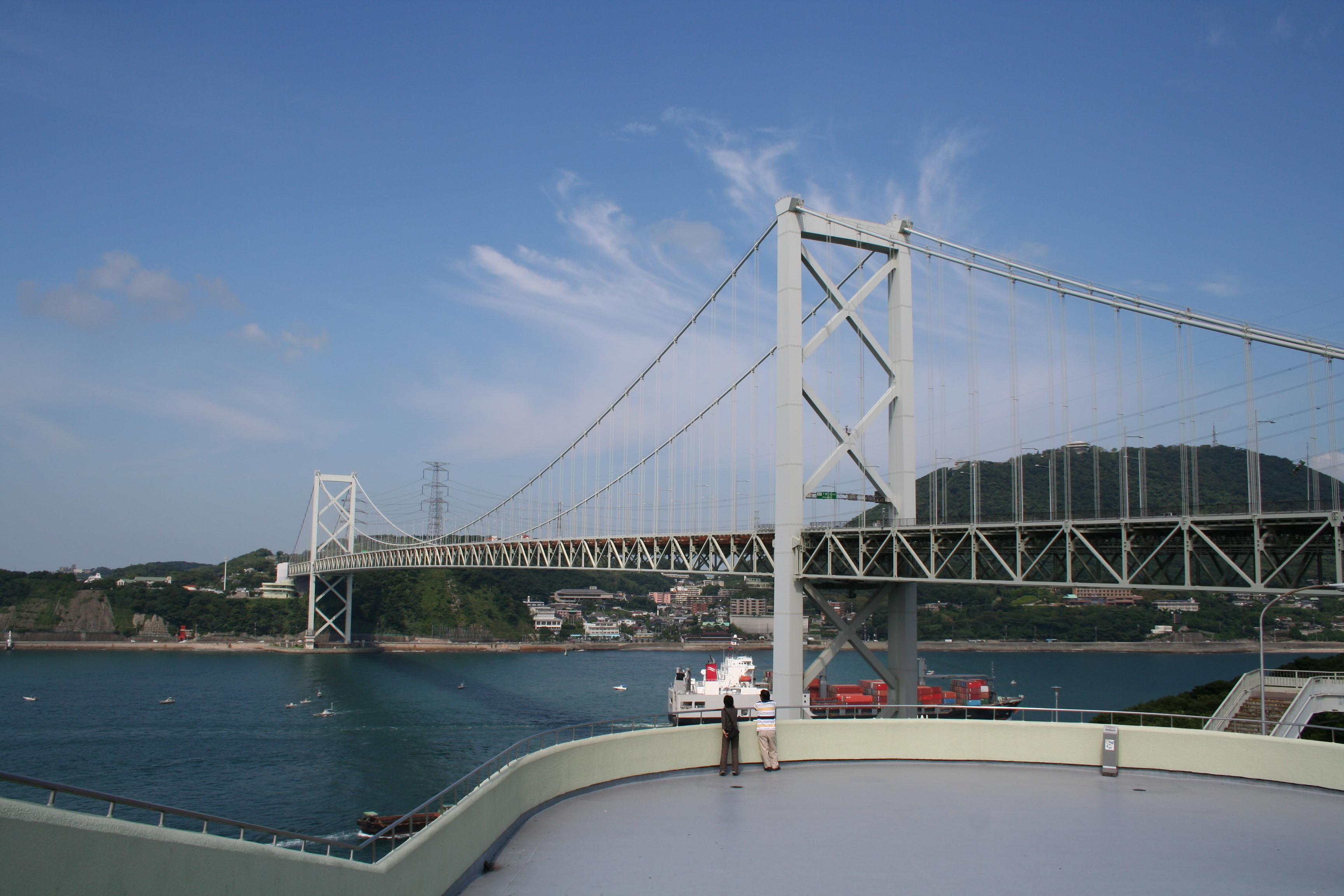
関門橋、門司区

- 1973年11月14日 - 関門海峡に関門橋が開通。
- 1974年
  - 1月12日 - 北九州市立総合体育館開業[一次資料 47]。
  - 4月1日 - 小倉区の区域を小倉北区及び小倉南区、八幡区の区域を八幡東区及び八幡西区に分割する。同日、若松区浅川の区域及び小敷の区域の一部を八幡西区に編入する。又、旧小倉区山路地区及び戸畑区弘文町の区域を八幡東区に編入する[一次資料 48]。
  - 11月3日 - 北九州市立美術館開業[一次資料 49]。
- 1975年
  - 3月10日 - 山陽新幹線開業。小倉駅に全列車停車。
  - 11月1日 - 若松区内の貨物専用路面電車、北九州市営軌道線廃止。
- 1979年
  - 3月8日 - 北九州直方道路黒崎インターチェンジ-馬場山出入口間供用開始、北九州道路との直結により、関門橋以東の中国自動車道と、八幡インターチェンジ以西の九州自動車道を結ぶ都市間高速道路としての機能を果たす。
  - 10月 - 八幡西区黒崎地区の副都心化を意図した再開発により、黒崎駅前を整備、黒崎そごうを核テナントとする巨大商業施設「メイト」完成。
  - 12月7日 - 戸畑祇園大山笠が重要無形民俗文化財に指定される[一次資料 50]。
- 1980年
  - 10月20日 - 北九州高速道路の最初の区間となる日明出入口-篠崎北出入口間（現北九州高速1号線、同2号線、同3号線）開通。
  - 11月1日 - 西鉄北九州線の狭軌区間である北方線がこの日限りで廃止。
- 1981年
  - 2月10日 - 「北九州市民憲章」を採択。記念事業として憲章歌「緑のまちにしませんか」を選定。
  - 6月16日 - 部落解放同盟幹部が土地転がしにより北九州市住宅供給公社に土地を高額で買い取らせた事件が報道され、その後翌年にかけて当時の谷伍平市長に対する住民訴訟や、暴力団工藤會組員による部落解放同盟幹部への暴行事件などに発展（北九州土地転がし事件）。
- 1982年4月1日 - 北九州市第二庁舎開庁[一次資料 51]。
- 1983年 - 洞海湾においてクルマエビ漁を再開[一次資料 52]、湾内の水質汚染等の影響により1963年を最後に漁業権が消滅し漁業が行われなくなって以来20年ぶりに漁業が再開される[一次資料 53]。
- 1985年
  - 1月9日 - 北九州モノレール小倉駅（現平和通駅）-企救丘駅間開通。
  - 3月31日 - 国鉄香月線がこの日限りで廃止（大半の区間が隣の中間市内だが、終点の香月駅のみ北九州市八幡西区にあった）。
  - 10月19日 - 西鉄北九州線のうち門司-砂津間、大門-戸畑間、中央町-幸町間がこの日限りで廃止。門司区と戸畑区から路面電車が消滅。
- 1987年3月9日 - 国鉄日豊本線城野駅-下曽根駅間に安部山公園駅が臨時乗降場として開業、同年4月1日、国鉄分割民営化によりJR九州に移管した際に正式な駅に昇格。
- 1988年
  - 3月13日 - JR九州門司港駅-門司駅間に小森江駅開業。
  - 3月31日 - 九州自動車道門司インターチェンジ-八幡インターチェンジ間開通、中国自動車道と九州自動車道が直結。
  - 12月19日 - JR門司港駅が重要文化財に指定される。

#### 平成時代
- 1989年4月1日 - 北九州市立本城陸上競技場開業。
- 1990年
  - 4月22日 - スペースワールド開業。
  - 6月 - 国連環境計画より日本の自治体で初めて「国連グローバル500賞」を受賞。
- 1991年
  - 9月14日-11月11日 - 第8回全国都市緑化フェア（グリーンルネッサンス北九州'91）を開催。
  - 9月27日 - 大型で非常に強い勢力の台風19号が長崎県佐世保市に上陸し、同日18時過ぎに北九州市付近を通過。市内各地で家屋損壊や電柱が倒壊する被害が相次いだ。
- 1992年
  - 6月 - 環境と開発に関する国際連合会議において国連地方自治体表彰を受ける。
  - 10月24日 - 西鉄北九州線砂津-黒崎駅前間がこの日限りで廃止され、道路上を走行する区間が消滅。
- 1993年10月10日 - 小倉駅前東地区市街地再開発により、小倉そごうを核店舗とする複合商業施設「セントシティ北九州」開業。
- 1995年3月25日 - 門司港レトロ開業。
- 1997年7月10日 - 北九州エコタウンが通商産業省（後に経済産業省と環境省による共同承認）による承認を受ける[65][66]。
- 1998年
  - 3月 - 小倉駅駅舎改装工事完了。4月1日から北九州モノレールを同駅舎まで延伸し乗り入れ開始。
  - 6月18日 - 旧小倉競輪場閉鎖。
  - 8月4日 - 北九州市立松本清張記念館開業。
  - 10月4日 - 北九州メディアドーム開業。
- 1999年
  - 3月1日 - JR戸畑駅が約150m西に移動し4代目駅舎が開業。
  - 7月2日 - 東田地区再開発計画の一環として、枝光駅-八幡駅間のJR鹿児島本線がスペースワールド西側に移設され約1km短縮、両駅間にスペースワールド駅開業。
- 2000年
  - 9月 - 国連アジア太平洋経済社会委員会主催の「環境と開発に関する閣僚会議」開催。
  - 11月21日 - JR黒崎駅-折尾駅間に陣原駅開業。
  - 11月25日 - 西鉄北九州線の熊西-折尾間がこの日限りで廃止されたことにより同線が全廃される（黒崎駅前-熊西間は筑豊電気鉄道の路線として残存）。
  - 12月25日 - そごうの民事再生法適用申請を受けた経営再建の一環で、市内にある小倉そごう、黒崎そごう両店舗が同日の営業をもって閉店。
- 2001年
  - 7月4日-11月4日 - 「北九州博覧祭2001」を開催。
  - 11月16日 - 黒崎駅前に第三セクターにより運営される複合商業施設コムシティ開業。
- 2002年
  - 3月7日 - 北九州監禁殺人事件の容疑者が逮捕される。
  - 3月31日 - 門司競輪場廃止。
  - 8月 - 持続可能な開発に関する世界首脳会議において「地球サミット2002持続可能な開発表彰」を受賞。
  - 11月3日 - 北九州市立いのちのたび博物館開業。
- 2003年
  - 3月15日 - JR筑豊本線折尾駅-二島駅間に本城駅開業。
  - 4月19日 - 旧小倉北区役所、小倉玉屋跡地等を含む室町一丁目第一種市街地再開発事業により、複合商業施設リバーウォーク北九州開業。
  - 6月15日 - 第三セクター運営会社が前月に民事再生法適用を申請後、同月になり自己破産申請を行っていたコムシティの商業施設部分が閉鎖される。
- 2005年
  - 3月20日 - 福岡市沖の日本海を震源とする福岡県西方沖地震（福岡県北西沖地震）が発生。市内一部で震度5弱を観測。
  - 4月20日 - 福岡県西方沖地震の最大余震が発生し、震度4を観測。
- 2006年
  - 3月16日 - 周防灘沖3キロ地点に北九州空港が移転・開港。空港開港に伴い、東九州自動車道 北九州JCT - 苅田北九州空港IC間が開通。
  - 4月 - 生活保護申請の窓口での阻止（違法行為）により門司餓死事件が発生[67]。
- 2007年
  - 7月10日 - 生活保護を打ち切られ、小倉北区の自宅で「おにぎり食べたい」と書き残し餓死した男性が発見される[67]。
- 2008年
  - 3月1日 - JR九州八幡駅ビル（現駅舎）完成。
  - 7月22日 - 政府から環境モデル都市に選定される[68]。
  - 7月31日 - 鹿児島県南九州市と交流協定を締結。
- 2010年
  - 2月10日 - 非核平和都市宣言を行う。
  - 6月4日 - 八幡東区に「アジア低炭素化センター」（愛称：アジア・グリーンキャンプ）開所。
  - 長年にわたり「北九州将棋フェスティバル」を開催してきた功績により、日本将棋連盟から、第17回大山康晴賞を授与された。
- 2012年
  - 10月6日 - 1916年開業のJR九州折尾駅東口駅舎が営業終了し仮駅舎に移転、旧駅舎はその後取り壊される。
  - 10月20日、21日 - B-1グランプリが小倉北区勝山公園、あさの汐風公園一帯で開催。
- 2013年
  - 2月10日 - 釜石市と連携協力協定を締結[一次資料 54]。
  - 5月7日 - 八幡西区役所がコムシティ内に移転。
- 2014年2月9日 - 北九州マラソン2014が開催される。
- 2015年7月5日 - 明治日本の産業革命遺産（八幡製鐵所）が世界遺産に登録される。
- 2016年
  - 4月24日 - 東九州自動車道 北九州市 - 大分市 - 宮崎市の区間が直結。東九州主要都市への所要時間が大幅に短縮され、大分市までは約1時間45分、宮崎市までは約4時間20分で到達可能となる。
  - 5月1日、2日 - G7北九州エネルギー大臣会合が開催される[69]。
  - 9月1日 - 北九州市立浅生スポーツセンター開設。
  - 11月30日 - ユネスコ無形文化遺産代表一覧表に同日付で登録された「山・鉾・屋台行事」に、戸畑祇園大山笠が含まれる。

- 2017年

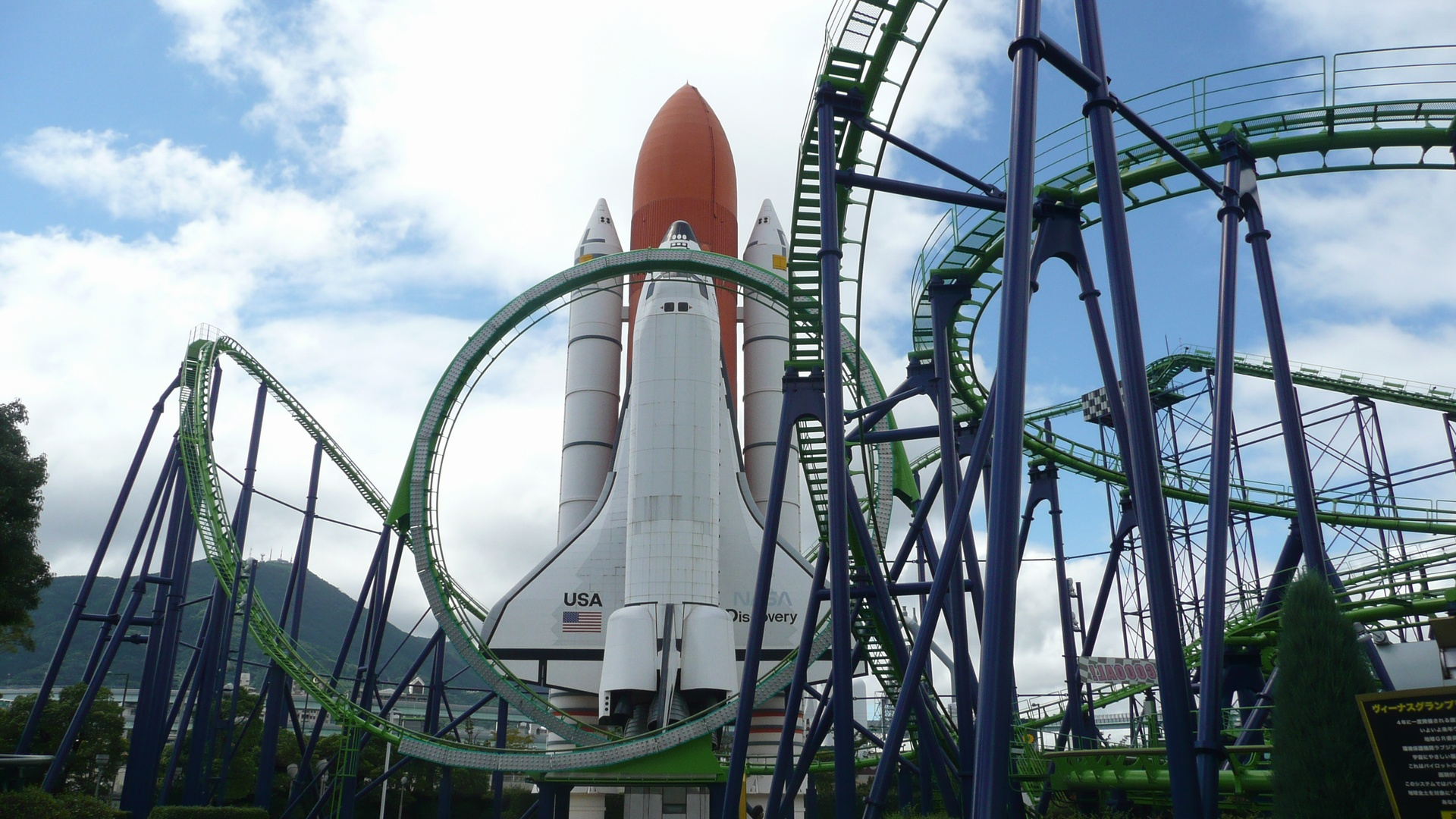
スペースワールド

  - 3月12日 - ミクニワールドスタジアム北九州（北九州スタジアム）が完成[70]。
  - 12月31日 - スペースワールド閉園。
- 2018年
  - 4月23日 - OECDが持続可能な開発目標（SDGs）推進のモデル都市として北九州市をアジア地域で初めて選定[71]。
  - 8月8日 - 日中韓の三か国で実施されている文化庁の2020年東アジア文化都市の国内都市に選定[72]。
  - 12月1日 - 若戸大橋と若戸トンネルが無料化[73]。
  - 12月22日 - 北九州市立子ども図書館が開館[74]。
- 2019年
  - 3月10日 - 門司港駅の復元改修工事が完了し開業[75]。

#### 令和時代
- 2020年
  - 3月〜2021年12月 - 東アジア文化都市北九州2020▶21を開催。2年にわたって同じ都市が選定されるのは史上初めてのこと。[76]
  - 6月6日 - リバーウォーク北九州デコシティに、ゼンリンが手掛けるゼンリンミュージアムが開業。
  - 8月17日 - 井筒屋黒崎店閉店。
- 2021年
  - 4月1日 - 小倉駅前I'mがセントシティ（SAINTcity）として再出発。
  - 4月29日 - 5月9日 SDGsをテーマにした世界初の芸術祭「北九州未来創造芸術祭 ART for SDGs」開催。
  - 6月21日〜7月11日 - 新型コロナウイルス「まん延防止等重点措置」適用対象地域となる。
  - 8月2日〜8月31日 - 「まん延防止等重点措置」（2回目）適用対象地域となる。
  - 8月20日〜9月12日 -「まん延防止等重点措置」適用対象地域から「緊急事態宣言」に移行される。9月9日には期限を9月30日まで延長することを決定。
  - 8月30日 - 第12回 日中韓文化大臣会合 開催
  - 9月30日をもって「緊急事態宣言」が解除される。
  - 10月7日〜8日 - 世界洋上風力サミット2021が開催される[77]。
  - 10月18日〜10月31日 - 2021世界体操・新体操選手権北九州大会（10月18日〜24日：第50回世界体操競技選手権大会、10月27日〜31日：第38回世界新体操選手権大会）が開催される[78]。世界体操・世界新体操を同一年で同じ都市で開催するのは史上初めてのこと。
- 2022年
  - 4月19日 - 旦過市場で大規模な火災が発生。
  - 4月23日 - JR九州小倉総合車両センター内に「小倉工場鉄道ランド」がオープン[79]。
  - 4月28日 - ジ・アウトレット北九州開業。
  - 8月5日〜7日 - わっしょい百万夏まつりが3年ぶりの通常開催[80]。
  - 8月10日 - 旦過市場で再び火災が発生。映画館小倉昭和館も被災[81][82]。
- 2023年
  - 12月19日 - 旦過市場火災で被災した小倉昭和館が営業再開。
- 2024年
  - 1月3日 - 鳥町食道街（小倉北区魚町）で15時過ぎに火災が発生。焼損面積約2900平方メートル、焼損店舗36軒[83][84][85]。

## 政治

### 行政
市の経常収支比率は、平成16年度決算（2005年3月末まで）の90.6%から、同21年度（2010年3月末まで）は99.8%まで悪化している。

#### 市長
- 武内和久（1期目）
- 任期：2027年2月19日

歴代市長
| 代    | 氏名       | 就任年月日    | 退任年月日             |
| ----- | ---------- | ------------- | ---------------------- |
| ※     | 吉田敬太郎 | 1963年2月10日 | 1963年3月14日          |
| 初    | 吉田法晴   | 1963年3月15日 | 1967年2月28日          |
| 2-6   | 谷伍平     | 1967年3月1日  | 1987年2月19日          |
| 7-11  | 末吉興一   | 1987年2月20日 | 2007年2月19日          |
| 12-15 | 北橋健治   | 2007年2月20日 | 2023年2月19日          |
| 16    | 武内和久   | 2023年2月20日 | 2027年2月19日 （予定） |

※市長職務代行者（旧若松市長）

### 議会

#### 市議会
- 定数：57人
- 任期：2025年2月9日

#### 県議会
福岡県議会（北九州市選出）
- 定数：16名
- 任期：2023年（令和5年）4月30日〜2027年（令和9年）4月29日

| 選挙区        | 氏名       | 会派名         | 備考             |
| ------------- | ---------- | -------------- | ---------------- |
| 門司区（2）   | 稲又進一   | 公明党         |                  |
| 門司区（2）   | 川端耕一   | 自民党県議団   |                  |
| 小倉北区（3） | 壹岐和郎   | 公明党         |                  |
| 小倉北区（3） | 原田博史   | 民主県政県議団 |                  |
| 小倉北区（3） | 中村明彦   | 自民党県議団   |                  |
| 小倉南区（3） | 塩出麻里子 | 公明党         |                  |
| 小倉南区（3） | 田中雅臣   | 民主県政県議団 | 党籍は立憲民主党 |
| 小倉南区（3） | 吉村悠     | 自民党県議団   |                  |
| 若松区（2）   | 山本耕一   | 民主県政県議団 | 党籍は立憲民主党 |
| 若松区（2）   | 中尾正幸   | 自民党県議団   |                  |
| 八幡東区（1） | 大塚絹子   | 新政会         |                  |
| 八幡西区（3） | 松下正治   | 公明党         |                  |
| 八幡西区（3） | 岩元一儀   | 民主県政県議団 | 党籍は立憲民主党 |
| 八幡西区（3） | 松尾統章   | 自民党県議団   |                  |
| 戸畑区（1）   | 小緑貴吏   | 自民党県議団   |                  |

#### 衆議院
- 任期 ：2028年（令和10年）10月26日（「第50回衆議院議員総選挙」参照）

| 選挙区                                            | 議員名     | 党派名     | 当選回数 | 備考   |
| ------------------------------------------------- | ---------- | ---------- | -------- | ------ |
| 福岡県第9区（若松区、八幡東区、八幡西区、戸畑区） | 緒方林太郎 | 無所属     | 4        | 選挙区 |
| 福岡県第10区（門司区、小倉北区、小倉南区）        | 城井崇     | 立憲民主党 | 5        | 選挙区 |

## 国家機関

### 官公庁
- 法務省
  - 福岡法務局北九州支局 （小倉北区城内）
    - 八幡出張所 （八幡西区樋口町）

  - 小倉拘置支所 （小倉北区金田）
  - 小倉少年鑑別支所 （小倉南区葉山町）
  - 福岡保護観察所北九州支部 （小倉北区城内）
  - 福岡保護観察所北九州自立更生促進センター （小倉北区西港町）
  - 出入国在留管理庁福岡出入国在留管理局北九州出張所（小倉北区城内）
  - 公安調査庁九州公安調査局北九州地区駐在官室 （小倉北区大手町）
  - 北九州医療刑務所 （小倉南区葉山町）
  - 折尾区検察庁 （八幡西区光明）
  - 小倉区検察庁（小倉北区）
  - 福岡地方検察庁小倉支部 （小倉北区大手町）
- 財務省
  - 福岡財務支局小倉出張所 （小倉北区城内）
  - 門司税関（門司区西海岸）
    - 田野浦出張所 （門司区太刀浦海岸）

  - 戸畑税関支署 （戸畑区川代）
    - 若松出張所 （若松区本町）

  - 税関研修所 門司支所 （門司区西海岸）
  - 福岡国税局小倉税務署 （小倉北区大手町）
  - 福岡国税局門司税務署 （門司区西海岸）
  - 福岡国税局八幡税務署 （八幡東区平野）
  - 福岡国税局若松税務署 （若松区本町）
- 厚生労働省
  - 福岡検疫所門司検疫所支所 （門司区西海岸）
    - 北九州空港出張所 （小倉南区空港北町）

  - 九州厚生局麻薬取締部小倉分室 （小倉北区城内）
  - 北九州東労働基準監督署 （小倉北区大手町）
    - 門司支署 （門司区北川町）

  - 北九州西労働基準監督署 （八幡西区岸の浦）
  - 八幡公共職業安定所 （八幡西区岸の浦）
    - 若松出張所 （若松区本町）
    - 戸畑分庁舎 （戸畑区牧山）

  - 小倉公共職業安定所 （小倉北区萩崎町）
    - 門司出張所 （門司区北川町）
    - マザーズハローワーク北九州 （小倉北区浅野）
    - 小倉新卒応援ハローワーク （小倉北区浅野）
- 国土交通省
  - 九州運輸局福岡運輸支局門司港庁舎 （門司区西海岸）
    - 北九州自動車検査登録事務所 （小倉南区新曽根）
    - 若松海事事務所 （若松区本町）

  - 九州地方整備局北九州国道事務所 （小倉南区春ケ丘）
    - 八幡維持出張所 （八幡西区穴生）

  - 九州地方整備局北九州港湾・空港整備事務所 （門司区西海岸）
  - 九州地方整備局関門航路事務所 （小倉北区浅野）
  - 大阪航空局北九州空港事務所 （小倉南区空港北町）
  - 気象庁福岡管区気象台福岡航空測候所北九州空港出張所 （小倉南区空港北町）
  - 海上保安庁第七管区海上保安本部 （門司区西海岸）
    - 門司海上保安部 （門司区西海岸）
      - 小倉分室 （小倉北区西港町）

    - 若松海上保安部 （若松区本町）
    - 北九州航空基地 （小倉南区空港北町）
    - 関門海峡海上交通センター （門司区松原）
    - 海上保安学校門司分校 （門司区白野江）

  - 海難審判所門司地方海難審判所 （門司区西海岸）
  - 運輸安全委員会門司事務所 （門司区西海岸）
- 農林水産省
  - 九州農政局北九州地域センター消費・安全グループ （小倉北区田町）
  - 九州農政局北九州地域センター農政推進グループ （小倉北区大手町）
  - 門司植物防疫所 （門司区西海岸）
  - 動物検疫所門司支所 （門司区西海岸）
  - 九州農政局福岡農政事務所地域第一課 （小倉北区大手町）
  - 九州農政局北九州統計・情報センター （小倉北区大手町）
- 防衛省
  - 九州防衛局小倉防衛事務所 （小倉北区大手町）
  - 陸上自衛隊小倉駐屯地 （小倉南区北方）
  - 自衛隊福岡地方協力本部北九州地区隊本部 （小倉南区北方）
    - 北九州出張所 （小倉南区北方）
    - 小倉募集案内所 （小倉北区下到津）

北九州援護センター （小倉南区北方）
- 裁判所
  - 福岡地方裁判所小倉支部（小倉北区金田） - 訴訟件数は全国でも指折りの多さのため（東京地方裁判所立川支部に次いで多いとされる）、本庁裁判所への昇格を要望している[86]。また、支部ではあるが裁判員裁判が行われている。しかし支部なので行政訴訟は扱わない。
  - 福岡家庭裁判所小倉支部（小倉北区金田）
  - 小倉簡易裁判所（小倉北区金田）
  - 折尾簡易裁判所（八幡西区折尾）

### 独立行政･特殊法人
- 認可法人
  - 日本銀行北九州支店
- 独立行政法人
  - 白島国家石油備蓄基地 - （若松区・響灘）独立行政法人石油天然ガス・金属鉱物資源機構 - 白島石油備蓄株式会社
- 特殊法人
  - 日本年金機構
    - 小倉北年金事務所
    - 小倉南年金事務所
    - 八幡年金事務所

## 施設

### 警察
本部
- 福岡県警察 北九州市警察部

警察署
北九州地区の警察署数は10。警察車両のナンバー地名はすべて「北九州」となる。
|        | 警察署名称   | 管轄区域                                           | 管轄区域                                                       | 備考                            |
| ------ | ------------ | -------------------------------------------------- | -------------------------------------------------------------- | ------------------------------- |
| 北九州 | 門司警察署   | 北九州市                                           | 門司区                                                         | 警備艇配置                      |
| 北九州 | 小倉北警察署 | 北九州市                                           | 小倉北区                                                       | 北九州地区幹事署 管区機動隊配置 |
| 北九州 | 小倉南警察署 | 北九州市                                           | 小倉南区、北九州空港（空港の通常警備は本部直轄）               | 管区機動隊配置                  |
| 北九州 | 戸畑警察署   | 北九州市                                           | 戸畑区                                                         |                                 |
| 北九州 | 若松警察署   | 北九州市                                           | 若松区                                                         |                                 |
| 北九州 | 八幡東警察署 | 北九州市                                           | 八幡東区                                                       |                                 |
| 北九州 | 八幡西警察署 | 北九州市                                           | 八幡西区（東部）                                               | 管区機動隊配置                  |
| 北九州 | 折尾警察署   | 北九州市                                           | 八幡西区（西部）、中間市、遠賀郡芦屋町・水巻町・岡垣町・遠賀町 | 管区機動隊配置                  |
| 北九州 | 行橋警察署   | 行橋市、京都郡苅田町（北九州空港を除く）、みやこ町 | 行橋市、京都郡苅田町（北九州空港を除く）、みやこ町             |                                 |
| 北九州 | 豊前警察署   | 豊前市、築上郡吉富町・上毛町・築上町               | 豊前市、築上郡吉富町・上毛町・築上町                           |                                 |

### 消防
本部
- 北九州市消防局

消防署
- 門司消防署：門司区大里東一丁目4番10号
  - 老松：門司区浜町三丁目3番22号17
  - 松ヶ江：門司区新門司一丁目1996番地69
  - 門司西：門司区上馬寄一丁目10番18号
- 小倉北消防署：小倉北区大手町8番38号
  - 浅野：小倉北区浅野三丁目10番50号
  - 井堀：小倉北区井堀二丁目7番5号
  - 富野：小倉北区神幸町2番22号
- 小倉南消防署：小倉南区若園五丁目1番3号
  - 三谷：小倉南区徳吉南二丁目2番2号
  - 新曽根：小倉南区大字曽根3947番地1
  - 臨空：小倉南区大字朽網801番地1
- 若松消防署:若松区桜町1番28号
  - 藤ノ木：若松区赤島町11番19号
  - 島郷：若松区鴨生田二丁目3番1号
- 八幡東消防署：八幡東区春の町二丁目8番13号
  - 高見：八幡東区高見二丁目8番22号
  - 枝光：八幡東区枝光一丁目1番2号
- 八幡西消防署：八幡西区相生町15番25号
  - 折尾：八幡西区光明一丁目9番20号
  - 黒崎：八幡西区南八千代町2番10号
  - 上津役：八幡西区下上津役一丁目7番3号
  - 楠橋：八幡西区楠橋南二丁目1番1号
- 戸畑消防署：戸畑区新池二丁目1番15号
  - 大谷：戸畑区東大谷一丁目19番13号

### 医療
主な医療機関
- 北九州市立医療センター（総合周産期母子医療センター、地域がん診療連携拠点病院）
- 北九州市立八幡病院（救命救急センター、夜間・休日急患センター）
- 北九州総合病院（救命救急センター）
- 九州歯科大学附属病院
- 九州労災病院（勤労者メンタルヘルスセンター、アスベスト疾患センター）
- JCHO九州病院（地域医療支援病院、地域がん診療連携拠点病院、地域周産期母子医療センター）
- 国立病院機構小倉医療センター（地域医療支援病院、地域周産期母子医療センター）
- 健和会大手町病院（地域医療支援病院）
- 小倉蒲生病院（北九州市指定 認知症疾患医療センター）
- 小倉記念病院（地域医療支援病院、外国医師臨床修練指定病院）
- 産業医科大学病院（特定機能病院、総合周産期母子医療センター、エイズ拠点病院、地域がん診療連携拠点病院）
- 産業医科大学若松病院（旧・北九州市立若松病院）
- JR九州病院
- 製鉄記念八幡病院（地域医療支援病院）
- 新小倉病院
- 新小文字病院（災害拠点病院）
- 戸畑共立病院（地域医療支援病院、福岡県指定がん診療拠点病院）
- 福岡県済生会八幡総合病院（外国医師等臨床修練指定病院）
- 聖ヨハネ病院（北九州市唯一 独立型緩和ケア病棟設置病院）

#### 医療体制
- 救急医療

北九州市の救急医療体制は機能別応需病院（二次救急）を導入している。これは、北九州独自に症状や臓器など機能別に救急隊員による迅速かつ的確な救急搬送が可能なシステムを導入している。これによりいわゆる、患者のたらい回し、かかりつけ医の持たない傷病者でも迅速な対応が可能となる。
※夜間・休日急患センター : 2ヶ所、休日急患診療所 : 2ヶ所、救急告示病院 : 18ヶ所、地域医療支援病院 : 7ヶ所、災害拠点病院 : 7ヶ所、救命救急センター : 2ヶ所
- 小児医療（主要疾患）
  - 救急 : 北九州市立八幡病院（一次 - 三次）、北九州総合病院（三次）
  - 周産期 : 北九州市立医療センター、産業医科大学病院、九州病院、国立小倉医療センター
  - 循環器 : 九州病院、北九州総合病院、国立小倉医療センター
  - 内分泌代謝 : 産業医科大学病院など
  - 血液 : 産業医科大学病院など
  - 神経 : 北九州市立総合療育センター、産業医科大学病院、九州労災病院など

### 郵便局
JP日本郵便は、北九州市と近隣都市のエリアだけで「80x-xxxx」の郵便番号を使いきっているので、近隣自治体分も掲載する。
- 北九州支店（80xエリア統括支店）…802-xxxx
  - 西谷集配センター…803-02xx
  - 石原町集配センター…803-01xx
- 門司支店…800-00xx、800-85xx、800-86xx、800-87xx
  - 恒見集配センター…800-01xx
  - 苅田集配センター（苅田町）…800-03xx
- 曽根支店…800-02xx
- 門司港支店…801-xxxx
- 小倉西支店…803-08xx、803-85xx、803-86xx、803-87xx
- 戸畑支店…804-xxxx
- 八幡支店…805-xxxx
- 八幡西支店…806-xxxx
- 八幡南支店…807-00xx（水巻町）、807-08xx、807-09xx、807-11xx、807-12xx、807-85xx、807-86xx、807-87xx
  - 鞍手集配センター（鞍手町）…807-13xx
- 若松支店…808-00xx、808-85xx、808-86xx、808-87xx
- 二島支店…808-01xx、807-01xx（芦屋町）
- 中間支店（中間市）…809-xxxx

## 対外関係

### 姉妹都市・提携都市

#### 海外
姉妹都市
- タコマ市（アメリカ合衆国ワシントン州）
  - 1959年旧小倉市と姉妹都市提携[87]
- ノーフォーク市（アメリカ合衆国バージニア州）
  - 1959年旧門司市と姉妹都市提携[88]
- 大連市（中華人民共和国）
  - 1979年友好都市提携[89]
- 仁川広域市（大韓民国）
  - 1988年姉妹都市提携[90]
- スラバヤ（インドネシア）
  - 2012年環境姉妹都市提携[91]
- ハイフォン市（ベトナム）
  - 2014年姉妹都市提携[92]
- プノンペン（カンボジア）
  - 2016年姉妹都市提携[93]
- ダバオ（フィリピン）
  - 2017年環境姉妹都市提携[91]

#### 国内
- 南九州市（鹿児島県）
  - 一字違いということがきっかけとなり、2008年7月31日に小倉城庭園で交流協定を締結した[一次資料 55]。
- 釜石市（岩手県）
  - 同じ「鉄の街」として東日本大震災の復興を支援したことがきっかけとなり、2013年2月10日に連携協力協定を締結した[一次資料 54]。

### 下関市との交流関係
下関市と北九州市は、関門海峡を挟んで対岸に位置しており、門司市（現門司区）を中心に五市合併以前から交流が盛んである。下関市は北九州市の5%都市圏であり、電車で数分の距離にあることから実質的には同一の生活圏を形成している。下関市と北九州市を合わせて関門（下関と門司から）といい、両市を中心都市とする都市圏「関門都市圏」が形成されている。
観光面では、水族館など片方の市にあるものは作らないという方針から、観光客の取り合いのないバランスの取れた関係になっている。小倉城前にて「焼きそばvs焼きうどんバトル」が実施された時には、江島潔・前下関市長が審判を務めた。毎年8月13日に開催される関門海峡花火大会は元々は下関市の恒例行事だったが、門司側の嘆願から第4回以降は下関市と合同で行なっている。門司港地区では下関市唐戸や巌流島への定期航路が出ており、両市の観光客の周遊ルートになっている。
下関市と北九州市の越境合併については、山口・福岡両県議会で過半数の議決を得る必要があるなど制度上のハードルが高いこともあり議論は進展していない。道州制の実施を見据え、下関市と北九州市の市域をもって県や州に属さない独立した自治体「関門特別市」を新設する構想が検討されたこともある。

### 外国公館・施設
- 在北九州英国名誉領事館（小倉北区）
- 在北九州フィンランド名誉領事館（小倉北区）
- 在北九州セネガル共和国名誉領事館（小倉北区）
- 煙台市駐北九州経済貿易事務所（小倉北区）

## 経済

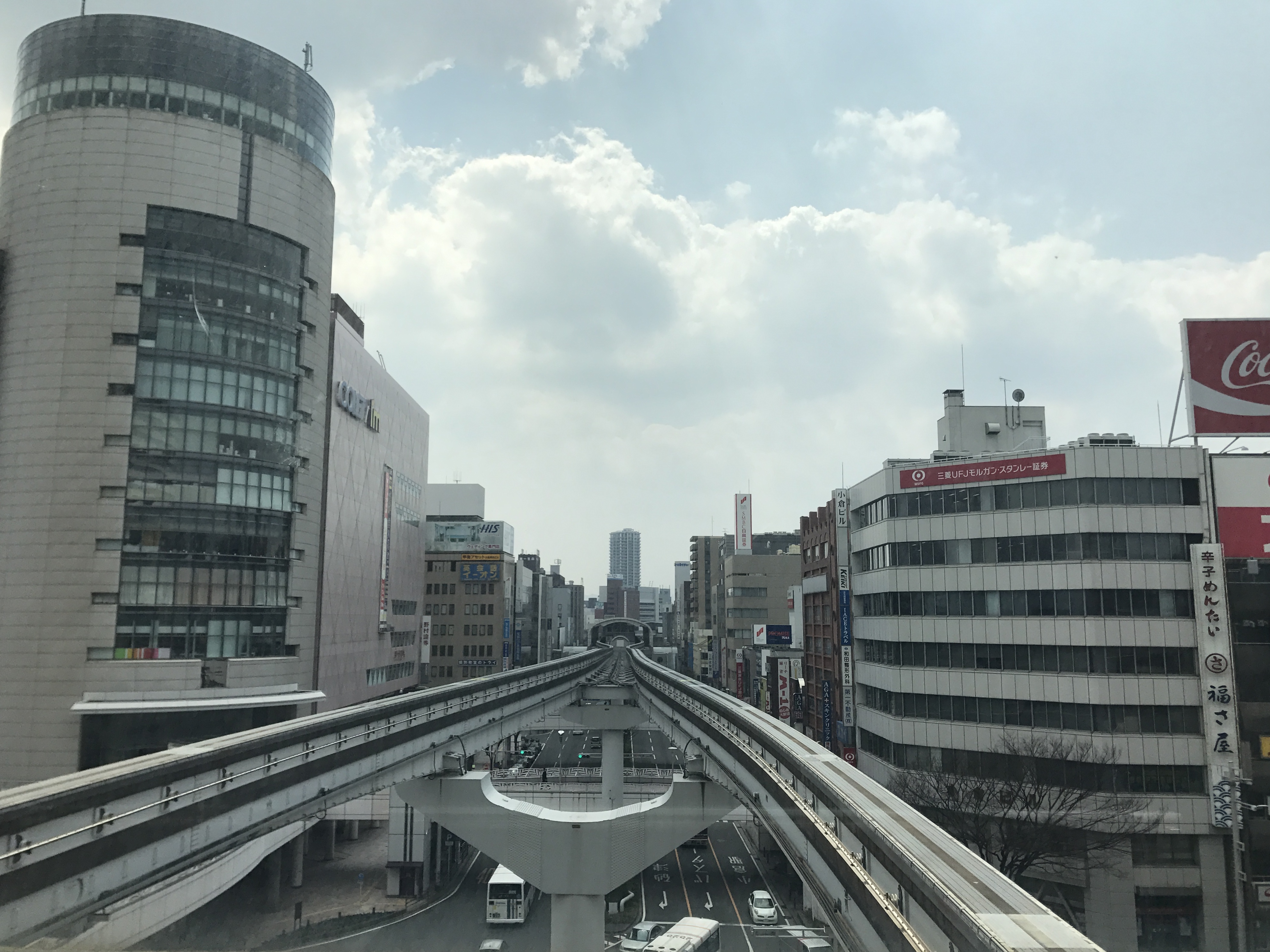
モノレール小倉線から見た小倉駅周辺

### 産業

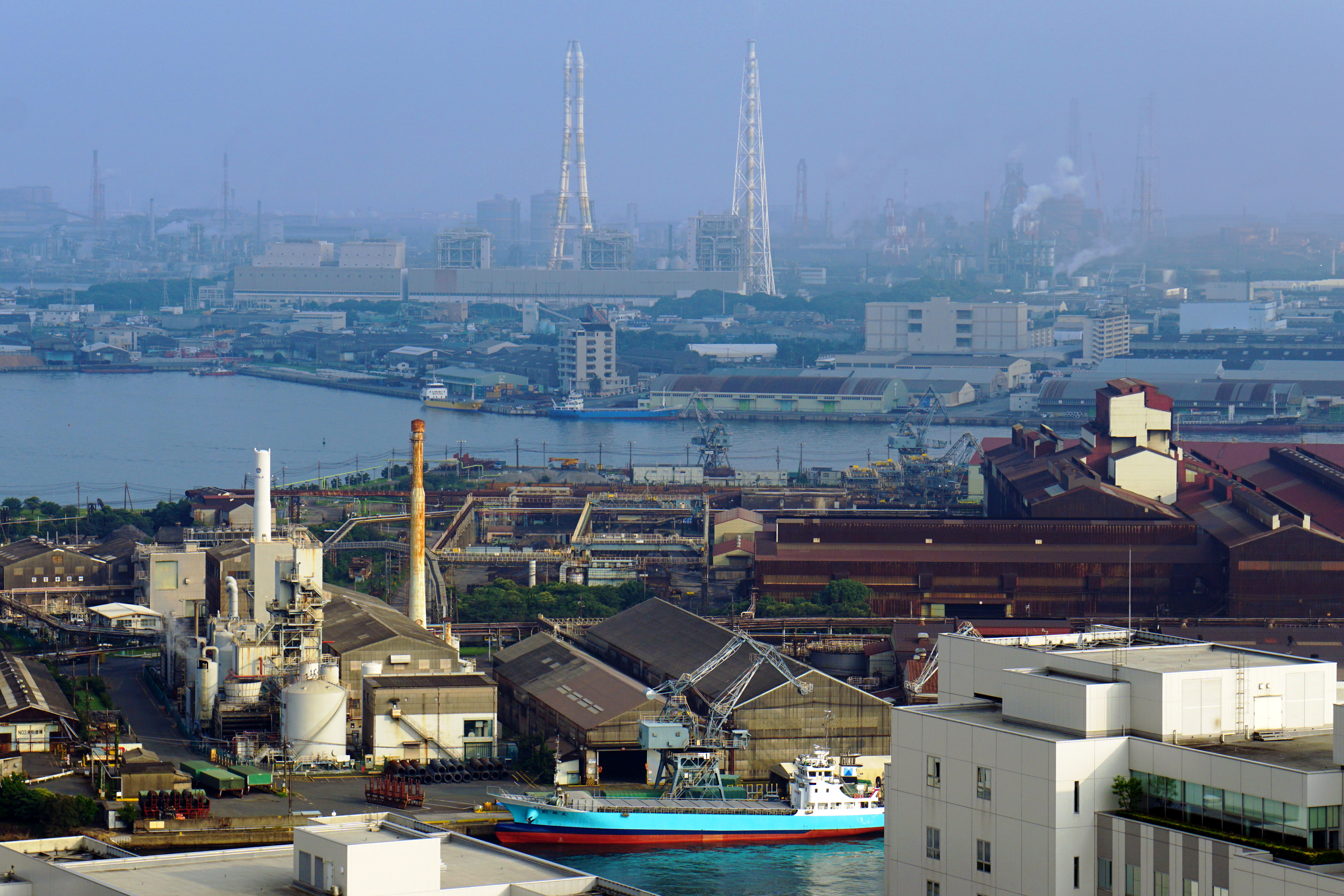
八幡製鉄所
（現:日本製鉄九州製鉄所）

1901年に操業を開始した八幡製鉄所を契機として、鉄鋼・化学・窯業・電機などの工場が集積する北九州工業地帯を形成し、それら重化学工業が北九州市の経済をリードしてきた。
産業別の就業人口構成（2015年国勢調査）を見ると、第2次産業が23.6%、第3次産業が70.4%であり、第2次産業の割合は政令指定都市の中では浜松市、静岡市、相模原市に次いで高い。製造品出荷額等（工業統計）を見ると、北九州市は2兆1,288億円で、政令指定都市（東京都区部を除く）の中では9番目に高い水準となっている。その内訳を見ると、鉄鋼が37.6%、化学が10.2％、金属が8.5%、窯業・土石が6.9%となっている。以上のように、工業は市の重要な産業であるが、従来の素材型のほか、自動車関連産業など新しい分野の企業進出も進んできている。また、かつて公害克服してきた技術を活かした、リサイクル業をはじめとする環境関連産業が集積する北九州エコタウンや、北九州学術研究都市を拠点として半導体関連企業の研究機関の集積も進んでいる。かつては日本四大工業地帯と言われたが、現在は主要な工業地帯・地域の中で製品出荷額は最も少なく、相対的地位は低下している。そのため現在では北九州工業地域とも言われる。
その他、門司港レトロ地区など観光都市に向けた取り組みを行っている（#観光スポット、北九州市ルネッサンス構想を参照）。

#### 企業

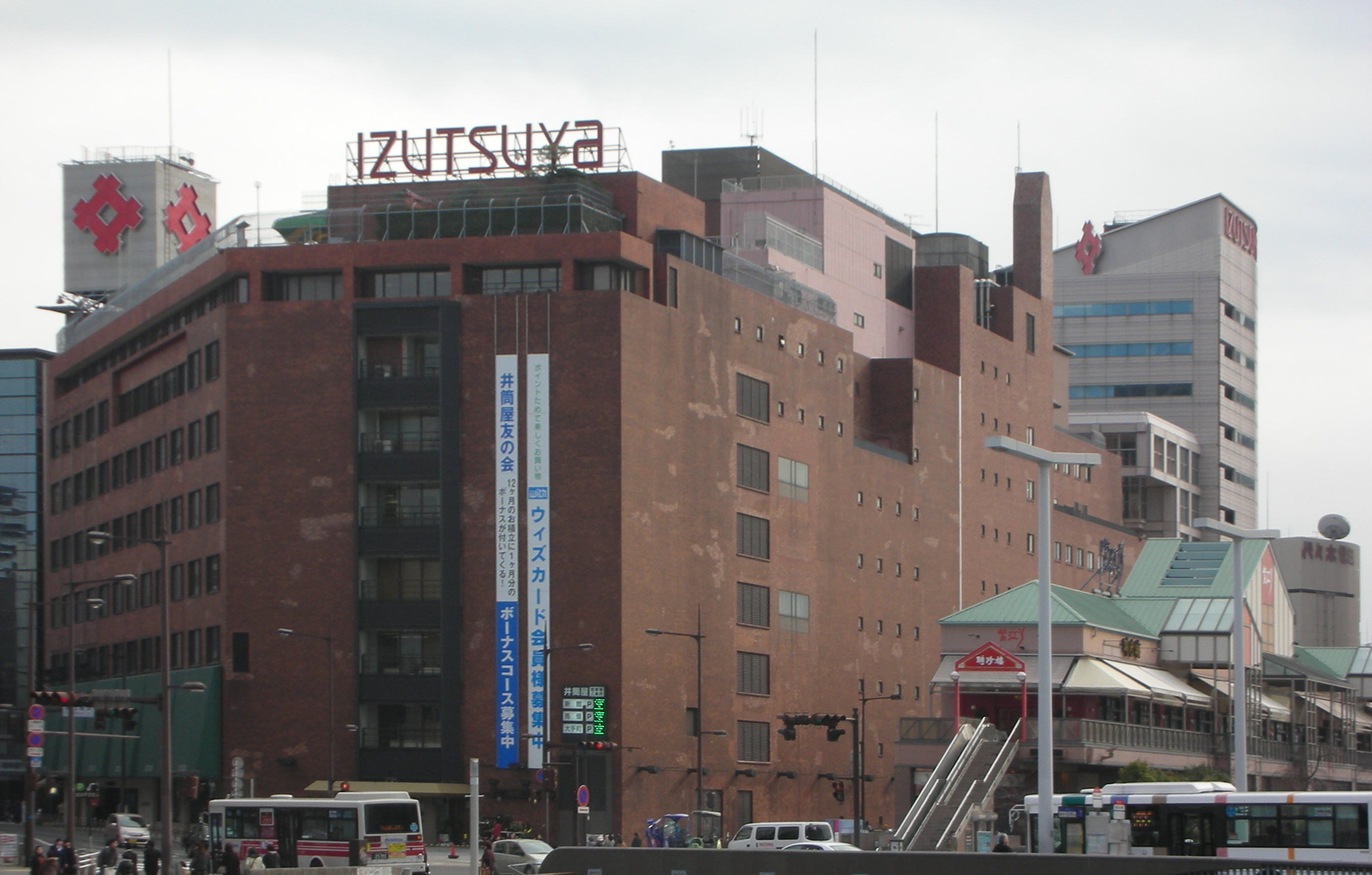
井筒屋小倉本店

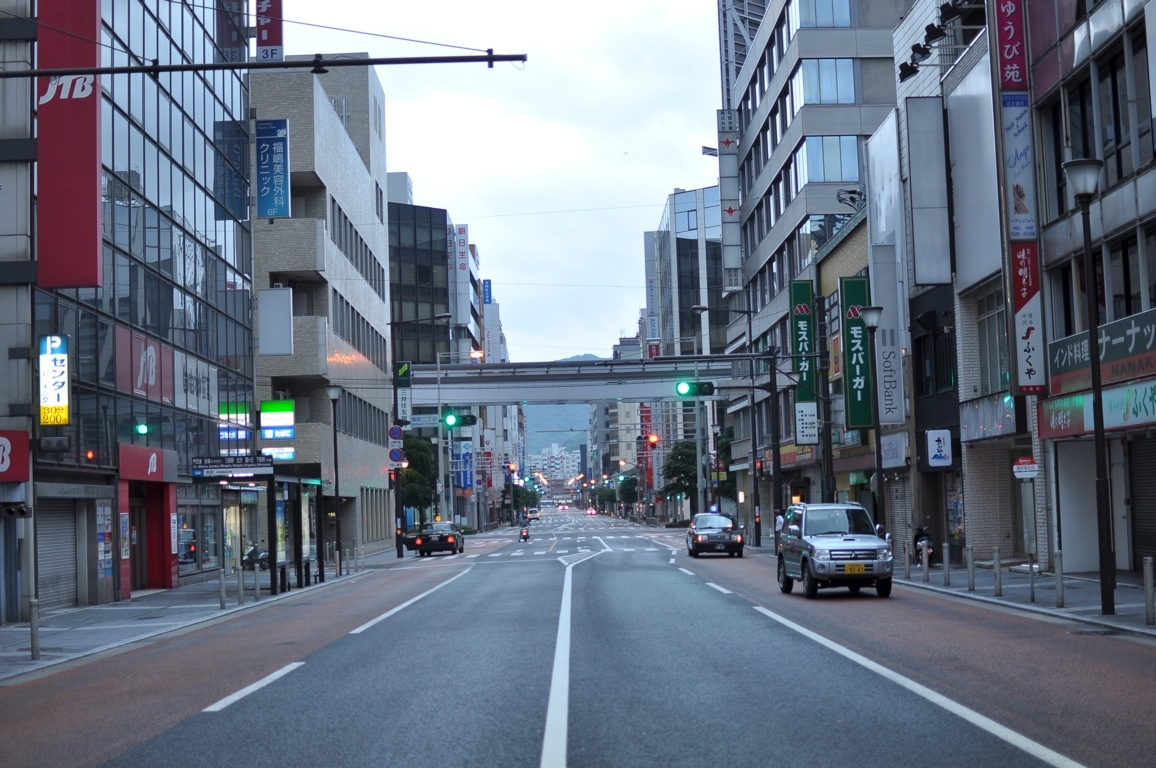
オフィスの集積する魚町

##### 北九州市に本社・本店を置く主な企業
- 小倉北区
  - 朝日広告社[一次資料 56]
  - 井筒屋[一次資料 57]
  - ウチヤマホールディングス[一次資料 58]
  - カンノ製作所[一次資料 59]
  - 北九州駅弁当[一次資料 60]
  - 北九州銀行（山口FG）[一次資料 61]
  - 北九州青果[一次資料 62]
  - 北九州紫川開発[一次資料 63]
  - ギラヴァンツ北九州[一次資料 64]
  - 極東ファディ[一次資料 65]
  - CROSS FM[一次資料 66]
  - 国際興業グループ[一次資料 67]
  - 湖月堂[一次資料 68]
  - シダー[一次資料 69]
  - 日鉄高炉セメント[一次資料 70]
  - ゼンリン[一次資料 71]
  - 第一交通産業[一次資料 72]
  - 東京経済[一次資料 73]
  - TOTO[一次資料 74]
  - 東宝住宅[一次資料 75]
  - ナフコ[一次資料 76]
  - 日専連ベネフル[一次資料 77]
  - 日本資源流通[一次資料 78]
  - 日本磁力選鉱[一次資料 79]
  - 不動産中央情報センター[一次資料 80]
  - 三扇工業[一次資料 81]
  - リズム食品[一次資料 82]
  - ワールドホールディングス[一次資料 83]
  - YE DIGITAL[一次資料 84]
- 小倉南区
  - 資さん[一次資料 85]
  - スターフライヤー[一次資料 86]
  - タカギ[一次資料 87]
  - つる平[一次資料 88]
  - 七尾製菓[一次資料 89]
  - ニシラク乳業[一次資料 90]
  - ハローデイ[一次資料 91]
- 戸畑区
  - 北九州エル・エヌ・ジー[一次資料 92]
  - 光和精鉱[一次資料 93]
  - 第一警備保障[一次資料 94]
  - 大光炉材[一次資料 95]
  - ディー・エー・ピー・テクノロジー[一次資料 96]
  - 戸畑共同火力[一次資料 97]
  - 日本施設協会[一次資料 98]
  - 濱田重工[一次資料 99]
- 門司区
  - 岡野バルブ製造[一次資料 100]
  - 関門汽船[一次資料 101]
  - 関門製糖[一次資料 102]
  - 九鉄工業[一次資料 103]
  - 九鉄ビルト[一次資料 104]
  - 山九[一次資料 105][注釈 2]
  - サンキュードラッグ[一次資料 107]
  - JR九州メンテナンス[一次資料 108][注釈 3]
  - ジェネック[一次資料 110]
  - 高藤建設[一次資料 111]
  - 阪九フェリー[一次資料 112][注釈 4]
  - マツモト[一次資料 114]
- 八幡西区
  - かば田食品[一次資料 115]
  - 北九州日産モーター[一次資料 116]
  - 黒崎播磨[一次資料 117]
  - 三洋ペイント[一次資料 118]
  - ジーイーエヌ[一次資料 119]
  - 大英産業[一次資料 120]
  - 高田工業所[一次資料 121]
  - デンソー九州[一次資料 122]
  - ネッツトヨタ北九州[一次資料 123]
  - 三井ハイテック[一次資料 124]
  - 安川電機[一次資料 125]
  - ゆめマート北九州[一次資料 126]
- 八幡東区
  - アステック入江[一次資料 127]
  - 大石産業[一次資料 128]
  - 金澤学園（北九州予備校）[一次資料 129]
  - 北九西鉄タクシー[一次資料 130]
  - 九州日本信販[一次資料 131]
  - スピナ[一次資料 132]
  - タカミヤ[一次資料 133]
  - 日鉄物流八幡[一次資料 134]
  - 三島光産[一次資料 135]
  - 吉川工業[一次資料 136]
- 若松区
  - EVモーターズ・ジャパン[一次資料 137]
  - サンリブ
  - AIR STATION HIBIKI[一次資料 138]
  - シャボン玉石けん[一次資料 139]
  - 鶴丸海運[一次資料 140]
  - 若築建設[一次資料 141][注釈 5]

##### 北九州市に事業所を置く主な企業
- 朝日新聞社西部本社（小倉北区）
- エステー九州工場（門司区）
- 九州電力新小倉発電所（小倉北区）
- 九州旅客鉄道小倉総合車両センター（小倉北区）
- 住友大阪セメント 小倉事業所（小倉南区）
- DNPプレシジョンデバイス黒崎工場（八幡西区）
- 電源開発若松総合事業所（若松区）
- 東京製鐵九州工場（若松区）
- 東邦チタニウム八幡工場（八幡東区）、若松工場（若松区）
- トヨタ自動車九州小倉工場（小倉南区）
- 日本コークス工業 北九州事業所、R&Dセンター（若松区）
- 日本製鉄八幡製鉄所（戸畑区、八幡東区、小倉北区）
- 日鉄ケミカル&マテリアル九州製造所（戸畑区）
- 富士通コミュニケーションサービス北九州サポートセンター（小倉北区）、北九州黒崎サポートセンター（八幡西区）
- ブリヂストン北九州工場（若松区）
- 毎日新聞社西部本社（小倉北区）
- 三菱ケミカル黒崎事業所（八幡西区）
- UBE三菱セメント 東谷鉱山（小倉南区）、九州工場 黒崎地区（八幡西区）

##### 北九州市が発祥の主な企業
- 三洋信販 - ポケットバンク、事業は三井住友フィナンシャルグループが引き継いだ。
- 出光興産 - 門司にて出光商会を創業。
- 九州電気システム - 旧小倉市（後の北九州市小倉北区）で「大栄電業」として創業、2013年に福岡市博多区へ移転[一次資料 143]。
- 日本製鉄 - 官営八幡製鐵所が母体の一つ。
- 日産自動車 - 日産自動車は横浜市で設立されたが、後述の戸畑鋳物がダット自動車製造を吸収して社内に自動車部を設立し、その後、日本産業と共同出資で設立した自動車製造株式会社がルーツであるため、北九州市もルーツである[一次資料 144]。
- 日立金属 - 鮎川義介が設立した戸畑鋳物が前身[一次資料 145]。
- 西日本鉄道 （西鉄）- 1942年、福岡県内の鉄道事業者5社のうち、旧小倉市砂津に本社のあった九州電気軌道（九軌）を母体とし、他の4社が九軌に吸収合併したことにより発足した鉄道会社である[95]。
- 日鉄テックスエンジ - 合併前のニッテツ八幡エンジニアリングが戸畑区に本社を置いていた。
- テレビ西日本 - 発足時の本社は八幡東区。1974年に福岡市に本社移転。
- 西華産業 - 門司にて会社設立。
- 丸和 - 小倉にて会社設立。ユアーズに吸収合併され、同社の店舗ブランドの一つとして存続。
- 読売新聞西部本社 - 発足時の本社は小倉北区。2004年に福岡市に本社移転。

## 情報・通信

### マスメディア

#### 新聞社
一般紙
- 朝日新聞西部本社
- 毎日新聞西部本社
- 読売新聞西部本社 北九州総本部
- 日本経済新聞社西部支社 北九州支局
- 西日本新聞社 北九州本社

スポーツ紙
- スポーツニッポン新聞社西部本社

通信社、業界紙 他
- 時事通信社 北九州支局
- 共同通信社 福岡支社北九州分室
- 西日本リビング新聞社 北九州本部
- 日刊工業新聞社西部支社 北九州支局
- 小倉経済新聞
- 関門経済新聞

#### 放送局
テレビ
各放送局とも、皿倉山の放送所から電波を発信している。また、皿倉山からの受信が困難な箇所のため、一部補助的に小出力の中継局も設置されている。
- NHK北九州放送局
市内スタジオから定期放送を行う唯一のテレビ局

民放各局は、市内スタジオからの番組放送は行わない
- 九州朝日放送北九州支社
- RKB毎日放送北九州支社
- テレビ西日本北九州支社
- TVQ九州放送北九州本社
- 福岡放送北九州支社

ラジオ
市内から放送を行うラジオ局
- NHK北九州放送局
- CROSS FM本社
- 北九州シティエフエム（FM KITAQ）
- AIR STATION HIBIKI

中継局のみ
- FM福岡
- LOVE FM
- 九州朝日放送
- RKB毎日放送

## 生活基盤

### ライフライン

#### 上下水道
下水道普及率
- 下水道普及率:99.8%（2013年度末）

## 教育

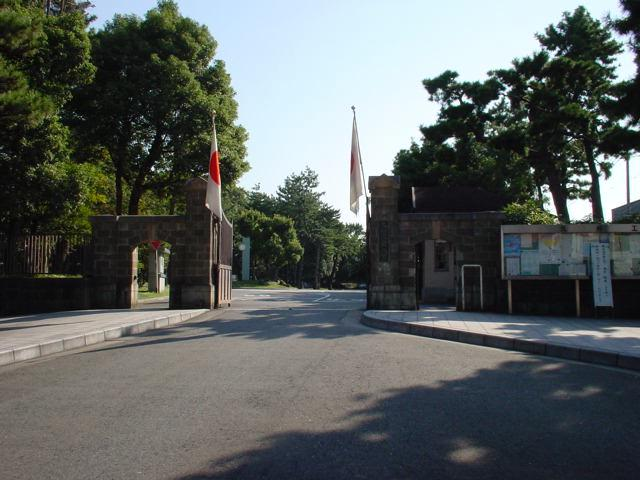
九州工業大学

### 大学･短大
- 国立
  - 九州工業大学
    - 工学部、大学院工学府 （戸畑区）
    - 大学院生命体工学研究科 （若松区、北九州学術研究都市）[43]
- 公立
  - 九州歯科大学 （小倉北区）
  - 北九州市立大学
    - 北方キャンパス（小倉南区、外国語学部・経済学部・文学部・法学部・地域創生学群）
    - ひびきのキャンパス（若松区・北九州学術研究都市、国際環境工学部）[43]
- 私立
  - 九州栄養福祉大学、東筑紫短期大学 （小倉北区）
  - 九州共立大学 （八幡西区）
  - 九州国際大学 （八幡東区）
  - 九州女子大学、九州女子短期大学 （八幡西区）
  - 産業医科大学 （八幡西区）
  - 西南女学院大学、西南女学院大学短期大学部 （小倉北区）
  - 西日本工業大学 （小倉北区）
  - 福岡大学大学院工学研究科、資源循環・環境制御システム研究所 （若松区、九州学術研究都市）[43]
  - 早稲田大学大学院情報生産システム研究科、情報生産システム研究センター （若松区、北九州学術研究都市）[43]
  - 折尾愛真短期大学 （八幡西区）

### 高等専門学校
- 国立
  - 北九州工業高等専門学校 （小倉南区）

### 高等学校
- 県立
  - 第2学区（旧第2・3学区）
門司区、小倉北区、小倉南区、戸畑区
    - 小倉高校
    - 戸畑高校
    - 門司学園高校（中高一貫校、門司・門司北の統廃合として2007年新設）
      - 門司高校（数理科学コースは市全域から通学可、2009年3月31日で廃校）
      - 門司北高校（2009年3月31日で廃校）

    - 小倉西高校
    - 北九州高校（体育コースは市内全域から通学可）
    - 小倉東高校
    - 小倉南高校（英語コースは市内全域から通学可）
    - 門司大翔館高校（大里高校・門司商業高校の統廃合として2005年新設）
    - 小倉工業高校（県内全域から通学可）
    - 戸畑工業高校（県内全域から通学可）
    - 小倉商業高校（県内全域から通学可）
    - ひびき高校（旧戸畑中央高校。定時制単位制。県内全域から通学可）

  - 第3学区（旧第4学区）
八幡西区、八幡東区、若松区、（中間市、遠賀郡4町）
    - 東筑高校
    - 八幡高校（理数科は市内全域から通学可）
    - 北筑高校（英語科は市内全域から通学可）
    - 八幡南高校
    - 八幡中央高校（芸術コースは県内全域から通学可）
    - 若松高校
    - 八幡工業高校（県内全域から通学可）
    - 折尾高校（県内全域から通学可）
    - 若松商業高校（県内全域から通学可）

※中間高校（中間市）、遠賀高校（遠賀郡遠賀町）も通学可。なお遠賀高校情報ビジネスコースは市内全域から通学可
- 市立
  - 北九州市立高校 - 旧・北九州市立戸畑商業高等学校
- 私立
  - 啓知高等学校（門司区） - 旧九州女子学園高等学校
  - 敬愛高等学校（門司区）※中高併設 - 旧鎮西女子学園高等学校→鎮西敬愛高等学校
  - 豊国学園高等学校（門司区） - 旧門司工業高等学校
  - 美萩野女子高等学校（小倉北区）
  - 西南女学院高等学校（小倉北区）※中高併設
  - クラーク記念国際高等学校小倉キャンパス（小倉北区）
  - 慶成高等学校（小倉北区） - 旧小倉女子商業高等学校
  - 真颯館高等学校（小倉北区） - 旧九州工業高等学校
  - 東筑紫学園高等学校（小倉北区）※中高併設 - 旧東筑紫高等学校
  - 常磐高等学校（小倉南区）
  - 明治学園高等学校（戸畑区）※中高併設
  - 高稜高等学校（若松区） - 旧青葉ヶ丘女子高等学校
  - 九州国際大学付属高等学校（八幡東区）※中高併設 - 旧八幡大学附属高等学校
  - 星琳高等学校（八幡西区） - 旧八幡筑紫女子学園成美高等学校→青山女子高等学校
  - 自由ケ丘高等学校（八幡西区） - 旧八幡西高等学校・九州女子大学附属高等学校が合併
  - 折尾愛真高等学校（八幡西区）※中高併設 - 旧折尾女子学園高等学校
  - 仰星学園高等学校（八幡西区）

### 中学校
- 公立中学校
  - 福岡県立門司学園中学校※中高併設

市立中学校については福岡県中学校一覧#北九州市を参照。
- 国立
  - 福岡教育大学附属小倉中学校 （小倉北区）
- 私立中学校
  - 敬愛中学校（門司区）※中高併設
  - 西南女学院中学校（小倉北区）※中高併設
  - 東筑紫学園高等学校（小倉北区）※中高併設
  - 明治学園中学校（戸畑区）※中高併設
  - 九州国際大学付属中学校（八幡東区）※中高併設
  - 折尾愛真中学校（八幡西区）※中高併設
  - 小倉日新館中学校（小倉北区）
  - 北九州子どもの村中学校（小倉南区）※小中併設
  - 志明館中学校（小倉北区）※2029年開校予定

### 小学校
- 公立
市立小学校については福岡県小学校一覧#北九州市を参照。
- 国立
  - 福岡教育大学附属小倉小学校 （小倉北区）
- 私立
  - 敬愛小学校（門司区）
  - 明治学園小学校（戸畑区）
  - 北九州子どもの村小学校（小倉南区）※小中併設
  - 志明館小学校（小倉北区）※2024年開校予定

### 学校教育以外の施設
- 九州職業能力開発大学校 （小倉南区）（職業能力開発促進法に基づく職業能力開発大学校）
- 自動車教習所
  - アイルモータースクール門司
  - 黒崎ドライビングスクール
  - 小倉自動車学校
  - 城野自動車学校
  - ドライビングスクール折尾
  - 西港自動車学校
  - 八幡自動車学校
  - モータースクールいとうづの森
- 福岡労働局長登録教習機関
  - 九州機械工業振興会
  - 日本製鉄八幡製鐵所
  - ロジテック
  - YMKサービス技能センター
- 動力車操縦者養成所
  - 九州旅客鉄道株式会社社員研修センター
  - 西日本鉄道小倉教習所

## 交通
九州の玄関口に位置し、九州における主要な国道や鉄道路線の起点であり、また関門海峡に面することから海上においても交通の要衝である。2016年4月24日には東九州自動車道が大分市および宮崎市まで直結し、九州自動車道と合わせて交通結節点としての拠点性が向上した。

### 空港

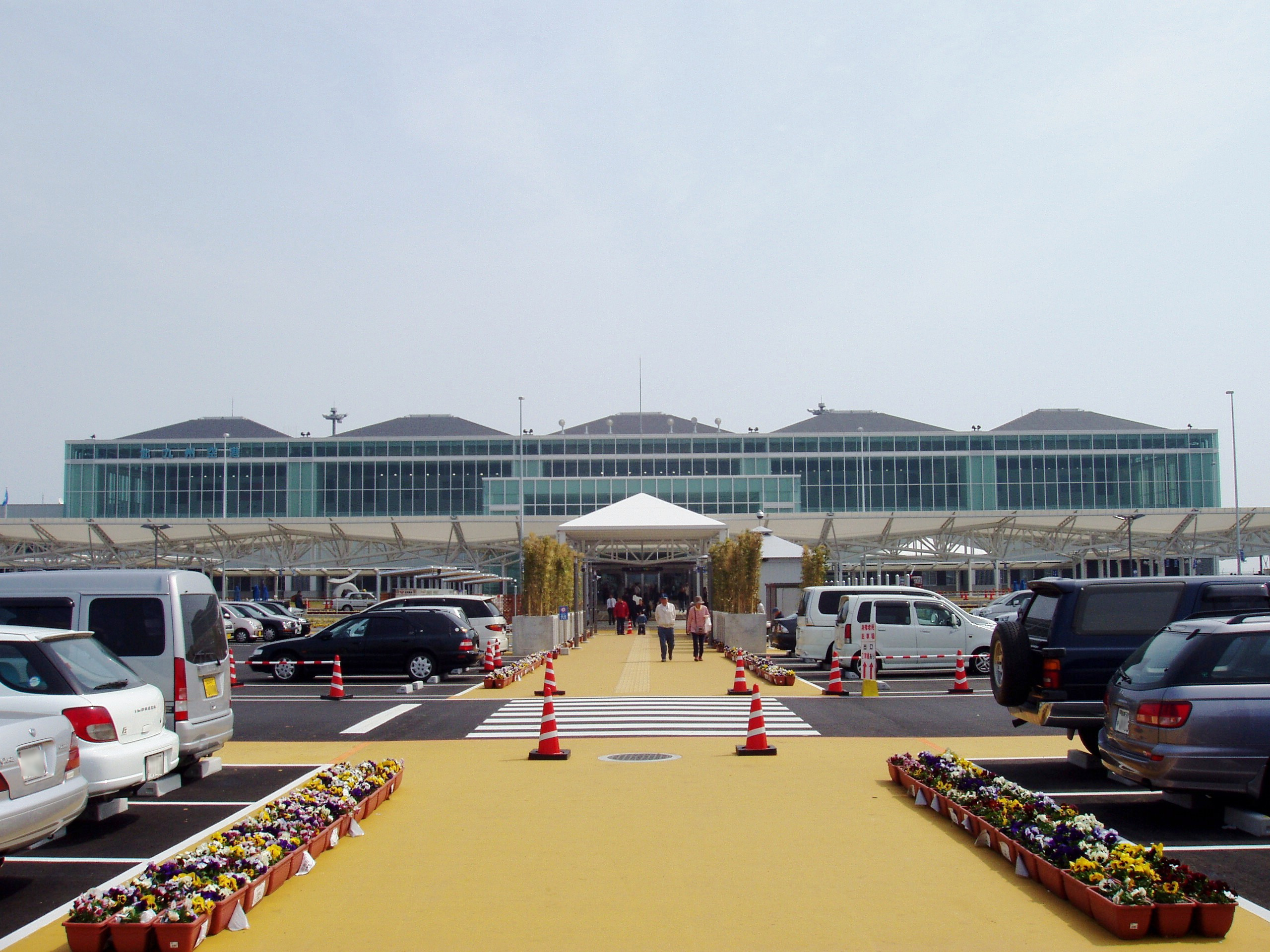
北九州空港

- 北九州空港（小倉南区空港北町・苅田町空港南町） - 2006年3月16日に苅田町と隣接する周防灘沖に開港。九州で唯一の24時間運用可能な海上空港である。滑走路が、2,500メートルから3,000メートルへ延伸が行われる予定であり、延伸後の新滑走路は2028年度運用開始予定である。
  - 2006年3月15日までは小倉南区曽根地区に旧・北九州空港が存在した。

### 鉄道

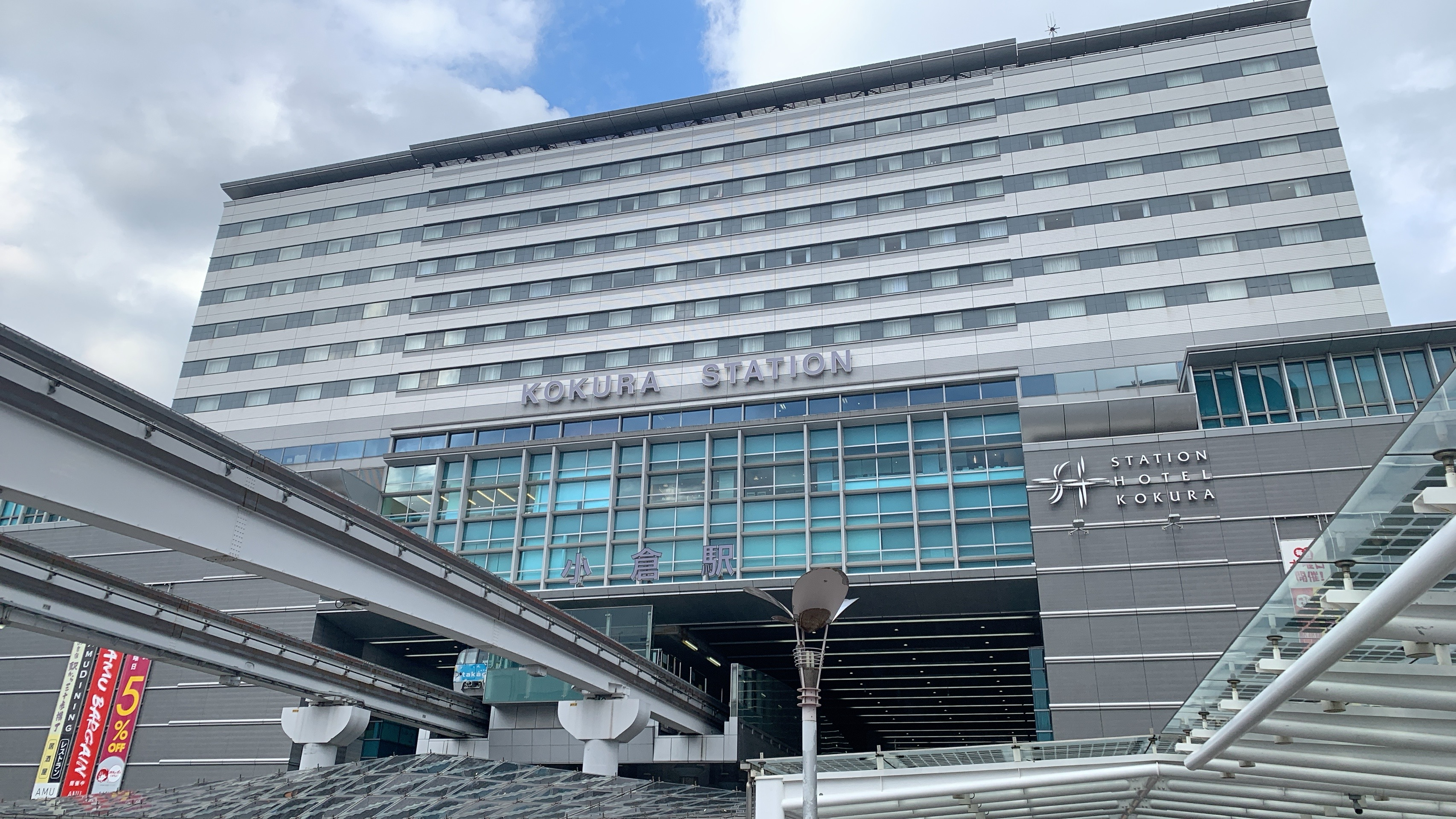
小倉駅

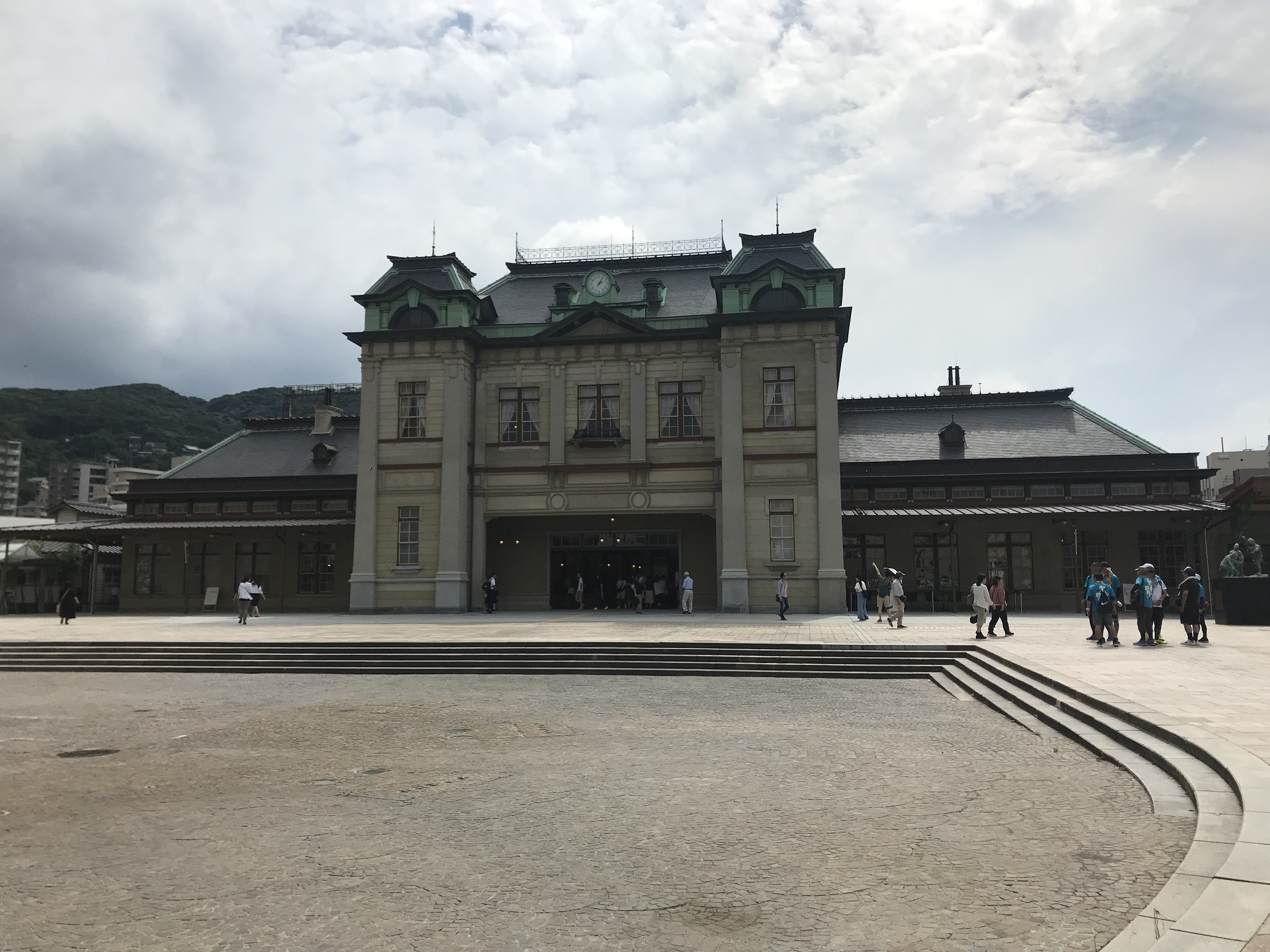
門司港駅

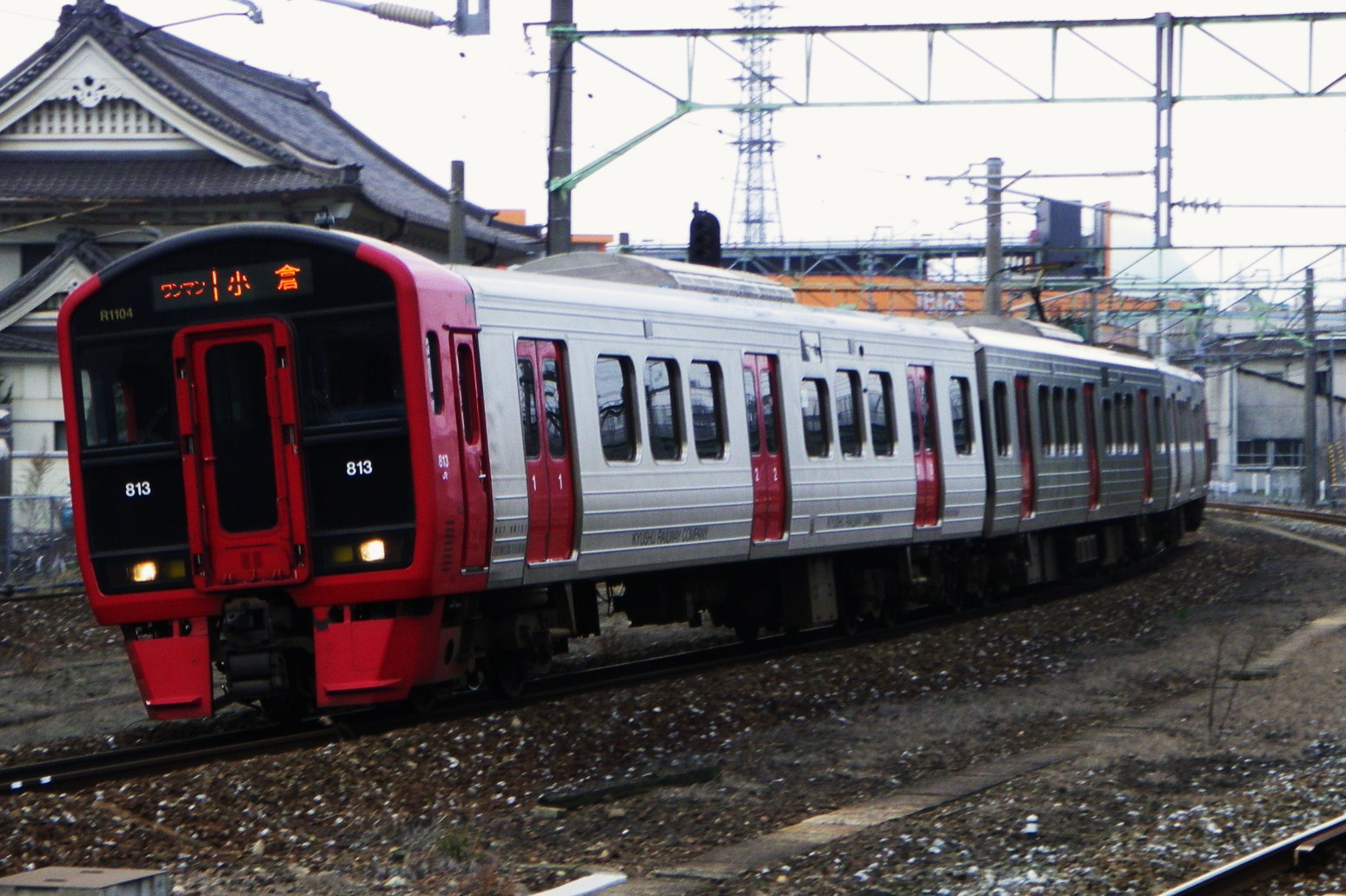
日豊本線で運用中のワンマン列車
（JR九州813系1100番台）

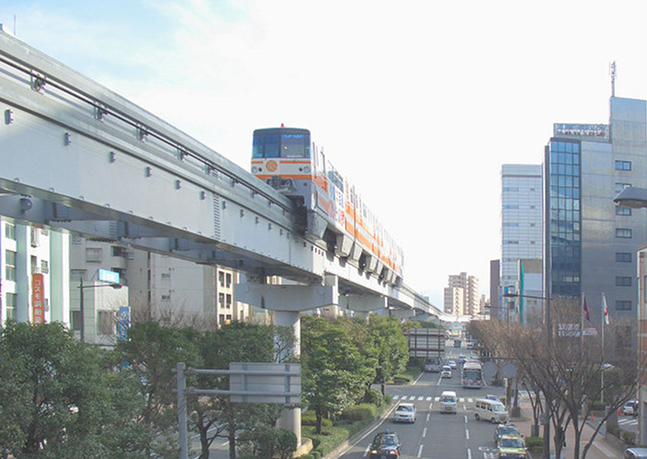
北九州高速鉄道

旧国鉄の九州地区本部である門司鉄道管理局がおかれ、筑豊炭鉱地帯の積出港、九州内鉄道網の要衝として国内でも重点的に鉄道整備がなされた地域である。福岡市と比較してもJRの路線網が充実しており、主要市街地のほとんどにJR駅がある他、鹿児島本線の門司 - 折尾間は複々線（貨客分離）である。市内の中心駅は小倉駅であり、のぞみを含めた全ての新幹線が停車するほか、駅南口は市内最大の繁華街が広がっている。市役所の最寄駅は隣の西小倉駅である。長距離きっぷの場合、下記北九州市内各駅に市内中心駅（小倉駅）までの運賃が適用される（特定都区市内）。また、小倉駅 - 下関駅は在来線で最速13分と下関から小倉まで通勤・通学圏内である。
九州旅客鉄道（JR九州）
- 鹿児島本線
  - 門司港駅 - 小森江駅 - 門司駅 - 北九州貨物ターミナル駅* - 東小倉駅* - 小倉駅 - 西小倉駅 - 浜小倉駅* - 九州工大前駅 - 戸畑駅 - 枝光駅 - スペースワールド駅 - 八幡駅 - 黒崎駅 - 陣原駅 - 折尾駅（*は貨物駅）

- 日豊本線 : 小倉 - 西小倉間は鹿児島本線と重複する。
  - 小倉駅 - 西小倉駅 - 南小倉駅 - 城野駅 - 安部山公園駅 - 下曽根駅 - 朽網駅

- 日田彦山線 : 路線の起点は城野駅であるが、北九州市内発着列車の運行系統は小倉駅を起終点としている。
  - 城野駅 - 石田駅 - 志井公園駅 - 志井駅 - 石原町駅 - 呼野駅

- 筑豊本線 （若松線）: 路線の起点は若松駅であるが、運行系統としては折尾で東に分かれ鹿児島本線に合流し小倉駅に向かう列車がある（福北ゆたか線）。北九州市内の区間（若松駅 - 折尾駅）は「若松線」という愛称がつけられ、折尾駅以南の福北ゆたか線とは運行系統が分離している。
  - 若松駅 - 藤ノ木駅 - 奥洞海駅 - 二島駅 - 本城駅 - 折尾駅

- 山陽本線
  - 門司駅

西日本旅客鉄道（JR西日本）
- 山陽新幹線
  - 小倉駅

北九州高速鉄道
- 小倉線
  - 小倉駅 - 平和通駅 - 旦過駅 - 香春口三萩野駅 - 片野駅 - 城野駅 - 北方駅 - 競馬場前駅 - 守恒駅 - 徳力公団前駅 - 徳力嵐山口駅 - 志井駅 - 企救丘駅

筑豊電気鉄道
- 筑豊電鉄線
  - 黒崎駅前駅 - 西黒崎駅 - 熊西駅 - 萩原駅 - 穴生駅 - 森下駅 - 今池駅 - 永犬丸駅 - 三ヶ森駅 - 西山駅 - （中間市） - 筑豊香月駅 - 楠橋駅 - 新木屋瀬駅 - 木屋瀬駅

平成筑豊鉄道
- 門司港レトロ観光線
  - 九州鉄道記念館駅 - 出光美術館駅 - ノーフォーク広場駅 - 関門海峡めかり駅

皿倉登山鉄道
- 帆柱ケーブル線

廃止路線
- 北九州市電（1975年〈昭和50年〉11月1日廃止：貨物のみ）
- 国鉄香月線（1985年〈昭和60年〉4月1日廃止）
- 西日本鉄道北九州線
  - 田野浦線：東本町三丁目（→門司） - 田野浦間（1936年〈昭和11年〉1月10日廃止）
  - 門司 - 砂津間（1985年〈昭和60年〉10月20日廃止）
  - 砂津 - 黒崎駅前間（1992年〈平成4年〉10月25日廃止）
  - 黒崎駅前 - 熊西 - 折尾間（2000年〈平成12年〉11月26日廃止）
  - 戸畑線：大門 - 戸畑間（1985年〈昭和60年〉10月20日廃止）
  - 枝光線：中央町 - 幸町間（1985年〈昭和60年〉10月20日廃止）
  - 北方線：魚町 - 北方間（1980年〈昭和55年〉11月2日廃止）

黒崎駅前 - 熊西間は実質的には筑豊電気鉄道線の運行系統に組み込まれながら第3種鉄道事業者として2015年2月28日まで存続していた。
北方線はモノレール小倉線が代替路線として整備された。

### バス

#### 一般路線バス
西日本鉄道（西鉄）グループと、北九州市交通局が運行しているが、運行地域によって棲み分けが行われている（小倉北区、戸畑区、八幡西区、若松区のそれぞれ一部に競合区間がある）。いずれも乗車方法は後乗り前降り後払いで、運賃は整理券による区間制である。
- 西鉄グループ（西鉄バス北九州・西鉄バス筑豊・北九西鉄交通） - 通称は西鉄・西鉄バス。以前は西鉄の直営であったが分社化された。若松区・八幡西区の折尾地区の大部分を除く全域。北九州市内の一般路線の大半は西鉄バス北九州による運行で、黒崎 - 直方間の路線を西鉄バス筑豊が、青葉車庫-大谷池・霧ヶ丘三丁目間の路線を北九西鉄タクシーが運行する。非接触型ICカードのnimoca（SUGOCA・はやかけん・Suicaなど「全国相互利用サービス」対応カードも）が使用可能。
- 北九州市交通局 - 通称・市営バス。前身が若松市営バスであるため、市内全域には路線を持たず、若松区および八幡西区の折尾地区までが中心範囲。北九州市役所、小倉港松山行きフェリーのりば、戸畑駅への路線として、小倉北区・戸畑区の一部にも路線を持つ。八幡東区にはTHE OUTLET KITAKYUSHU（ジアウトレット北九州）への臨時便を運行している（土曜・日曜・祝日のみ）。かつて非接触型ICカード「ひまわりバスカード」が使用でき、このカードは独自規格であるためnimocaとの相互利用はできなかったが、2021年10月30日以降nimocaに移行しnimocaで市営バスに乗車できるようになった。

このほかに市・交通事業者・地域住民の連携により「おでかけ交通」と称する路線バス・乗合タクシーが運行されている地域がある（西鉄バスがもともと運行されていない区域や、西鉄バス路線が廃止された区域）。

#### 高速バス・特急バス
北九州市と本州・四国を結ぶ中長距離高速バス、北九州市と福岡市や周辺各都市を結ぶ近距離高速バスがある。
本州・四国発着の路線は、いずれも福岡市と本州・四国を結ぶ路線が北九州市を経由するという形態である。これらは「ロイヤルエクスプレス」を除きいずれも北九州市内と福岡市内の区間だけの利用はできない。かつては福岡市より南側の九州内の主要都市と北九州市を結ぶ中長距離高速バスも多く運行されていたが、多くの路線が廃止となり、現在は1路線のみとなった。
北九州市内の主な夜行高速バス停車地を以下に示す。
- 西鉄砂津バスセンター（チャチャタウン小倉前） - 小倉市街地の東端部の砂津にあり、西鉄グループが運行に関与する中・長距離路線が停車する。
- 小倉駅前 - 小倉駅の南側（在来線側）の小倉駅バスセンター前のバス停留所。西鉄グループが運行に関与する中・長距離路線が停車する。
- 小倉駅新幹線口 - 小倉駅の北側（新幹線側）KMMビル東。旧ツアーバスなど、西鉄グループが運行に関与しない夜行バスが停車する。
- 引野口 - 黒崎市街地の南の外れ、黒崎ランプ付近。西鉄グループが運行に関与する中・長距離路線が停車する。
- 小倉南インターチェンジ - 「広福ライナー」が停車する。

昼行高速バスは上記以外の場所にも停車する。
以下は路線一覧
- 広島県以外の本州・四国発着路線はすべて夜行、広島県発着の路線はすべて夜行と昼行、山口県および九州内発着の路線はすべて昼行
- 九州内路線については北九州市内の停車地は主要停車地のみ記載

| 愛称名                                          | 運行会社                             | 運行区間 |
| 首都圏発着                                      | 首都圏発着                           | 首都圏発着 |
| ----------------------------------------------- | ------------------------------------ | --- |
| はかた号                                        | 西日本鉄道                           | 東京（新宿） - 小倉駅前・砂津・引野口                                                                                                 |
| TenryoLINER                                     | 天領バス                             | 東京（東京駅・新宿） - 小倉駅新幹線口                                                                                                 |
| オリオンバス                                    | オー・ティー・ビー                   | 東京（東京駅） - 小倉駅新幹線口 |
| 中部地方発着                                    |                                      | |
| どんたく号                                      | 西日本鉄道 名鉄バス                  | 名古屋市 - 小倉駅前・砂津・引野口 |
| ロイヤルエクスプレス                            | ロイヤルバス                         | 名古屋市 - 広島市 - 小倉駅新幹線口 - 福岡市                                                                                           |
| 京阪神発着                                      |                                      | |
| オリオンバス                                    | オー・ティー・ビー                   | 京都市・大阪市（梅田・難波・USJ）・神戸市（三宮） - 小倉駅新幹線口                                                                    |
| ユタカライナー                                  | ユタカ交通                           | 京都市・大阪市（梅田・難波）・神戸市（三宮） - 小倉駅新幹線口                                                                         |
| @ライナー                                       | さくら観光                           | 大阪市（梅田・難波）・神戸市（三宮） - 小倉駅新幹線口                                                                                 |
| 中四国地方発着                                  |                                      | |
| 出雲ドリーム博多号                              | JR九州バス 中国JRバス                | 出雲市・松江市・雲南市 - 小倉駅新幹線口                                                                                               |
| ペガサス号                                      | 西日本鉄道 両備バス 下津井電鉄       | 岡山市・倉敷市 - 小倉駅前・砂津・引野口                                                                                               |
| 広福ライナー（昼行） 広島ドリーム博多号（夜行） | JR九州バス 広交観光 中国JRバス       | 広島市 - 小倉南IC |
| WILLER EXPRESS                                  | 祐徳自動車                           | 広島市 - 小倉駅新幹線口 |
| さぬきエクスプレス福岡号                        | 四国高速バス                         | 高松市・丸亀市・坂出市 - 小倉駅前 |
| コトバスエクスプレス                            | 琴平バス                             | 鳴門市・徳島市・高松市・宇多津町 - 小倉駅新幹線口                                                                                     |
| 道後エクスプレスふくおか                        | 伊予鉄バス 伊予鉄南予バス 瀬戸内運輸 | 松山市・今治市 - 小倉駅前 |
| 九州地方（福岡県外）発着                        |                                      | |
| 出島号                                          | 長崎県交通局                         | 長崎市 - 基山町 - 引野口・小倉駅前・砂津                                                                                              |
| 福岡県内発着                                    |                                      | |
| なかたに号 ひきの号 いとうづ号                  | 西日本鉄道                           | 福岡市（天神） - 中谷・北方・小倉駅前・砂津 福岡市（天神） - 引野口 - 小倉駅・砂津 福岡市（天神） - 引野口 - 大蔵・到津・小倉駅・砂津 |
| （愛称名なし）                                  | 西鉄バス北九州                       | 福岡市 - 津田 - 苅田町 - 行橋市 |
| 北九州空港エアポートバス                        | 西鉄バス北九州                       | 砂津・小倉駅BC - 北九州空港 砂津・小倉駅BC・北方・中谷 - 北九州空港 学研都市ひびきの・折尾駅・黒崎BC・引野口 - 北九州空港             |
| 福北リムジン                                    | 北九西鉄タクシー                     | 福岡市 - 北九州空港 |
| （愛称名なし）                                  | 西鉄バス筑豊                         | 福岡市 - 八幡IC - 直方市 |

### 道路

#### 高速道路

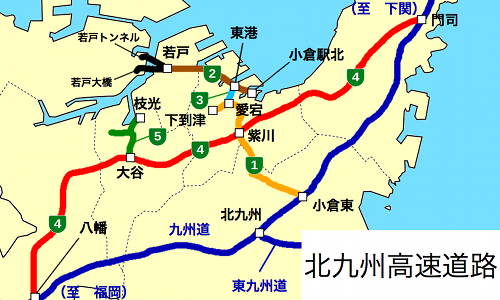
北九州市周辺の高速道路網
（北九州高速道路の路線図より）

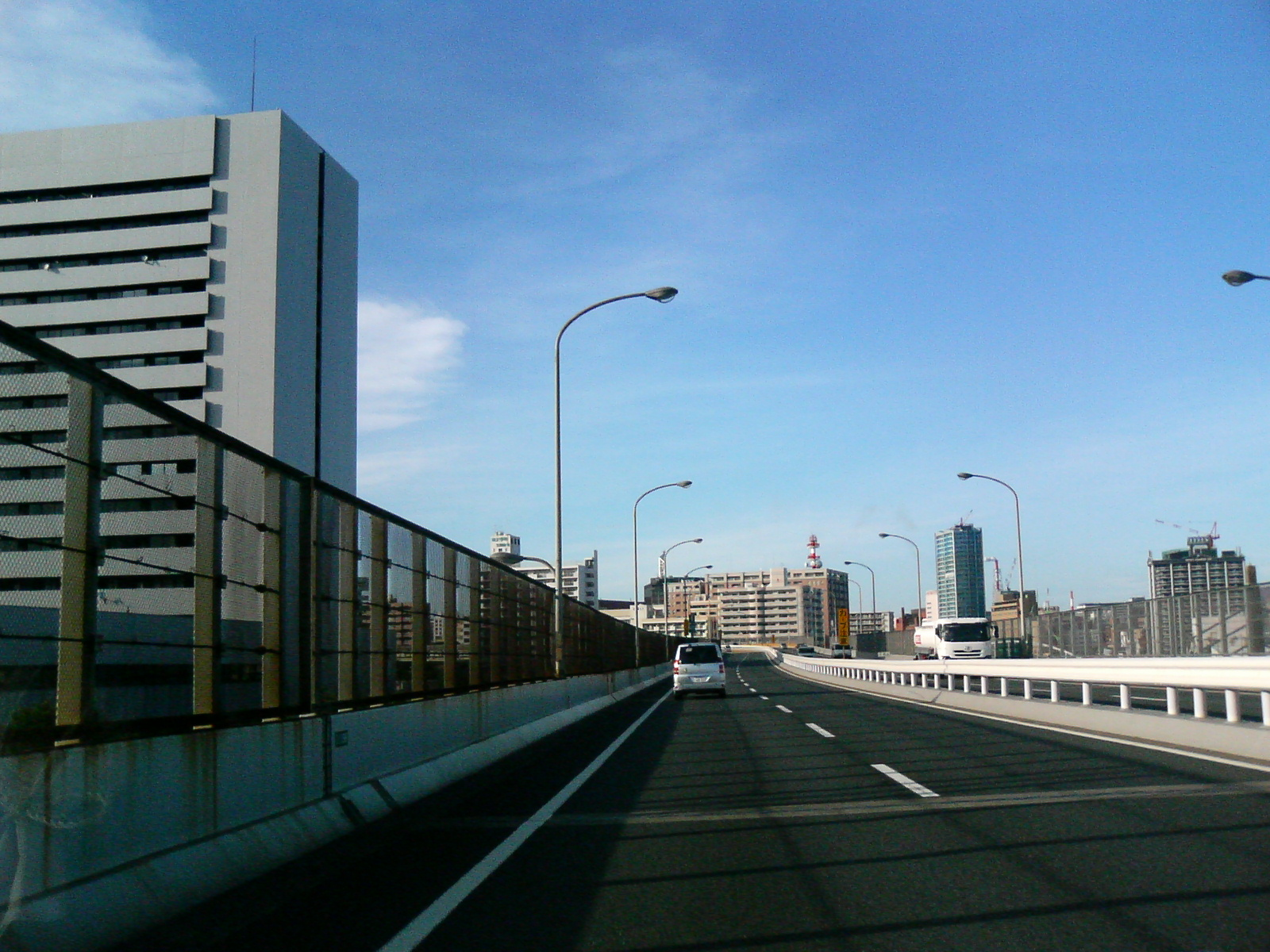
北九州高速1号線大手町付近

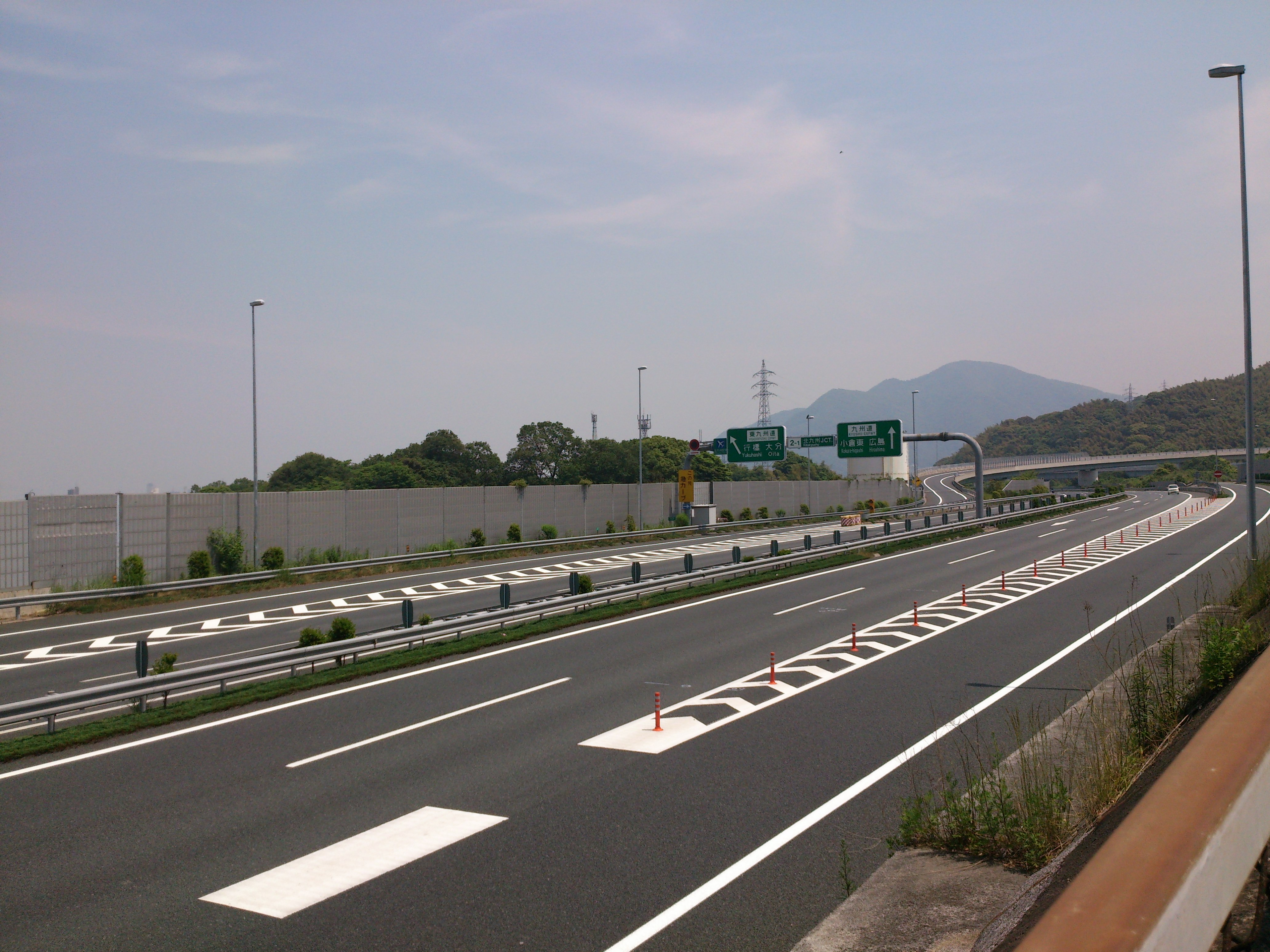
北九州ジャンクション
（九州道と東九州道が接続）

高規格幹線道路（高速自動車国道）
- E2A 関門橋（関門自動車道）
  - めかりパーキングエリア（上り線のみ） - 門司港インターチェンジ
- E3 九州自動車道
  - 門司インターチェンジ - 新門司インターチェンジ - 吉志パーキングエリア - 小倉東インターチェンジ - 北九州JCT - 小倉南インターチェンジ - 八幡インターチェンジ
- E10 東九州自動車道
  - 北九州JCT - 苅田北九州空港インターチェンジ

地域高規格道路（都市高速道路）
- 北九州都市高速道路 （福岡北九州高速道路公社）
  - 1号線 / 2号線 / 3号線 / 4号線 / 5号線
  - 都市計画道路戸畑枝光線（建設中）

#### 一般道路
地域高規格道路（一般有料道路を含む）

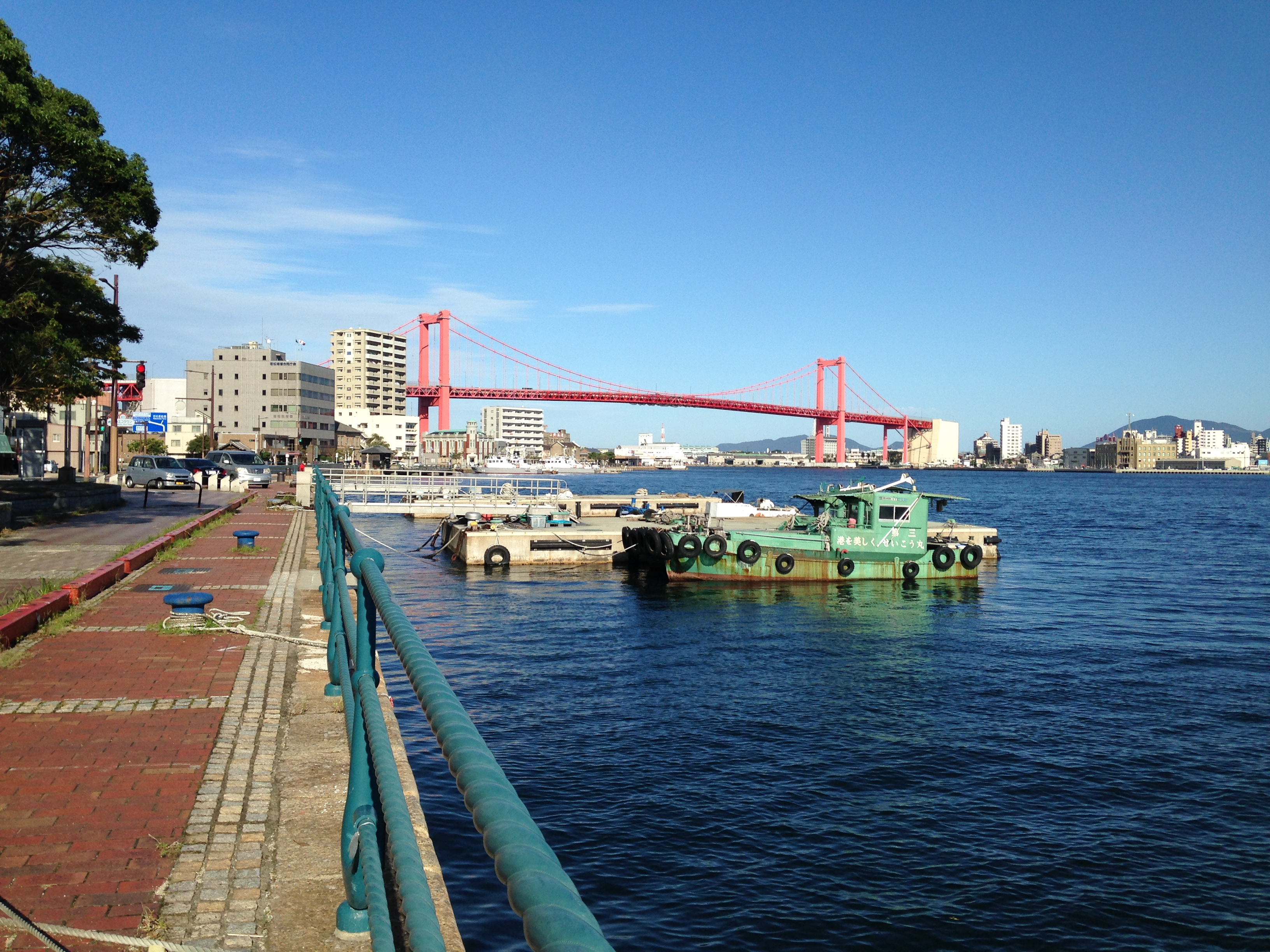
洞海湾と若戸大橋

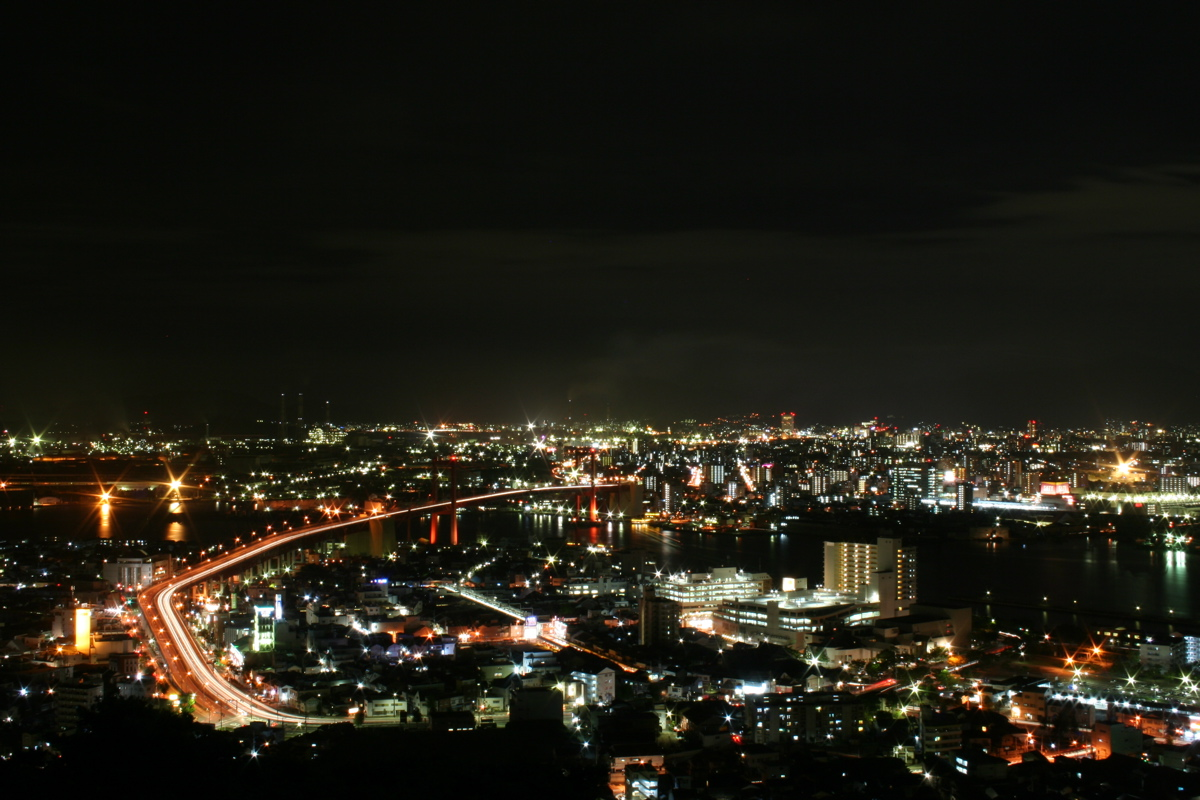
夜の若戸大橋
（若松区側からの景観）

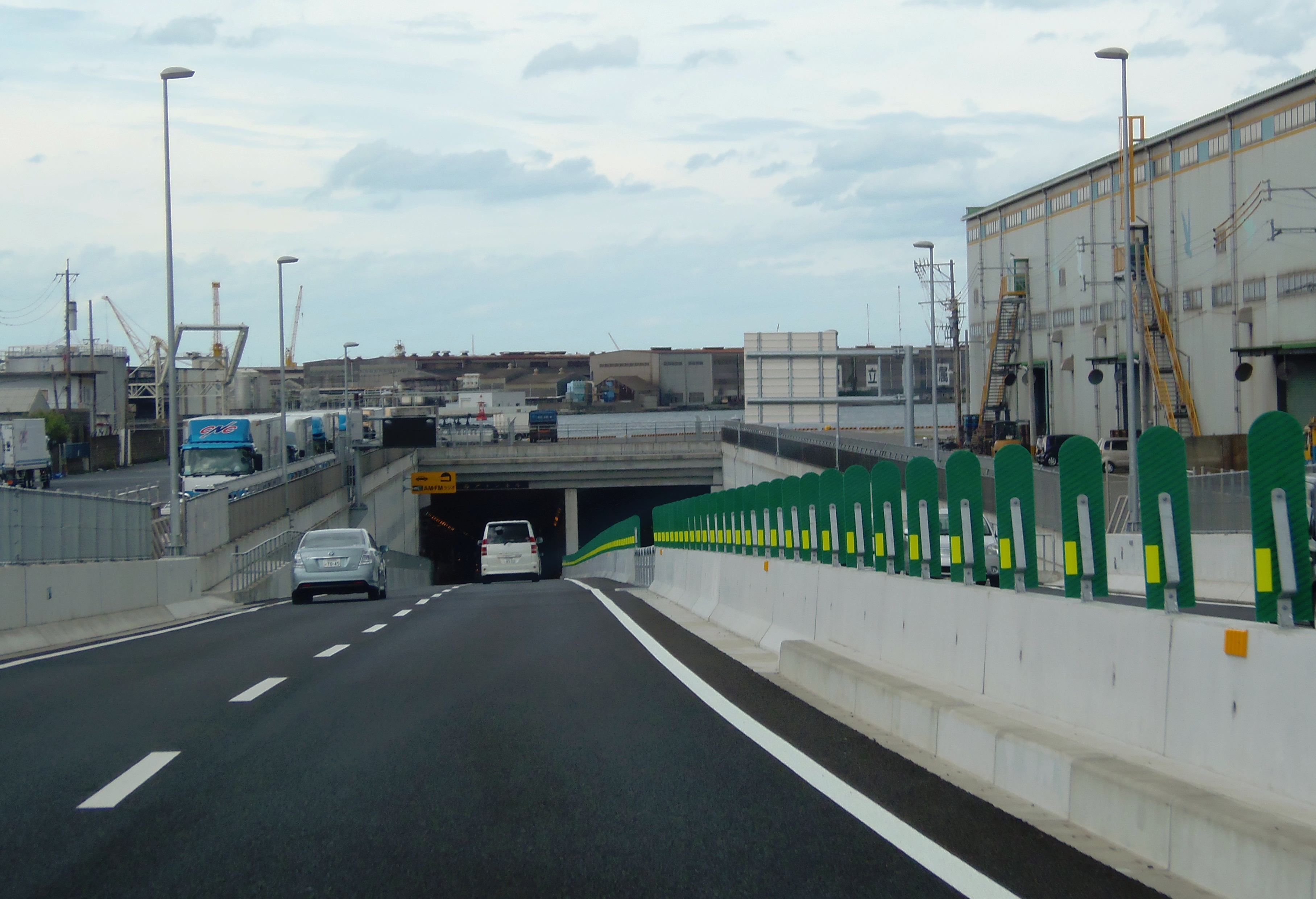
洞海湾の下をくぐる若戸トンネル
（戸畑区側）

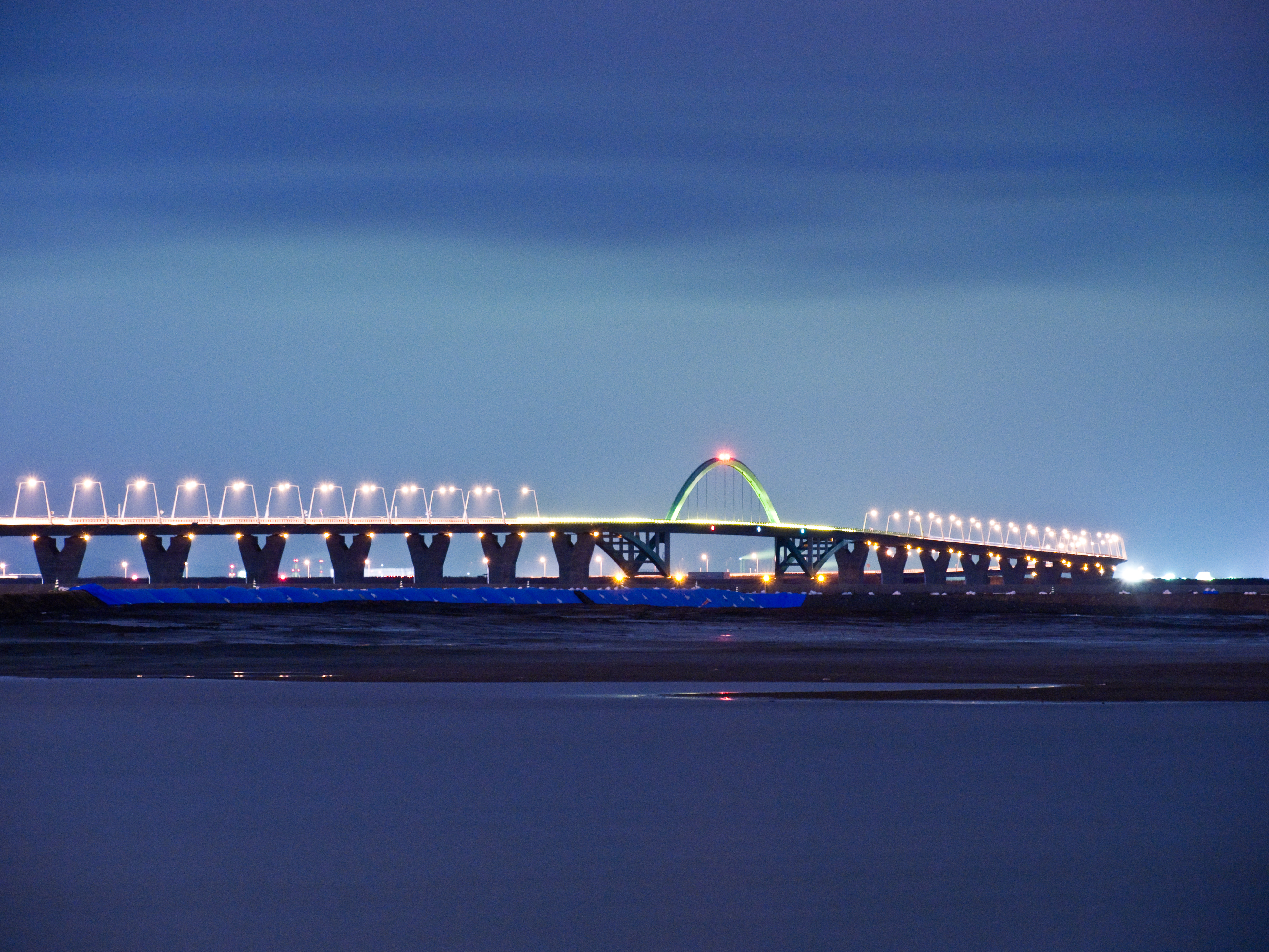
新北九州空港道路の連絡橋部
（小倉南区と苅田町の境界付近）

- 若戸大橋（国道199号若戸大橋、北九州市道路公社）
- 新若戸道路（若戸トンネル、北九州市道路公社）
- 下到津ランプ連絡道路
  - 北九州市道都下到津線
- 新門司港都市高速連絡道路（計画路線）
- 小倉駅北口連絡道路
- 新北九州空港道路
- 黒崎道路（国道3号黒崎バイパス）

その他の一般有料道路
- 関門トンネル（国道2号、西日本高速道路）

一般国道
- 国道2号
- 国道3号
- 国道10号
- 国道198号
- 国道199号
- 国道200号
- 国道211号
- 国道322号
- 国道495号

#### 県道（主要地方道）
- 福岡県道11号有毛引野線
- 福岡県道25号門司行橋線
- 福岡県道26号北九州芦屋線
- 福岡県道28号直方行橋線
- 福岡県道36号小倉停車場線
- 福岡県道37号小倉港線
- 福岡県道38号戸畑停車場線
- 福岡県道48号中間引野線
- 福岡県道50号八幡戸畑線
- 福岡県道51号曽根鞘ヶ谷線
- 福岡県道61号小倉中間線
- 福岡県道62号北九州小竹線
- 福岡県道71号新門司港大里線
- 福岡県道72号黒川白野江東本町線
- 福岡県道73号直方水巻線

#### 市道
- 槻田あおぞら通り
北九州市八幡東区茶屋町から同区石坪町にかけて、市街地内にある延長0.9 kmにわたるコミュニティ道路の愛称。法廷路線名は、北九州市道 石坪町5号線・石坪町10号線ほか[96]。槻田地域は昭和10年頃に土地区画整理により整備された住宅地域であるが、幹線道路の抜け道としての利用や迷惑駐車による環境悪化から、コミュニティ道路として整備されたものである。道路の中には幅1.5–2.5メートルある人工の小川が作られていて、噴水やせせらぎが創出されている。歩道には、トンボ・カワセミ・ホタルなどの70センチ四方のレリーフ版が20メートル間隔ではめ込まれている。また、植樹帯の街路樹は、四季の変化に応じ花や新緑、紅葉が楽しめる樹種が配置されていて、付近を流れる槻田川も河岸のサクラや川床の玉石敷き、子供が遊べる環境を作っていることから、河川・道路・公園が一体となって整備されている[96]。整備計画に当たっては、北九州市と地域住民が一体となって進められ、完成の際に住民による道路やせせらぎ広場の命名、自治会からは「みんなで守る標語碑」やニシキゴイの寄贈を受けている[96]。道路施設の維持管理の地域の年中行事として行われており、地域住民に守られるコミュニティ道路として、1986年（昭和61年）8月10日に、旧建設省と「道の日」実行委員会により制定された「日本の道100選」に選定されている[97]。

#### 主要都市までの距離
小倉北区中心部から
- 福岡県
  - 福岡市 - 65 km
  - 行橋市 - 23 km
  - 田川市 - 32 km
  - 直方市 - 30 km
  - 宗像市 - 35 km
  - 宮若市 - 35 km
  - 飯塚市 - 40 km
  - 豊前市 - 43 km
  - 久留米市 - 85 km
- 山口県
  - 下関市 - 15 km
  - 宇部市 - 55 km
  - 山口市 - 82 km
- 大分県
  - 中津市 - 50 km
  - 日田市 - 63 km
  - 別府市 - 110 km
  - 大分市 - 125 km

### 港湾
北九州港は貨物取扱量・輸出入総額ともに西日本（九州・中国・四国）で最大の港湾である。なお、港湾法上は下関港と一元化した関門港として扱われており国際拠点港湾に指定されているが、港湾管理者の一元化はされていない（経緯および詳細はそれぞれの項目を参照）。
2004年にトヨタ自動車が物流機能を設けたほか、2005年3月には響灘地区に「ひびきコンテナターミナルアの中枢港湾に向けた取り組みが活発化している。

#### 定期旅客航路
- 門司港地区
  - - 下関港唐戸桟橋（関門汽船）
- 新門司地区

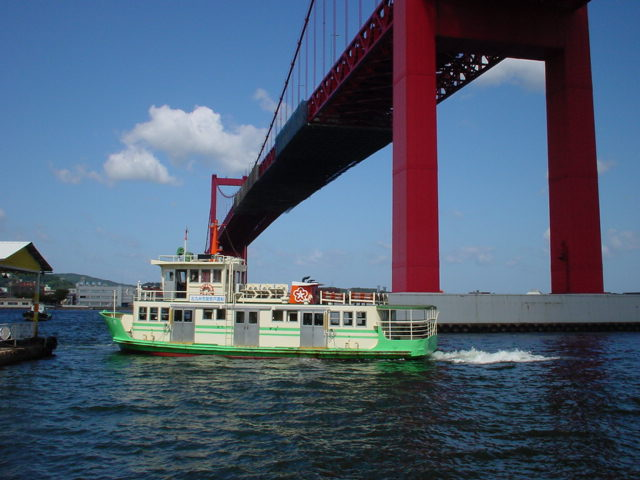
若戸渡船

  - - 泉大津港フェリーターミナル（阪九フェリー）
  - - 神戸港 六甲アイランドフェリーターミナル（阪九フェリー）
  - - 大阪南港フェリーターミナル（名門大洋フェリー）
  - - 徳島港フェリーターミナル - 東京港フェリーターミナル（オーシャン東九フェリー）
  - - 横須賀港フェリーターミナル（東京九州フェリー）
- 小倉地区
  - 浅野埠頭
    - - 松山観光港（松山・小倉フェリー）

  - - 馬島 - 藍島（北九州市営渡船「小倉航路」）
- 戸畑渡場 - 若松渡場
  - （北九州市営渡船「若戸航路」）

## 観光
夏の祭りが盛んな地域で、各地区ごとに特色ある文化を伝えるほか、花火大会等も頻繁に行われている。雄大な自然や門司駅レトロ地区などの歴史系の観光スポット等も備えるが、近年では従来の観光に対する考え方にとらわれず、北九州工業地帯の歴史や工場群のダイナミックな景観を生かし、産業観光や工場萌え（工場観賞クルージング等）、映画の撮影地として市内で頻繁にロケが行われていることから撮影地を巡るツアー、あるいは角打ち体験などニッチな体験型観光の掘り起しも盛んである。
- 旧門司税関、門司区
- 森鷗外旧居、小倉北区
- リバーウォーク北九州、小倉北区
- 平尾台、小倉南区ほか
- 菅生の滝、小倉南区

### 文化財
- 北九州市指定文化財一覧

### 百選
- 日本の灯台50選：部埼灯台・白州灯台
- 日本の音風景100選：関門海峡の潮騒と汽笛
- 日本の道100選：北九州市槻田あおぞら通り
- 日本の夜景100選：皿倉山
- かおり風景100選：合馬竹林公園
- 続日本100名城 : 小倉城
- うなぎ100選 : 田舎庵
- 日本の橋100選 : 南河内橋
- 日本の歴史公園100選 : 櫓山荘公園、勝山公園
- 日本の都市公園100選 : 響灘緑地
- 日本100名橋 : 常盤橋
- ふるさといきものの里100選 : 響灘緑地
- 森林浴の森100選 : 足立公園
- 公共建築100選 : 北九州市立美術館

### 名所･旧跡

#### 神社仏閣
- 和布刈神社（門司区）
- 甲宗八幡神社（門司区）別表神社
- 八坂神社（小倉北区）
- 御祖神社（足立山妙見宮、小倉北区）
- 到津八幡神社（小倉北区）
- 福聚寺（小倉北区）
- 蒲生八幡神社（小倉南区）
- 東大野八幡神社（小倉南区）
- 若松恵比須神社（若松区）別表神社
- 戸明神社（若松区）
- 飛幡八幡宮（戸畑区）別表神社
- 高見神社（八幡東区）
- 岡田宮（八幡西区）
- 吉祥寺（八幡西区）
- 菅原神社（戸畑区）
- 枝光八幡宮（八幡東区）

### 観光スポット
皿倉山山頂（八幡東区）
「新日本三大夜景」の一つ。山頂へは皿倉登山鉄道帆柱ケーブル線（皿倉山ケーブルカー）とスロープカーを利用することでアクセス可能。山頂にはレストランのある展望台がある。通常平日は上りケーブルカーは17時台、下りは18時までの運行だが、土、日、祝日、および7月から9月とゴールデンウィーク前後の2週間は平日も含め毎日、ケーブルカー、スロープカーともに上り20時台、下り21時30分までの運行となる。また、土日祝の午後のみ、八幡駅とケーブルカー山麓駅の間に無料送迎バスが運行されている。（八幡東区）
門司港レトロ（門司区）
JR門司港駅周辺地域に、門司港駅舎などの歴史的建造物と、ホテル・観光商業施設などを整備した観光スポット。レトロフェスタ（5月）をはじめ様々なイベントが行われている。（門司区門司港地区）
小倉城、小倉城庭園（小倉北区）
1602年細川忠興によって築造、その後小笠原15万石の居城として城下は栄えた。長州征討により1866年焼失したが1959年天守を再建、改装を経てハイテク歴史資料館となっている。最上階が展望室となっているほか、1998年隣接地に小倉城庭園が築かれ、小笠原流礼法の拠点としての機能も果たしている。
森鷗外旧居（小倉北区）
森鴎外は1899年から1902年までの3年間、陸軍第12師団軍医部長として小倉に赴任した。その際の居宅の1つが保存されている。（小倉北区鍛冶町）
平尾台（小倉南区）
日本有数のカルスト地形。羊の群れのように見える羊群原の独特の風景や、千仏鍾乳洞をはじめとする鍾乳洞の内部を見ることができる。UBE三菱セメントの東谷鉱山と住友大阪セメントの小倉鉱山が、平尾台に隣接する石灰石の鉱山として操業されている。（小倉南区ほか）
北九州市立いのちのたび博物館（八幡東区）
自然史系の博物館としては国内第二位の規模を持つ。多種多様の生物の骨格標本や本物と見紛うばかりの迫力ある恐竜ショーが楽しめるエンバイラマ館や、日本に2カ所しかない月の石などがみどころ。
八幡製鐵所東田第一高炉跡（八幡東区）
1901年に八幡製鐵所の高炉として建造され1972年の操業終了後、解体保留されていたが、2001年の北九州博覧祭2001を契機に東田第一高炉を保存、整備した。転炉、トーピードカーも高炉と一緒に保存されている。

#### 博物館・美術館

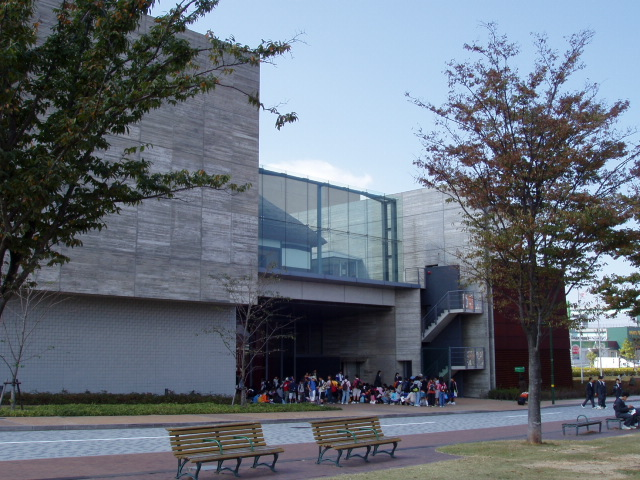
北九州市立いのちのたび博物館（2003年10月22日撮影）

- 北九州市立美術館本館（戸畑区）建築家磯崎新が設計。
- 北九州市立美術館分館（小倉北区）リバーウォーク北九州内。
- 北九州市科学館（八幡東区）THE OUTLETS KITAKYUSHU内。
- 北九州市立いのちのたび博物館（八幡東区）
- 北九州市立松本清張記念館（小倉北区）
- 北九州市立文学館（小倉北区）
- 九州鉄道記念館（門司区）
- 出光美術館（門司）（門司区）
- 北九州市漫画ミュージアム（小倉北区）あるあるCity内。
- 北九州市環境ミュージアム（八幡東区）
- 北九州イノベーションギャラリー（八幡東区）
- ゼンリンミュージアム（小倉北区）リバーウォーク北九州・業務棟内。
- 北九州市立旧百三十銀行ギャラリー(北九州市指定有形文化財)[98]（八幡東区）
- 門司麦酒煉瓦館（門司区）

#### 文化・商業施設
- あるあるCity（小倉北区） - アニメ、フィギュア、漫画などサブカルチャー施設が集まるアキバ系スポット。
- リバーウォーク北九州（小倉北区） - 小倉北区役所を市役所第二庁舎横に移転し、隣接するダイエー小倉店と小倉玉屋跡地を含めた一帯を再開発して生まれた。小倉市民会館の機能を引き継いだ大ホールや演劇専用ホールを備えた北九州芸術劇場、シネマコンプレックス、朝日新聞西部本社、NHK北九州放送局、西日本工業大学、商業施設などが入居する。
- アルモニーサンク（小倉北区）旧・九州厚生年金会館
- 北九州ソレイユホール（小倉北区）アルモニーサンク内
- 北九州市立中央図書館（小倉北区） - 磯崎新設計。なお下関市との協定により、北九州市民は下関市立図書関連施設での貸出利用が可能である。
- 西日本総合展示場（小倉北区） - 磯崎新設計。

#### 温泉・冷泉
近年ボーリングにより発掘された泉源から湧出し、温泉施設も近年建設されたものが多い。
- 清麿鉱泉（単純冷鉱泉、小倉南区葛原）
- 寺迫ラジウム温泉（放射能泉 小倉南区沼緑）
- 日明温泉（スパリゾートパビリオ日明の湯 ナトリウム塩化物強塩泉、小倉北区日明）
- 東田温泉（ゆったり温泉シーサイドスパ、含弱放射能-ナトリウム・カルシウム-塩化物強塩泉、八幡東区東田）
- 河内温泉（あじさいの湯、アルカリ性単純温泉、八幡東区河内）
- 本城温泉（おとぎの杜、アルカリ性単純温泉、八幡西区御開）
- 若松ひびき温泉（かんぽの宿北九州、ナトリウム・カルシウム-塩化物泉、若松区有毛）
- 輝泉 くさみ温泉（ナトリウム・カルシウム・マグネシウム・塩化物温泉、小倉南区朽網）

#### 自然・公園等
- 北九州国定公園 - 皿倉山・平尾台を含む山間部が国定公園に指定されている[一次資料 7]。
- グリーンパーク・響灘緑地（若松区）
- 到津の森公園（小倉北区）
- 山田緑地（小倉北区）
- 勝山公園（小倉北区）
- 手向山公園（小倉北区）
- 白野江植物公園（門司区）
- 平尾台自然の郷（小倉南区）
- 瀬板の森公園（八幡西区）
- 皇后崎公園（八幡西区）
- 河内藤園（八幡東区）
- 東田高炉記念公園（八幡東区）
- 高炉台公園（八幡東区）
- 中央公園（八幡東区・小倉北区・戸畑区）
- 文化記念公園（小倉南区）
- アドベンチャープール（小倉南区）
- 菅生の滝（小倉南区）
- 和布刈（めかり）公園（門司区）
- 夜宮公園（戸畑区）
- 響灘ビオトープ（若松区）

## 文化・名物

### 祭事・催事

#### 祭事
- 井手浦の尻ふり祭（小倉南区、1月）
- 脇の浦はだか祭（若松区、1月）
- 火野葦平忌（若松区、1月）
- 和布刈神事（門司区、2月）
- 八坂神社節分祭（小倉北区、2月）
- 北九州演劇フェスティバル（小倉北区、3月）
- 北九州芸術祭（市内各地、4-5月）
- 若松恵比須神社春季大祭（若松区、4月）
- 吉祥寺藤まつり（八幡西区、4月）
- 沼楽（小倉南区、5月）
- 門司港レトロフェスタ（門司区、5月）
- とばた菖蒲まつり（戸畑区、6月）
- 若松あじさい祭り（若松区、6月）[99]
- 前田祇園山笠（八幡東区、7月）
- 二島祇園（若松区、7月）
- 皿倉山八文字焼（八幡東区、8月）
- 小文字焼（小倉北区、8月）
- 木屋瀬盆踊（八幡西区、8月）
- まつりみなみ（小倉南区、8月）
- 小倉城薪能（小倉北区、9月）
- 合馬神楽（小倉南区、9月）
- 横代神楽（小倉南区、10月）
- 筑前黒崎宿場まつり（八幡西区、10月）
- 北九州国際音楽祭（市内各地、10-11月）
- 小倉城菊花展（小倉北区、11月）
- 筑前木屋瀬宿場まつり（八幡西区、11月）
- 大積神楽（門司区、11月）
- 若松恵比須神社例大祭「冬のおえべっさん」（若松区、12月）
- 隠蓑のしびきせ祭（小倉南区、12月）

#### その他の祭り
わっしょい百万夏まつり（小倉北区）
8月第1土日 市内最大の祭。市役所前にて市内各地の祭山車が勢ぞろいする。また市の祭りで最大規模の露店や1万人超で行われる百万踊り、都心部で行われる花火大会が見どころ。
小倉祇園太鼓（小倉北区）
7月第3金土日 県無形文化財 「無法松の一生」で有名。太鼓を横置きにして両面をドロカン（表裏）2名で勇壮に打ち鳴らす。毎年100団体前後が出場し、観客動員40万人と県下有数の祭りである。
戸畑祇園大山笠（戸畑区）
7月第4金土日 国無形文化財 中日の大山笠競演会が見どころ。昼夜で衣替えするのが特徴で昼は清楚に、夜は309個の提灯が街を照らし出す。
黒崎祇園山笠（八幡西区）
7月第3金土日 県無形文化財 喧嘩山笠とも言われ人形と灯で飾られた大きな人形山笠が回転する迫力は壮観である。
まつり起業祭八幡（八幡東区）
11月3日前後 八幡製鉄の創業を記念して行われている祭り 露店、ステージショー、スポーツイベントなどの混在した地域密着型の祭である。製鉄所の一般公開も行われる。
門司みなと祭
5月第3土日 日本三大港祭の一つ レトロな港町を舞台にダンス、パレードや艦艇の公開などが行われる。
若松みなと祭り
7月第3金土日 かつて石炭積み出し港として栄えた若松で運搬船の船頭が打ち鳴らした五平太ばやしが鳴り響く、期間中にくきのうみ花火の祭典を実施。

#### 主な花火大会
くきのうみ花火の祭典（戸畑区・若松区）
7月第3週末 打ち上げ数4000発 若松みなと祭りの会期中に実施。若戸大橋からのナイアガラがみどころ。
わっしょい百万夏まつり（小倉北区）
8月第1日 打ち上げ数 3000発 小倉都心部で間近に見られることが特徴。
関門海峡花火大会（下関市・門司）
例年8月13日に開催。打ち上げ数15000発を誇り、規模、観客動員共に西日本有数。下関市と共催で海峡の両岸から打ち上げる花火や尺玉百連発、2尺玉などが見どころ。混雑が激しくJR等の公共交通機関を利用したい。

#### 催事
毎年開催される大会
- 選抜女子駅伝北九州大会（1月）
小倉城スタート・ゴール - 八幡西区折り返し。
- 北九州マラソン（2月）
北九州市制50年を記念して、2014年2月9日に第1回大会を開催。北九州市役所前スタート - 小倉北区東港第1折り返し - 門司港第2折り返し - 北九州国際会議場前ゴール。
- 九州実業団対抗毎日駅伝大会（11月）
若松区西部を周回するコースで行われる。
- 北九州チャンピオンズカップ国際車いすバスケットボール大会（10月頃）
2002年に行われた「北九州ゴールドカップ2002」（後述）を記念し始まった車いすバスケの国際大会。

過去に開催された大会
- 2002年世界車椅子バスケットボール選手権大会・北九州（北九州ゴールドカップ2002）
アジア初開催。8月23日 - 9月1日の10日間、北九州市立総合体育館で開催された。
- 全国選抜高等学校テニス大会（2003年まで）
毎年3月に、八幡西区の北九州プリンスホテル（当時）テニスコートを主会場に行われていたが福岡市に会場を変更。
- 第12回アジアジュニア卓球選手権2006北九州大会（2006年）
福原愛らが出場。
- 朝日駅伝
福岡市からスタートし、北九州市がゴールとなる。
- 九州一周駅伝
2013年まで毎年10月に開催、9日目最終区途中 - ゴールまでと、最終日スタート - 2区途中まで市内を通っていた。

### 名産･特産
- 焼きカレー（門司区） - カレーにチーズや卵をのせて焼いた門司港発祥のメニュー[100]。
- フグ（門司区） - 対岸の下関が有名な関門海峡のふぐだが、門司区にも専門店が多数[100]。
- ウニ（若松区） - アカウニ、バフンウニ、ムラサキウニの3種類があり、種類によって漁期が異なる[一次資料 147]。アカウニの稚ウニを放流し、資源の維持を図っている[一次資料 147]。
- 屋台のおはぎ（小倉） - 旦過の屋台では、酒を販売しない（持込みは可）代わりにおはぎを販売している。余談だが、北九州市一円にチェーン展開をするうどん店（資さんうどん）でも、おはぎを販売している。
- 鰯のぬか炊き（小倉北区・小倉南区） - 青魚をぬかみそで炊き込んだ江戸時代から伝わる郷土料理。イワシやサバなどを、醤油、みりん、砂糖などを加えて煮込み、最後にぬかみそを調味料として加え、煮込む[100]。別名「じんだ煮」[101]。
- 合馬たけのこ（小倉南区） - 全国に出荷され、関西の高級料亭などでも極上品として扱われる。柔らかくてえぐみがなく歯触りもよい[100]。
- 小倉牛（小倉南区） - 市内で飼育された黒毛和牛の中から厳選[100]。
- 小倉ロールケーキ（小倉） - ロールケーキでの街おこしを目的とし、「小倉ロールケーキ研究会」が発足している。北九州モノレールとタイアップし、「ロールケーキ列車」などのイベントも行われている。
- 大葉春菊（小倉南区） - 一般的な春菊とは違い、ギザギザがなく丸い葉っぱが特徴[100]。
- 一粒かき（門司区・小倉南区） - 豊前海で養殖され、殻つきのまま販売されるブランドかき。栄養分の多い海で育った粒が大きく、のど越しも良い[100]。
- 焼きうどん（小倉北区・小倉南区） - 戦後食糧難の時代に、小倉で生まれた焼うどん。干したうどん（乾麺）を使うのが特徴[100]。
- 山芋鉄板
- くろがね堅パン（八幡） - 八幡製鐵所の工員向けカロリー補給食として開発されたと言われる。以前に比べ硬さは落ちたといわれるがかなり硬い。歯が悪い人は牛乳などに浸して食べるのがよい。
- くろがね羊羹（八幡） - 堅パン同様、八幡製鐵発祥のお菓子だが、こちらは一般的な羊羹である。
- かしわめし（八幡） - 折尾駅の駅弁として有名だが、若松、黒崎、八幡、戸畑、小倉の各駅でも販売を行っている。折尾駅ではホームで立ち売りを行っている。
- かしわうどん - 駅ホームのうどん。鶏肉でだしをとり、鶏そぼろが具に入っている。小倉駅の「ぷらっとぴっと」と折尾駅・黒崎駅・若松駅の東筑軒で食べることができる（小倉駅のぷらっとぴっとは漫画『クッキングパパ』59巻で紹介されている）。
- 八幡ぎょうざ（八幡） - かつて八幡製鐵所に勤務する労働者の間で、スタミナ食として餃子がよく食べられていた。
- 関門海峡たこ（小倉・門司） - 福岡県北九州市と山口県下関市との間にある関門海峡で育った真蛸（まだこ）。
- 戸畑ちゃんぽん - ちゃんぽんの元祖は長崎市であるが、北九州市では「ちゃんぽん」を出す食堂やラーメン屋などが多い。細い蒸し麺に特徴がある。JR戸畑駅近くの商店街など数店で食べられる。
- ちゃんらー - 門司港周辺で食べられる麺料理。
- ご当地バーガー
  - 河童をイメージし、パンに若松産のキュウリやホウレンソウを使用した「若松かっぱーがー」（GENKAI CAFÉ do HIROKI）
  - 関門海峡たこをハンバーグに入れた「関門タコバーガー」（旦過市場内・蔵屋）
  - 明太子味のソースや明太子入りのつくねを使った「平塚バーガー」（門司港・平塚明太子）
- 銘菓
  - 栗饅頭・ぎおん太鼓（湖月堂）
  - 小菊饅頭（小菊饅頭本舗藤屋）
  - ぽんつく・小倉日記（つる平）
- 小倉織（小倉） - 江戸時代の豊前小倉藩の特産物としてつくられた織物で、主に縦縞を特徴とした良質で丈夫な木綿布。徳川家康が羽織として使用するなど、当時は珍重され、その後全国的に広まった。昭和初期に途絶えたが、後に復元された。
- 孫次凧（戸畑） - 郷土玩具、セミ等の形をした凧、福岡県知事指定特産工芸品・民芸品。

### 発祥

#### 北九州市発祥のもの
旧小倉市発祥のもの
- 競輪[102]
- パンチパーマ[102]
- 商店街アーケード[102]
- 24時間スーパーマーケット（丸和）[102]
- 焼きうどん[103]

その他
- バナナの叩き売り（門司港）[102]
- ハヤシライス（門司港・発祥については他に諸説あり）
- 焼きカレー（門司港）
- ちゃんらー（門司港）
- パラグライダー（皿倉山が日本のパラグライダー発祥地と言われる[誰によって?]）
- 都市型公民館（八幡）

### スポーツ

#### プロスポーツ
日本トップリーグ連携機構
| 名称                           | 競技種目     | 所属リーグ       | 本拠地                         | 運営会社・団体                       | 設立   |
| ------------------------------ | ------------ | ---------------- | ------------------------------ | ------------------------------------ | ------ |
| ギラヴァンツ北九州             | サッカー     | Jリーグ          | ミクニワールドスタジアム北九州 | 株式会社ギラヴァンツ北九州           | 1947年 |
| ボルクバレット北九州           | フットサル   | Fリーグ          | 北九州市立総合体育館           | 一般社団法人UBUNTU FS プロモーション | 2006年 |
| タカギ北九州ウォーターウェーブ | ソフトボール | JDリーグ         | 北九州市立桃園球場             | タカギ                               | 2017年 |
| 北九州下関フェニックス         | 野球         | 九州アジアリーグ | 北九州市民球場など             | 福岡北九州フェニックス株式会社       | 2021年 |

市内で活動するチーム
- 堺ブレイザーズ（バレーボール・V.LEAGUE）
名前の通り本拠地は大阪府堺市だが、母体となった新日鉄堺バレーボール部の発祥の地である北九州市をホームタウン（準本拠地）としている。
- ライジングゼファー福岡（バスケットボール・B.LEAGUE・B2）
運営会社の所在地は福岡市だが、県内全域をホームタウンとし、北九州市立総合体育館でもホームゲームが開催される。
- 福岡J・アンクラス（サッカー・なでしこリーグ）
運営会社やホームタウンは福岡市だが、ホームスタジアムとして、北九州市立本城陸上競技場でもホームゲームが開催される。

かつて活動していたチーム
- 洋松ジュニアロビンス - 新日本リーグ
プロ野球チーム・洋松ロビンス（現横浜DeNAベイスターズ）の二軍としてセントラル・リーグ加盟各球団の二軍により1954年に結成された新日本リーグの所属チーム。洋松の前身である大洋ホエールズが下関を本拠としていたことに伴い北九州を本拠地としたが、1955年に一軍が結成時の大洋に球団名を戻し、1年間をもって川崎市へ移転した。

#### 社会人スポーツ
市内で活動するチーム
- JR九州硬式野球部 - 社会人野球の企業チーム
- 北九州市民硬式野球クラブ - 社会人野球のクラブチーム
- 黒崎播磨陸上競技部
- TOTO陸上部 - 女子陸上長距離・九州実業団連盟
- 安川電機陸上部
- ニューウェーブ北九州レディース - サッカー・九州女子サッカーリーグのサッカーチーム。ニューウェーブ北九州の関連団体。北九州市立鞘ヶ谷陸上競技場などが拠点。
- がむしゃらプロレス - 北九州市を中心に活動している社会人プロレスリング団体。

かつて活動していたチーム
- 新日本製鐵八幡硬式野球部 - 社会人野球の企業チーム
2003年に解散。都市対抗野球大会で2度優勝している。
- 八幡製鉄サッカー部→新日鐵サッカー部→NSCサッカー部 - サッカー・JSL
本拠地・練習場は鞘ヶ谷競技場。JSL創設時の参加チームであり、九州および本州以外のチームで天皇杯を制した唯一のチーム。1990年-1991年のJSLで最下位となり九州サッカーリーグに降格した一方、同時期に立ち上げが計画されていたJリーグへの参加を求められたが、新日本製鐵がこれを拒否。九州初のJリーグチームとなる機会を逃し、その後チームは廃部となった。福岡県社会人サッカーリーグ2部に所属する同社のチームは後継チームではない。
- 八幡製鉄バスケットボール部（後の新日本製鐵スパーレッツ） - バスケットボール・日本リーグ
バスケットボール日本リーグ創設時の参加チームであったが、後に千葉県君津市へ移転、1996年休部。
- 住友金属ギラソール - バレーボール・Vリーグ
Vリーグ立ち上げ時の参加チームで、北九州市立総合体育館などで公式戦も行われていたが、1998年休部。

#### 公営競技
北九州市は全国で唯一、4つある公営競技のうち、競馬・競輪・競艇がそろっている自治体である。なおかつ競輪場と競艇場の両方を所有する全国唯一の自治体でもある。
小倉競馬場
小倉南区北方にある競馬場。JRAの競馬場では最西端に位置する。北九州モノレール競馬場前駅と直結している。
小倉競輪場（北九州メディアドーム）
小倉北区三萩野にある競輪場。1998年、旧・小倉競輪場（1997年まで使用）に隣接する三萩野陸上競技場跡地に開設された。西日本で唯一の全天候型競輪場（1周400mバンク）を持つとともに、多目的アリーナとしても使用され、コンサート、スポーツ・文化系イベントと幅広く活用できるようになっている。この他、かつては門司競輪場も存在した。
若松競艇場
若松区赤岩町にある、1952年開設の競艇場。2004年からナイター競走（パイナップルナイター）をほぼ1年中実施している。隣接する遠賀郡芦屋町にも芦屋競艇場があり、日程を決める際重複しないように調整が行われている。

## 北九州市（または旧5市）を舞台とする作品

### 映画
1989年から積極的に誘致を開始、2000年には「北九州フィルム・コミッション」を設置した。

#### 北九州市発足以前
- 熱風 - 1943年10月7日公開（出演：藤田進、原節子、沼崎勲、他）
- 無法松の一生
  - 1943年 （出演：阪東妻三郎、園井恵子 他）
  - 1958年 （出演：三船敏郎、高峰秀子 他）
- 花と龍
  - 1954年 （出演：藤田進、島崎雪子 他）
  - 1962年 （出演：石原裕次郎、浅丘ルリ子 他）
- 伴淳・森繁の糞尿譚 - 1957年5月21日公開（出演：伴淳三郎、森繁久彌、村瀬幸子、他）
- 女侠一代 - 1958年10月21日公開（出演：清川虹子、近衛十四郎、山田五十鈴、他）
- 海猫が飛んで - 1962年12月5日公開（出演：桑野みゆき、寺島達夫、久我美子、他）
- 社長漫遊記 - 1963年1月3日公開（出演：森繁久彌、三木のり平 他）

#### 北九州市発足以後

##### 作中、北九州市（または旧5市）として登場する映画
- 宇宙大怪獣ドゴラ - 1964年 （出演：夏木陽介 他）
作品中、当時"東洋一のつり橋"と呼ばれた若戸大橋が破壊されるシーン有
- 花と龍 - 1965年 （出演：中村錦之助、佐久間良子 他）
- 日本大侠客 - 1966年 （出演：鶴田浩二、藤純子 他）
- 続 花と龍 洞海湾の決斗 - 1966年 （出演：中村錦之助、佐久間良子 他）
- 網走番外地 悪への挑戦 - 1967年 （出演：高倉健、嵐寛寿郎、真理明美 他）
- 日本侠客伝 花と龍 - 1969年 （出演：高倉健、星由里子 他）
- 日本女侠伝 侠客芸者 - 1969年 （出演：高倉健、富司純子、若山富三郎 他）
- でっかいでっかい野郎 - 1969年　(出演 : 渥美清、岩下志麻他)　小倉北区、若松区
- 玄海遊侠伝 破れかぶれ - 1970年 （出演：勝新太郎、京マチ子、松方弘樹 他）
- 日本侠客伝 昇り龍 - 1970年 （出演：高倉健、富司純子、片岡千恵蔵 他）
- 花と龍 青雲編 愛憎編 怒濤編 - 1973年 （出演：渡哲也、香山美子、竹脇無我 他）
- 新仁義なき戦い 組長の首 - 1975年 （出演：菅原文太、山﨑努、ひし美ゆり子 他） 門司区の門司港駅前や東本町商店街など
- 新仁義なき戦い 組長最後の日 - 1976年 （出演：菅原文太、小沢栄太郎、松原智恵子 他）
- ダイナマイトどんどん - 1978年 （出演：菅原文太、北大路欣也、嵐寛寿郎 他）
- 神様のくれた赤ん坊 - 1979年 （出演：桃井かおり、渡瀬恒彦 他）
- 玄海つれづれ節 - 1986年 （出演：吉永小百合、八代亜紀、風間杜夫 他） 若松区など
- ウォータームーン - 1989年（出演：長渕剛、松坂慶子、小林稔侍 他）
- Helpless - 1996年 （出演：浅野忠信、光石研、辻香織里 他） 門司区
- 釣りバカ日誌10 - 1998年（出演：西田敏行、三国連太郎、石田えり 他）
- ウルトラマンコスモス2 THE BLUE PLANET - 2002年（出演：杉浦太陽、斉藤麻衣、嶋大輔 他）
- ウイニング・パス-2004年*（出演:松山ケンイチ、堀北真希、角替和枝、矢崎滋 他）
- 海猿 UMIZARU - 2004年（出演：伊藤英明、加藤あい、海東健 他）
- この胸いっぱいの愛を - 2005年（出演：伊藤英明、ミムラ 他） 門司区
- 東京タワー 〜オカンとボクと、時々、オトン〜 - 2007年（出演：オダギリジョー、樹木希林、小林薫 他）
- The焼肉ムービー プルコギ - 2007年（出演：松田龍平、山田優、田村高廣 他）
- サッド ヴァケイション - 2007年（出演：浅野忠信、石田えり、宮崎あおい、板谷由夏 他）
- チョコレート・ファイター - 2008年 タイ映画（出演：ジージャ・ヤーニン、阿部寛 他）
- おっぱいバレー - 2009年（出演：綾瀬はるか、青木崇高、仲村トオル 他） 全7区
- 交渉人 THE MOVIE タイムリミット高度10,000mの頭脳戦 - 2010年（出演：米倉涼子、陣内孝則他） 北九州空港等
- THE LAST MESSAGE 海猿 - 2010年（出演：伊藤英明、加藤あい、三浦翔平他）
- あなたへ - 2012年（出演：高倉健、田中裕子、草彅剛 他）
- 私たちのハァハァ - 2015年（出演：井上苑子、大関れいか、真山朔、三浦透子 他）
- グッバイエレジー - 2017年（出演：大杉漣、石野真子、藤吉久美子 他）
- OVER DRIVE - 2018年（出演：東出昌大、新田真剣佑、森川葵 他）
- 旅猫リポート - 2018年（出演：福士蒼汰、高畑充希、広瀬アリス、竹内結子 他）
- jam - 2018年（出演：青柳翔、町田啓太、鈴木伸之、秋山真太郎 他）※オール北九州ロケ
- カラダ探し - 2022年（出演：橋本環奈、眞栄田郷敦、山本舞香、神尾楓珠他）※オール北九州ロケ
- レッドシューズ - 2022年（出演：朝比奈彩、市原隼人、佐々木希、松下由樹他）※オール北九州ロケ

##### 北九州市が舞台ではないが市内でロケが行われた映画
- 39 刑法第三十九条 - 1999年（出演：鈴木京香、堤真一、岸部一徳 他）
- スパイ・ゾルゲ - 2003年（出演：イアン・グレン、本木雅弘、椎名桔平、上川隆也 他）
- バトル・ロワイアルII 鎮魂歌 - 2003年（出演：藤原竜也、前田愛、ビートたけし、竹内力 他）
- 69 sixty nine - 2004年（出演：妻夫木聡、安藤政信、柴田恭兵 他）
- カーテンコール - 2005年（出演：伊藤歩、藤井隆、鶴田真由、夏八木勲 他）
舞台は下関市だが、作品中に登場する映画館「みなと劇場」に、八幡東区の「前田有楽劇場」が使われた
- ALWAYS 三丁目の夕日 - 2005年、（出演：吉岡秀隆、薬師丸ひろ子、堀北真希 他）
- 四日間の奇蹟 - 2005年（出演：吉岡秀隆、石田ゆり子、尾高杏奈 他）
- 出口のない海 - 2006年（出演：市川海老蔵、伊勢谷友介、上野樹里 他）
- デスノート - 2006年（出演：藤原竜也、松山ケンイチ、鹿賀丈史 他） 戸畑区北九州市立美術館の内部
- 初恋 - 2006年（出演：宮崎あおい、小出恵介 他） 小倉北区（ジャズバー"B"周辺）、八幡西区（映画館、学生運動のシーン）など
- ALWAYS 続・三丁目の夕日 - 2007年、（出演：吉岡秀隆、堤真一、小雪 他）
- 天国からのラブレター - 2007年（出演：須賀貴匡、中村ゆり、高橋ひとみ 他）
- 風の外側 - 2007年（出演：佐々木崇雄、安藤サクラ、安藤和津 他）
- 世界で一番美しい夜 - 2008年（出演：田口トモロヲ、月船さらら、市川春樹 他）
- ザ・マジックアワー - 2008年（出演：佐藤浩市、妻夫木聡、深津絵里 他）
- KIZUKI - 2008年（出演：中村大地、中嶋朋子、鶴見辰吾 他）
- K-20 怪人二十面相・伝 - 2009年（出演：金城武、松たか子、仲村トオル 他）
- 風が強く吹いている - 2009年（出演：小出恵介、林遣都、津川雅彦 他）
- 島田洋七の佐賀のがばいばあちゃん - 2009年（出演：香山美子、高島礼子、小林綾子 他）
- 信さん・炭坑町のセレナーデ - 2010年（出演：小雪、池松壮亮、石田卓也 他）折尾の堀川沿いなど
- ワイルド7 - 2011年（出演：瑛太、椎名桔平、丸山隆平 他）
- ロボジー - 2012年（出演：五十嵐信次郎（ミッキー・カーチス）、吉高由里子、濱田岳 他）
- 共喰い- 2013年（出演：菅田将暉、光石研、田中裕子 他）
- 図書館戦争 - 2013年（出演：岡田准一、榮倉奈々、田中圭 他）
  - 図書館戦争-THE LAST MISSION- - 2015年（出演：岡田准一、榮倉奈々、田中圭 他）
- 黒執事 - 2014年（出演：水嶋ヒロ、剛力彩芽、優香 他）
- 寄生獣 完結編- 2015年（出演：染谷将太、阿部サダヲ、深津絵里 他）
- S -最後の警官- 奪還 RECOVERY OF OUR FUTURE - 2015年（出演：向井理、綾野剛、新垣結衣 他）
- 劇場版MOZU - 2015年（出演：西島秀俊、香川照之、真木よう子 他）
- 相棒 -劇場版IV- 首都クライシス 人質は50万人! 特命係 最後の決断 - 2017年（出演：水谷豊、反町隆史、鹿賀丈史 他）
- HiGH&LOW THE MOVIE 3 / FINAL MISSION- 2017年（出演：EXILE TRIBE、E-girls 他）
- ママレードボーイ - 2018年（出演：吉沢亮、桜井日奈子 他）
- 来る - 2018年（出演：岡田准一、妻夫木聡、黒木華 他）
- 劇場版 仮面ライダービルド Be The One - 2018年（出演：犬飼貴丈、赤楚衛二 他）
- 仮面病棟 - 2020年（出演：坂口健太郎、永野芽郁、高嶋政伸 他）※オール北九州ロケ
- 風が通り抜ける道・・すべての愛が存在する島- 2024年（出演：山田邦子、三浦浩一、具志堅用高、大林素子 他）※沖縄県後援

### テレビドラマ
- 銀河テレビ小説 ふるさとシリーズ 港駅 - NHK、1984年
- 東芝日曜劇場 - TBS系（RKB毎日放送製作分の一部）、1980年代後期 - 1990年代初期
- 逃亡者 - フジテレビ系、1992年
- 花と龍 - TBS系、1992年
- 愛するということ - TBS系、1993年
- 或る「小倉日記」伝 - TBS系、1993年
- 裸の大将放浪記シリーズ 北九州市編 - フジテレビ系、1993年
- 「点と線」を追え! - NHK、1998年
- はみだし刑事情熱系 - テレビ朝日系、2000年
- ホーム&アウェイ 第6,7話 - フジテレビ系、2002年
- 武蔵 MUSASHI - NHK大河ドラマ、2003年（門司区、小倉北区）
- 流転の王妃・最後の皇弟 - テレビ朝日系、2003年
- シェエラザード - NHK、2004年
- ハルとナツ 届かなかった手紙 - NHK、2005年
- 我こそサムライ - NHK福岡放送局、2005年 （若松区・戸畑区）
- 青春の門 - TBS系、2005年
- 海猿 UMIZARU EVOLUTION 第1,6,7話 - フジテレビ系、2005年
- アテンションプリーズ 第1話 - フジテレビ系、2006年（北九州空港）
- 東京タワー 〜オカンとボクと、時々、オトン〜 - フジテレビ系、2007年小倉北区京町など
- 法医学教室の事件ファイル - テレビ朝日系、2007年
- 千の風になって ドラマスペシャル はだしのゲン - フジテレビ系、2007年
- 海峡 - NHK、2007年
- フルスイング - NHK、2008年（若戸大橋、福岡県立若松高等学校などが映像に登場するが、福岡県内の架空の高校の設定）
- 警官の血 - テレビ朝日系、2008年
- 黒部の太陽 - フジテレビ系、2009年
- わが家の歴史 - フジテレビ系、2010年
- MOZU Season1〜百舌の叫ぶ夜〜 - TBS系、2014年
- GO!GO!フィルムタウン - NHK北九州放送局、2017年
- 福岡恋愛白書13 - KBC、2018年 (主演 :杉野遥亮)
- 脆弱性 - FODで配信、2020年 (主演 :久保史緒里)※オール北九州ロケ

### 小説
- 鶏 - 森鷗外、1909年（小倉北区）
- 独身 - 森鷗外、1910年（小倉北区）
- 二人の友 - 森鷗外、1915年（小倉北区）
- 無法松の一生 - 岩下俊作、1938年（小倉北区）
- 花と竜 - 火野葦平、1952年 - 1953年（若松区）
- 或る「小倉日記」伝 - 松本清張、1952年（小倉北区）
- 黒地の絵 - 松本清張、1958年（小倉北区）
- 表象詩人 - 松本清張、1972年（小倉北区）
- もう誘拐なんてしない - 東川篤哉、2008年（門司区）